# 人名に因む名を持つ小惑星の一覧
人名に因む名を持つ小惑星の一覧（じんめいにちなむなをもつしょうわくせいのいちらん）

## 科学

### 数学者
- (953) パンルヴァ（ポール・パンルヴェ）
- (988) アペラ（ポール・エミール・アペル）
- (1001) ガウシア（カール・フリードリヒ・ガウス）
- (1005) アラゴ（フランソワ・アラゴ）
- (1006) ラグランジア（ジョゼフ＝ルイ・ラグランジュ）
- (1239) ケトレータ（アドルフ・ケトレー）
- (1441) ボーヤイ（ボーヤイ・ファルカシュ）
- (1679) ネヴァンリンナ（ロルフ・ネヴァンリンナ）
- (1699) ホンカサロ（タウノ・ブルノ・ホンカサロ）
- (1858) ロバチェフスキー（ニコライ・ロバチェフスキー）
- (1859) コワレフスカヤ（ソフィア・コワレフスカヤ）
- (1888) 祖沖之（祖沖之）
- (1996) アダムズ（ジョン・クーチ・アダムズ）
- (1997) ルヴェリエ（ユルバン・ルヴェリエ）
- (2002) オイラー（レオンハルト・オイラー）
- (2010) チェビシェフ（パフヌティ・チェビシェフ）
- (2021) ポアンカレ（アンリ・ポアンカレ）
- (2034) Bernoulli（ベルヌーイ家）
- (2086) ニューウェル（ホーマー・ニューウェル（英語版））
- (2151) ハドヴィガー（ヒューゴ・ハドヴィガー）
- (2186) Keldysh（ムスチスラフ・ケルディシュ）
- (2399) Terradas（エステバン・テラダス・イ・イリャ）
- (2481) ビュルギ（ヨスト・ビュルギ）
- (2587) ガードナー（マーティン・ガードナー）
- (2831) Stevin（シモン・ステヴィン）
- (3281) モーペルテュイ（ピエール・ルイ・モーペルテュイ）
- (3366) Gödel（クルト・ゲーデル）
- (3600) Archimedes（アルキメデス）
- (4130) ラマヌジャン（シュリニヴァーサ・ラマヌジャン）
- (4166) Pontryagin（レフ・ポントリャーギン）
- (4167) Riemann（ベルンハルト・リーマン）
- (4354) エウクレイデス（エウクレイデス）
- (4628) ラプラス（ピエール＝シモン・ラプラス）
- (5096) Luzin（ニコライ・ルージン）
- (5149) ライプニッツ（ゴットフリート・ライプニッツ）
- (5313) Nunes（ペドロ・ヌネシュ）
- (5324) Lyapunov（アレクサンドル・リャプノフ）
- (5558) Johnnapier（ジョン・ネイピア）
- (5718) Roykerr（ロイ・カー）
- (6143) ピタゴラス（ピタゴラス）
- (6618) Jimsimons（ジェームズ・シモンズ）
- (6765) フィボナッチ（レオナルド・フィボナッチ）
- (6964) Kunihiko（小平邦彦）
- (6978) 広中（広中平祐）
- (6979) 重文（森重文）
- (7001) ネーター（エミー・ネーター）
- (7075) Sadovnichij（ヴィクトル・A・サドーヴニチィ）
- (7420) Buffon（ジョルジュ＝ルイ・ルクレール・ド・ビュフォン）
- (7483) 関孝和（関孝和）
- (7655) Adamries（アダム・リース）
- (7681) Chenjingrun（陳景潤）
- (7683) Wuwenjun（呉文俊）
- (7960) Condorcet（ニコラ・ド・コンドルセ）
- (8128) Nicomachus（ニコマコス）
- (8190) ブーゲ（ピエール・ブーゲ）
- (8191) メルセンヌ（マラン・メルセンヌ）
- (8524) パオロ・ルフィニ（パオロ・ルフィニ）
- (8525) Nielsabel（ニールス・アーベル）
- (8888) Tartaglia（ニコロ・フォンタナ・タルタリア）
- (9130) Galois（エヴァリスト・ガロア）
- (9256) Tsukamoto（塚本明毅）
- (9349) Lucas（エドゥアール・リュカ）
- (9689) Freudenthal（ハンス・フロイデンタール）
- (9931) Herbhauptman（ハーバート・ハウプトマン）
- (9987) Peano（ジュゼッペ・ペアノ）
- (9999) ワイルズ（アンドリュー・ワイルズ）
- (10031) ウラド・アルノルダ（ウラジーミル・アーノルド）
- (10101) Fourier（ジョゼフ・フーリエ）
- (10204) Turing（アラン・チューリング）
- (10287) Smale（スティーヴン・スメイル）
- (10382) Hadamard（ジャック・アダマール）
- (10387) Bepicolombo（ジュゼッペ・コロンボ）
- (10438) Ludolph（ルドルフ・ファン・コーレン）
- (11341) Babbage（チャールズ・バベッジ）
- (11421) Cardano（ジェロラモ・カルダーノ）
- (11433) Gemmafrisius（ゲンマ・フリシウス）
- (11665) Dirichlet（ペーター・グスタフ・ディリクレ）
- (11796) Nirenberg（ルイス・ニーレンバーグ）
- (12007) フェルマー（ピエール・ド・フェルマー）
- (12016) Green（ジョージ・グリーン）
- (12022) Hilbert（ダフィット・ヒルベルト）
- (12040) Jacobi（カール・グスタフ・ヤコブ・ヤコビ）
- (12045) Klein（フェリックス・クライン）
- (12473) Levi-Civita（トゥーリオ・レヴィ＝チヴィタ）
- (12493) ミンコフスキー（ヘルマン・ミンコフスキー）
- (12513) Niven（イヴァン・ニーベン）
- (12579) Ceva（ジョバンニ・チェバとトンマーゾ・チェバ（英語版））
- (12755) Balmer（ヨハン・ヤコブ・バルマー）
- (12874) Poisson（シメオン・ドニ・ポアソン）
- (13213) Maclaurin（コリン・マクローリン）
- (13498) Al Chwarizmi（フワーリズミー）
- (13642) Ricci（グレゴリオ・リッチ＝クルバストロ）
- (13658) Sylvester（ジェームス・ジョセフ・シルベスター）
- (13672) Tarski（アルフレト・タルスキ）
- (13673) Urysohn（パベル・ウリゾーン）
- (14074) Riccati（ヤコポ・リッカチ）
- (14100) Weierstrass（カール・ワイエルシュトラス）
- (14990) Zermelo（エルンスト・ツェルメロ）
- (15378) Artin（エミール・アルティン）
- (15896) Birkhoff（ジョージ・デビット・バーコフ）
- (16065) Borel（エミール・ボレル）
- (16246) Cantor（ゲオルク・カントール）
- (16249) Cauchy（オーギュスタン＝ルイ・コーシー）
- (16755) Cayley（アーサー・ケイリー）
- (16765) Agnesi（マリア・ガエターナ・アニェージ）
- (16810) Pavelaleksandrov（パヴェル・アレクサンドロフ）
- (16856) バナッハ（ステファン・バナフ）
- (17076) Betti（エンリコ・ベッチ）
- (17285) Bezout（エティエンヌ・ベズー）
- (17653) Bochner（サロモン・ボホナー）
- (17696) Bombelli（ラファエル・ボンベリ）
- (17703) Bombieri（エンリコ・ボンビエリ）
- (17734) Boole（ジョージ・ブール）
- (17917) Cartan（エリ・カルタン）
- (18059) Cavalieri（ボナヴェントゥーラ・カヴァリエーリ）
- (18182) Wiener（ノーバート・ウィーナー）
- (18498) Cesaro（アーネスト・チェザロ）
- (18548) Christoffel（エルヴィン・クリストッフェル）
- (18555) Courant（リヒャルト・クーラント）
- (18560) Coxeter（ハロルド・スコット・マクドナルド・コクセター）
- (18734) Darboux（ジャン・ガストン・ダルブー）
- (18838) Shannon（クロード・シャノン）
- (19293) Dedekind（リヒャルト・デーデキント）
- (19570) Jessedouglas（ジェス・ダグラス）
- (20174) Eisenstein（フェルディナント・ゴットホルト・マックス・アイゼンシュタイン）
- (20394) Fatou（ピエール・ファトゥ）
- (21331) Lodovicoferrari（ルドヴィコ・フェラーリ）
- (21537) Fréchet（モーリス・ルネ・フレシェ）
- (21659) Fredholm（エリック・イヴァル・フレドホルム）
- (21665) Frege（ゴットロープ・フレーゲ）
- (21822) Degiorgi（エンニオ・デ・ジョルジ）
- (22474) Frobenius（フェルディナント・ゲオルク・フロベニウス）
- (22497) Immanuelfuchs（ラザルス・イマヌエル・フックス）
- (22824) von Neumann（ジョン・フォン・ノイマン）
- (24907) Alfredhaar（ハール・アルフレッド）
- (24935) Godfreyhardy（ゴッドフレイ・ハロルド・ハーディ）
- (24947) Hausdorff（フェリックス・ハウスドルフ）
- (24998) Hermite（シャルル・エルミート）
- (25029) Ludwighesse（ルートヴィヒ・オットー・ヘッセ）
- (25082) Williamhodge（ウィリアム・ホッジ）
- (25237) Hurwitz（アドルフ・フルヴィッツ）
- (25593) Camillejordan（カミーユ・ジョルダン）
- (25624) Kronecker（レオポルト・クロネッカー）
- (25628) Kummer（エルンスト・クンマー）
- (26205) Kuratowski（カジミェシュ・クラトフスキ）
- (26357) Laguerre（エドモンド・ラゲール）
- (26908) Lebesgue（アンリ・ルベーグ）
- (26909) Lefschetz（ソロモン・レフシェッツ）
- (26950) Legendre（アドリアン＝マリ・ルジャンドル）
- (26955) リー（ソフス・リー）
- (27500) マンデルブロ（ブノワ・マンデルブロ）
- (29552) 陳（陳省身）
- (50033) ペレルマン（グリゴリー・ペレルマン）

### 物理学者
- (837) シュヴァルツシルダ（カール・シュヴァルツシルト）
- (1069) プランキア（マックス・プランク）
- (1332) マルコーニア（グリエルモ・マルコーニ）
- (1565) ルメートル（ジョルジュ・ルメートル）
- (1605) ミランコビッチ（ミルティン・ミランコビッチ）
- (1778) Alfven（ハンス・アルヴェーン）
- (1822) ウォーターマン（アラン・T・ウォーターマン（英語版））
- (1827) アトキンソン（ロバート・デスコート・アトキンソン）
- (1958) チャンドラ（スブラマニアン・チャンドラセカール）
- (1979) サハロフ（アンドレイ・サハロフ）
- (1984) フェディンスキー（フセヴォロード・フェディンスキー）
- (1987) カプラン（サムイル・カプラン（英語版））
- (2001) アインシュタイン（アルベルト・アインシュタイン）
- (2125) カール＝オンチェス（カール＝オンチェス・グローネフェルト）
- (2128) ウェザリル（ジョージ・ウェザリル）
- (2142) Landau（レフ・ランダウ）
- (2160) スピッツァー（ライマン・スピッツァー）
- (2352) クルチャトフ（イーゴリ・クルチャトフ）
- (2752) 呉健雄（呉健雄）
- (2761) Eddington（アーサー・エディントン）
- (2836) ソボレフ（ヴィクトル・ソボレフ（英語版））
- (2862) Vavilov（セルゲイ・ヴァヴィロフ。兄の植物学者ニコライ・ヴァヴィロフと共に）
- (2937) ギブズ（ウィラード・ギブズ）
- (2980) キャメロン（アルステア・キャメロン）
- (2987) サラバイ（ヴィクラム・サラバイ（英語版））
- (3014) Huangsushu（黄授書）
- (3074) Popov（アレクサンドル・ポポフ）
- (3101) Goldberger（マービン・レオナード・ゴールドバーガー）
- (3324) アヴシュク（ユーリイ・アヴシュク）
- (3371) Giacconi（リカルド・ジャコーニ）
- (3421) 楊振寧（楊振寧）
- (3437) カピッツァ（ピョートル・カピッツァ）
- (3443) Leetsungdao（李政道）
- (3462) Zhouguangzhao（周光召）
- (3463) 高錕（チャールズ・カオの中国語名）
- (3514) Hooke（ロバート・フック）
- (3546) Atanasoff（ジョン・アタナソフ）
- (3581) Alvarez（ルイス・ウォルター・アルヴァレズ。息子の地質学者ウォルター・アルバレスと共に）
- (3599) Basov（ニコライ・バソフ）
- (3778) レッジェ（トゥーリオ・レッジェ）
- (3790) Raywilson（レイモンド・ウィルソン）
- (3798) de Jager（コルネリス・デ・ヤヘル）
- (3805) Goldreich（ピーター・ゴールドレイク）
- (3832) Shapiro（アーウィン・シャピロ）
- (3884) Alferov（ジョレス・アルフョーロフ）
- (3893) デライター（ジョン・ロバート・デライター（英語版））
- (3905) ドップラー（クリスチャン・ドップラー）
- (3948) Bohr（ニールス・ボーア）
- (3949) マッハ（エルンスト・マッハ）
- (4074) シャルコフ（ヴィクトル・シャルコフ）
- (4387) 田中（田中靖郎）
- (4463) Marschwarzschild（マーティン・シュヴァルツシルト）
- (4530) Smoluchowski（ローマン・スモルコフスキー（英語版））
- (4587) Rees（マーティン・リース）
- (4849) Ardenne（マンフレート・フォン・アルデンヌ）
- (4949) Akasofu（赤祖父俊一）
- (5006) Teller（エドワード・テラー）
- (5053) クラドニ（エルンスト・クラドニ）
- (5102) Benfranklin（ベンジャミン・フランクリン）
- (5103) ディヴィシュ（プロコプ・ディヴィシュ）
- (5222) Ioffe（アブラム・ヨッフェ）
- (5223) McSween（ハロルド・マクスウィーン）
- (5224) Abbe（エルンスト・アッベ）
- (5311) Rutherford（アーネスト・ラザフォード）
- (5490) バービッジ（マーガレット・バービッジ）
- (5668) フーコー（レオン・フーコー）
- (5694) ベレーニ（ベレーニ・デーネシュ（英語版））
- (5845) Davidbrewster（ディヴィッド・ブリュースター）
- (5997) Dirac（ポール・ディラック）
- (6036) Weinberg（スティーヴン・ワインバーグ）
- (6119) ヨルト（イェンス・ヨルト）
- (6269) Kawasaki（川崎俊一）
- (6401) Roentgen（ヴィルヘルム・レントゲン）
- (6514) Torahiko（寺田寅彦）
- (6722) Bunichi（斎藤文一）
- (6913) Yukawa（湯川秀樹）
- (6914) Becquerel（アンリ・ベクレル）
- (6919) Tomonaga（朝永振一郎）
- (6920) Esaki（江崎玲於奈）
- (6999) Meitner（リーゼ・マイトナー）
- (7000) キュリー（キュリー夫人）
- (7269) アル・プロホロフ（アレクサンドル・プロホロフ）
- (7437) Torricelli（エヴァンジェリスタ・トリチェリ）
- (7495) Feynman（リチャード・P・ファインマン）
- (7536) Fahrenheit（ガブリエル・ファーレンハイト）
- (7672) Hawking（スティーヴン・ホーキング）
- (7965) Katsuhiko（佐藤勝彦）
- (7970) Lichtenberg（ゲオルク・クリストフ・リヒテンベルク）
- (8000) アイザック・ニュートン（アイザック・ニュートン）
- (8003) Kelvin（ケルヴィン卿）
- (8101) Yasue（保江邦夫）
- (8103) フェルミ（エンリコ・フェルミ）
- (8116) Jeanperrin（ジャン・ペラン）
- (8132) ヴィツ・ギンツブルグ（ヴィタリー・ギンツブルク）
- (8208) Volta（アレッサンドロ・ボルタ）
- (8296) Miyama（観山正見）
- (8398) ルビア（カルロ・ルビア）
- (8412) Zhaozhongxian（趙忠賢）
- (8558) アック（マルゲリータ・アック）
- (8703) Nakanotadao（中野董夫）
- (8816) Gamow（ジョージ・ガモフ）
- (8934) 西村純（西村純）
- (9263) ハリトン（ユーリ・ハリトン）
- (9420) Dewar（ジェイムズ・デュワー）
- (9491) Thooft（ヘーラルト・トホーフト）
- (9492) Veltman（マルティヌス・フェルトマン）
- (9678) van der Meer（シモン・ファンデルメール）
- (9686) Keesom（ウィレム・ヘンドリック・ケーソン）
- (9687) Uhlenbeck（ジョージ・ウーレンベック）
- (9688) Goudsmit（サミュエル・ゴーズミット）
- (10111) Fresnel（オーギュスタン・ジャン・フレネル）
- (10152) 宇吉郎（中谷宇吉郎）
- (10183) Ampère（アンドレ＝マリ・アンペール）
- (10184) ガルヴァーニ（ルイージ・ガルヴァーニ）
- (10300) Tanakadate（田中舘愛橘）
- (10358) Kirchhoff（グスタフ・キルヒホフ）
- (10446) Siegbahn（カイ・シーグバーン）
- (10447) Bloembergen（ニコラス・ブルームバーゲン）
- (10448) Schawlow（アーサー・ショーロー）
- (10506) リュードベリ（ヨハネス・リュードベリ）
- (10509) Heinrichkayser（ハインリヒ・カイザー）
- (10557) Rowland（ヘンリー・ローランド）
- (10584) フェリーニ（フェデリコ・フェリーニ）
- (10728) Vladimirfock（ウラジミール・フォック）
- (10762) von Laue（マックス・フォン・ラウエ）
- (10781) Ritter（ヨハン・ヴィルヘルム・リッター）
- (10786) Robertmayer（ユリウス・ロベルト・フォン・マイヤー）
- (10979) Fristephenson（リチャード・スティーヴンソン)
- (11063) ポインティング（ジョン・ヘンリー・ポインティング）
- (11150) Bragg（ヘンリー・ブラッグ）
- (11309) Malus（エティエンヌ・ルイ・マリュス）
- (11349) Witten（エドワード・ウィッテン）
- (11376) Taizomuta（牟田泰三）
- (11438) Zeldovich（ヤーコフ・ゼルドビッチ）
- (11537) Guericke（オットー・フォン・ゲーリケ）
- (11573) Helmholtz（ヘルマン・フォン・ヘルムホルツ）
- (11675) Billboyle（ウィラード・ボイル）
- (11740) Georgesmith（ジョージ・E・スミス）
- (11756) Geneparker（ユージン・ニューマン・パーカー）
- (11757) Salpeter（エドウィン・サルピーター）
- (11759) Sunyaev（ラシード・スニャーエフ）
- (11767) Milne（エドワード・アーサー・ミルン）
- (11779) Zernike（フリッツ・ゼルニケ）
- (11966) Plateau（ジョゼフ・プラトー）
- (11967) Boyle（ロバート・ボイル）
- (11968) Demariotte（エドム・マリオット）
- (12059) du Châtelet（エミリー・デュ・シャトレ）
- (12137) Williefowler（ウィリアム・ファウラー）
- (12139) Tomcowling（トーマス・カウリング）
- (12141) Chushayashi（林忠四郎）
- (12146) Ostriker（エレミア・オストライカー）
- (12286) Poiseuille（ジャン・ポアズイユ）
- (12289) Carnot（ニコラ・レオナール・サディ・カルノー）
- (12292) Dalton（ジョン・ドルトン）
- (12294) Avogadro（アメデオ・アヴォガドロ）
- (12301) エトヴェシュ（エトヴェシュ・ロラーンド）
- (12320) Loschmidt（ヨハン・ロシュミット）
- (12423) Slotin（ルイス・スローティン）
- (12491) Musschenbroek（ピーテル・ファン・ミュッセンブルーク）
- (12759) Joule（ジェームズ・プレスコット・ジュール）
- (12760) Maxwell（ジェームズ・クラーク・マクスウェル）
- (12766) Paschen（フリードリッヒ・パッシェン）
- (12773) Lyman（セオドア・ライマン）
- (12775) Brackett（フレデリック・サムナー・ブラケット）
- (12776) Reynolds（オズボーン・レイノルズ）
- (12935) Zhengzhemin（鄭哲敏）
- (13092) Schrodinger（エルヴィン・シュレーディンガー）
- (13093) Wolfgangpauli（ヴォルフガング・パウリ）
- (13123) Tyson（ニール・ドグラース・タイソン）
- (13149) Heisenberg（ヴェルナー・ハイゼンベルク）
- (13197) Pontecorvo（ブルーノ・ポンテコルボ）
- (13219) カイユテ（ルイ・ポール・カイユテ）
- (13478) Fraunhofer（ヨゼフ・フォン・フラウンホーファー）
- (13525) Paulledoux（ポール・ルドゥー）
- (13531) Weizsäcker（カール・フリードリヒ・フォン・ヴァイツゼッカー）
- (13954) Born（マックス・ボルン）
- (14413) Geiger（ハンス・ガイガー）
- (14468) Ottostern（オットー・シュテルン）
- (15742) Laurabassi（ラウラ・バッシ）
- (15783) Briancox（ブライアン・コックス）
- (15803) Parisi（ジョルジョ・パリージ）
- (16564) Coriolis（ガスパール＝ギュスターヴ・コリオリ）
- (16583) Oersted（ハンス・クリスティアン・エルステッド）
- (16674) Birkeland（クリスチャン・ビルケランド）
- (16740) Kipthorne（キップ・ソーン）
- (16761) Hertz（ハインリヒ・ヘルツ）
- (16766) リーギ（アウグスト・リーギ）
- (17031) Piethut（ピート・ハット）
- (17649) Brunorossi（ブルーノ・ロッシ）
- (17764) Schatzman（エヴリー・シャツマン）
- (18169) Amaldi（エドアルド・アマルディ）
- (18235) Lynden-Bell（ドナルド・リンデン＝ベル）
- (18241) Genzel（ラインハルト・ゲンツェル）
- (18242) Peebles（ジェームズ・ピーブルス）
- (18243) Gunn（ジェームズ・エドワード・ガン）
- (19178) Walterbothe（ヴァルター・ボーテ）
- (20081) Occhialini（ジュセッペ・オキャリーニ）
- (22473) Stanleyhey（ジェームズ・ヘイ）
- (22616) Bogolyubov（ニコライ・ボゴリューボフ）
- (22645) Rotblat（ジョセフ・ロートブラット）
- (22694) Tyndall（ジョン・ティンダル）
- (22740) Rayleigh（レイリー卿）
- (24712) Boltzmann（ルートヴィッヒ・ボルツマン）
- (24750) Ohm（ゲオルク・オーム）
- (24751) Kroemer（ハーバート・クレーマー）
- (25275) Jocelynbell（ジョスリン・ベル・バーネル）
- (37582) Faraday（マイケル・ファラデー）
- (48798) Penghuanwu（彭桓武）
- (256892) Wutayou（呉大猷）

### 天文学者・天文家
- (42) イシス（公式にはエジプト神話のイシスからだが、アイシス・ポグソン（英語版）にも由来すると言われる）
- (162) ローランシア（ジョゼフ＝ジャン＝ピエール・ロラン）
- (187) ランベルタ（ヨハン・ハインリヒ・ランベルト）
- (238) ヒパティア（ヒュパティア）
- (281) ルクリーシア（カロライン・ハーシェルのミドルネーム）
- (339) ドロテア（ドロテア・クルンプケ＝ロバーツ（英語版））
- (340) エドゥアルダ（ハインリヒ・エドゥアルド・フォン・ラーデ（英語版））
- (349) デンボウスカ（エルコレ・デンボウスキー）
- (355) ガブリエラ（ガブリエル・ルノド・フラマリオン（英語版））
- (366) ヴィンチェンティーナ（ヴィンチェンツォ・チェルッリ）
- (400) デュクローザ（J・デュクローズ）
- (511) ダビダ（デイヴィッド・ペック・トッド）
- (676) メリッタ（公式にはギリシア神話のメリッサ（英語版）からだが、フィリベール・ジャック・メロッテにも由来すると言われる）
- (697) ガリレア（ガリレオ・ガリレイ）
- (720) ボーリニア（カール・ボーリン（スウェーデン語版））
- (726) ジョエラ（ジョエル・ヘイスティングス・メトカーフ）
- (729) ワトソニア（ジェームズ・クレイグ・ワトソン）
- (749) マルゾビア（ニコライ・マルゾフ（ロシア語版））
- (760) マシンガー（アダム・マシンガー）
- (761) ブレンデリア（オットー・ブレンデル）
- (767) ボンディア（ウィリアム・クランチ・ボンドとジョージ・フィリップス・ボンド）
- (768) シュトルーヴィーナ（フリードリッヒ、オットー（英語版）、ヘルマンのシュトルーベ一族）
- (776) ベルベリキア（アドルフ・ベルベリッヒ（英語版））
- (784) ピッカリンギア（エドワード・ピッカリングとウィリアム・ヘンリー・ピッカリング）
- (786) ブレディキナ（フョードル・ブレディキン）
- (792) メトカルフィア（ジョエル・ヘイスティングス・メトカーフ）
- (806) ギルデニア（ヨハン・ギルデン）
- (807) ツェラスキア（ヴィトリド・ツェラスキー）
- (818) カプタイニア（ヤコブス・カプタイン）
- (819) バーナーディアナ（エドワード・エマーソン・バーナード）
- (827) ヴォルフィアナ（マックス・ヴォルフ）
- (828) リンデマニア（アドルフ・リンデマン（英語版））
- (834) バーナミア（シャーバーン・バーナム）
- (843) ニコライア（トルバルド・ティエレのミドルネーム）
- (847) インナ（インナ・レマン＝バラノフスカヤ（ロシア語版））
- (854) フロスティア（エドウィン・フロスト（英語版））
- (855) ニューカミア（サイモン・ニューカム）
- (856) バックルンダ（オスカル・バックルンド）
- (857) グラセナッピア（セルゲイ・グラセナップ（英語版））
- (872) ホールダ（エドワード・ホールデン（英語版））
- (892) ゼーリゲリア（フーゴ・フォン・ゼーリガー）
- (901) ブルンジア（エルンスト・ブルンズ（英語版））
- (906) レプソルダ（ヨハン・レプソルト）
- (914) パリサナ（ヨハン・パリサ）
- (958) アスプリンダ（ブロール・アスプリンド（スウェーデン語版））
- (972) コーニア（フリッツ・コーン（英語版））
- (982) フランクリーナ（ジョン・フランクリン・アダムス（英語版））
- (989) シュヴァスマニア（アルノルト・シュヴァスマン）
- (993) モールトナ（フォレスト・モールトン）
- (995) シュテルンベルガ（パーヴェル・シュテルンベルク）
- (998) ボーデア（ヨハン・ボーデ）
- (999) ツァッヒア（フランツ・フォン・ツァハ）
- (1000) ピアッツィア（ジュゼッペ・ピアッツィ）
- (1002) オルバーシア（ヴィルヘルム・オルバース）
- (1004) ベロポルスキア（アリスタルフ・ベロポルスキ）
- (1019) シュトラッケア（グスタフ・シュトラッケ（ドイツ語版））
- (1021) フラマリオ（カミーユ・フラマリオン）
- (1024) ヘール（ジョージ・ヘール）
- (1025) リーマ（ヨハンネス・リーム）
- (1040) クルンプケア（ドロテア・クルンプケ＝ロバーツ（英語版））
- (1074) ベリャヴスカヤ （セルゲイ・ベリャフスキー）
- (1102) ペピータ（ホセ・コマス・ソラの愛称）
- (1111) ラインムーティア（カール・ラインムート）
- (1118) ハンスキア（アレクセイ・ハンスキイ）
- (1120) キャノニア（アニー・ジャンプ・キャノン）
- (1123) シャプレヤ（ハーロー・シャプレー）
- (1124) ストローバンティア（ポール・ストローバント（フランス語版））
- (1129) ネウイミナ（グリゴリー・ネウイミン）
- (1134) ケプラー（ヨハネス・ケプラー）
- (1137) ライサ（ライサ・イヴァーノヴナ・マセーエヴァ）
- (1152) Pawona（パリサ（Palisa）とヴォルフ（Wolf）を組み合わせたもの）
- (1164) コボルダ（ヘルマン・コボルト）
- (1177) Gonnessia（フランソワ・ゴネシア）
- (1186) ターネラ（ハーバート・ターナー）
- (1190) Pelagia（ペラゲーヤ・シャイン）
- (1204) レンツィア（フランツ・ロベルト・レンツ（ロシア語版））
- (1205) エベラ（マルティン・エベル（ドイツ語版））
- (1206) ヌメロヴィア（ボリス・ヌメロフ（英語版））
- (1207) オーステニア（ハンス・オーステン（ドイツ語版））
- (1215) Boyer（ルイ・ボワイエ）
- (1217) Maximiliana（マックス・ヴォルフ）
- (1235) ショーリア（リヒャルト・ショール）
- (1241) ダイソナ（フランク・ダイソン）
- (1257) モーラ（モーラ・カーロイ（ハンガリー語版））
- (1274) Delportia（ウジェーヌ・デルポルト）
- (1280) バイヨーダ（ジュレー・バイヨー（英語版）、バンジャマン・バイヨーの息子）
- (1303) ルーテラ（ロベルト・ルター）
- (1310) フィリゲラ（ヴァルター・フィリガー）
- (1311) クノプフィア（オットー・クノプフ）
- (1322) Coppernicus（ニコラウス・コペルニクス）
- (1328) デボタ（フォルトゥナート・デボト）
- (1361) Leuschneria（アーミン・ロイシュナー）
- (1370) ヘラ（ヘレネ・ノヴァツキ）
- (1412) ラグルーラ（ジョアニー＝フィリップ・ラグルーラ）
- (1422) Strömgrenia（エリス・ストレームグレン）
- (1424) スンドマニア（カール・スンドマン）
- (1439) Vogtia（ハインリヒ・フォークト）
- (1448) リンドブラディア（ベルティル・リンドブラッド）
- (1455) Mitchella（マリア・ミッチェル）
- (1463) ノルデンマルキア（ニルス・ノルデンマルク（スウェーデン語版））
- (1466) ミュンドレリア（マックス・ミュンドラー）
- (1492) オッポルツァー（テオドール・オッポルツァー）
- (1501) バーデ（ウォルター・バーデ）
- (1502) アレンダ（シルヴァン・アラン）
- (1509) エスクランゴナ（エルネスト・エスクランゴン（英語版））
- (1510) シャルロワ（オーギュスト・シャルロワ）
- (1515) ペロタン（アンリ・J・ペロタン）
- (1516) アンリ（アンリ兄弟）
- (1527) マルムクイスト（グンナー・マルムクイスト（英語版））
- (1529) オテルマ（リイシ・オテルマ）
- (1530) ランタセッパ（ヒルッカ・ランタセッパ（英語版））
- (1538) デトレ（デトレ・ラーズロー（英語版））
- (1539) ボレリー（アルフォンス・ボレリー）
- (1542) シャレーン（カール・シャレーン（スウェーデン語版））
- (1546) イジャーク（イジャーク・イムレ（英語版））
- (1551) アルゲランダー（フリードリヒ・ヴィルヘルム・アルゲランダー）
- (1552) ベッセル（フリードリヒ・ヴィルヘルム・ベッセル）
- (1560) ストラットニア（フレドリック・ストラットン）
- (1563) Noel（エマヌエル・アラン、シルヴァン・アランの息子）
- (1567) アリコスキ（ヘイッキ・アリコスキ）
- (1571) チェスコ（レイナルド・チェスコ（スペイン語版）とカルロス・チェスコ）
- (1573) バイサラ（ユルィヨ・バイサラ）
- (1578) カークウッド（ダニエル・カークウッド）
- (1586) ティエレ（トルバルド・ティエレ）
- (1587) カールシュテット（アルブレヒト・カールシュテット）
- (1591) ベズ（ポール・ベズ）
- (1594) ダンジョン（アンドレ・ダンジョン）
- (1596) Itzigsohn（ミゲル・イティゾーン）
- (1597) Laugier（マルグリット・ロージェ）
- (1600) ヴィソツキー（エマ・ヴィソツキー）
- (1601) パトリー（アンドレ・パトリー）
- (1604) トンボー（クライド・トンボー）
- (1612) 広瀬（広瀬秀雄）
- (1613) スマイリー（チャールズ・スマイリー（英語版））
- (1614) ゴルトシュミット（ヘルマン・ゴルトシュミット）
- (1617) Alschmitt（アルフレッド・シュミット）
- (1619) 上田（上田穣）
- (1622) シャコルナク（ジャン・シャコルナク）
- (1629) ペッケアー（ジャン＝クロード・ペッケアー（英語版））
- (1630) ミレー（ベルナール・ミレー）
- (1631) コプフ（アウグスト・コプフ）
- (1632) ジー・ベーメ（ジークフリート・ベーメ）
- (1635) ボーアマン（アルフレート・ボーアマン）
- (1636) ポーター（ジャーメイン・ギルダースリーヴ・ポーター（英語版）とジョン・ガイ・ポーター（イタリア語版））
- (1637) スウィングス（ポール・スウィングス）
- (1639) バウアー（アーネスト・バウアー）
- (1642) ヒル（ジョージ・ウィリアム・ヒル）
- (1643) ブラウン（アーネスト・ウィリアム・ブラウン）
- (1648) シャイナ（グリゴーリ・シャイン）
- (1649) ファーブル（エルヴェ・ファーブル）
- (1650) ヘックマン（オットー・ヘックマン）
- (1651) ベーレンス（ヨハン・ゲルハルト・ベーレンス（ドイツ語版））
- (1653) ヤホントヴィア（N. S. ヤホントワ）
- (1654) ボジェワ（ニーナ・フョードロヴナ・ボジェワ）
- (1655) コマス・ソラ（ホセ・コマス・ソラ）
- (1657) レーメラ（エリザベス・レーマー）
- (1658) イネス（ロバート・イネス）
- (1660) ウッド（ハリー・エドウィン・ウッド）
- (1666) van Gent（ヘンドリク・ファン・ヘント）
- (1670) Minnaert（マルセル・ミンナルト）
- (1673) van Houten（コルネーリス・ファン・ハウテン）
- (1674) Groeneveld（イングリット・ファン・ハウテン＝フルーネフェルト）
- (1677) ティコ・ブラーエ（ティコ・ブラーエ）
- (1686) ド・ジッター（ウィレム・ド・ジッター）
- (1691) オールト（ヤン・オールト）
- (1692) スボティナ（ミハイル・スボーチン）
- (1693) ヘルツシュプルング（アイナー・ヘルツシュプルング）
- (1694) カイセル（フレデリク・カイセル）
- (1703) バリー（ロジャー・バリー）
- (1704) ヴァハマン（アルノ・ヴァハマン）
- (1710) ゴットハルド（ゴットハルド・イェヌー（ハンガリー語版））
- (1713) Bancilhon（オデット・バンシロン）
- (1714) Sy（フレデリック・シー）
- (1722) ゴフィン（エドウィン・ゴフィン）
- (1726) ホフマイスター（クーノ・ホフマイスター）
- (1728) ゲーテ・リンク（ゲーテ・リンク）
- (1741) ギクラス（ヘンリー・リー・ギクラス）
- (1742) シャイフェルス（カール・シャイフェルス（ドイツ語版））
- (1745) ファーガソン（ジェイムズ・ファーガソン）
- (1746) Brouwer（ディルク・ブラウワー）
- (1747) Wright（ウィリアム・ハモンド・ライト）
- (1750) エッカート（ウォーレス・ジョン・エッカート）
- (1756) ジャコビニ（ミシェル・ジャコビニ）
- (1759) キーンレ（ハンス・キーンレ（ドイツ語版））
- (1761) エドモンソン（フランク・エドモンソン（英語版））
- (1762) ラッセル（ヘンリー・ノリス・ラッセル）
- (1766) スライファー（ヴェスト・スライファーとアール・スライファー（英語版））
- (1767) ランプランド（カール・ランプランド）
- (1770) Schlesinger（フランク・シュレシンジャー）
- (1774) クリコフ（ドミトリー・クリコフ（ロシア語版））
- (1776) カイパー（ジェラルド・カイパー）
- (1777) Gehrels（トム・ゲーレルス）
- (1780) キッペス（オットー・キッペス（英語版））
- (1781) Van Biesbroeck（ジョージ・ファン・ビースブルック）
- (1783) Albitskij（ウラジーミル・アルビツキー）
- (1788) キース（カール・キース（英語版））
- (1794) フィンセン（ウィリアム・ステフェン・フィンセン（英語版））
- (1795) ヴォルチェ（ヤン・ヴォルチェ）
- (1797) ショーマス（アレクサンドル・ショーマス）
- (1798) ワッツ（チェスター・ワッツ）
- (1800) アギラール（フェリックス・アギラール（スペイン語版））
- (1802) 張衡（張衡）
- (1803) ツヴィッキー（フリッツ・ツビッキー）
- (1811) ブルワー（ジェイコブス・ブルワー（フランス語版））
- (1820) ローマン（ワーナー・ローマン）
- (1823) グリーゼ（ヴィルヘルム・グリーゼ）
- (1829) ドーソン（ベルナルド・ドーソン（英語版））
- (1830) ポグソン（ノーマン・ポグソン）
- (1831) ニコルソン（セス・B・ニコルソン）
- (1832) ムルコス（アントニーン・ムルコス）
- (1833) シュマコヴァ（マリナ・シュマコヴァ）
- (1846) ベンクト（ベンクト・ストレームグレン）
- (1847) シュトッベ（ヨアヒム・オットー・シュトッベ（ポーランド語版））
- (1849) クレサーク（ルボール・クレサーク（英語版））
- (1850) コホーテク（ルボシュ・コホーテク）
- (1857) パルホメンコ（プラスコフヤ・パルホメンコ（英語版））
- (1877) マースデン（ブライアン・マースデン）
- (1886) Lowell（パーシヴァル・ローウェル）
- (1896) ベーア（ヴィルヘルム・ベーア）
- (1897) ハインド（ジョン・ハインド）
- (1898) コーウェル（フィリップ・コーウェル）
- (1899) クロンメリン（アンドリュー・クロンメリン）
- (1902) シャポシニコフ（ウラジーミル・シャポシニコフ）
- (1904) マセヴィッチ（アーラ・マセヴィッチ（英語版））
- (1905) アンバルツミャン（ヴィクトル・アンバルツミャン）
- (1910) ミハイロフ（アレクサンドル・ミハイロフ（英語版））
- (1911) シューバルト（ヨアヒム・シューバルト（ドイツ語版））
- (1913) セカニナ（ズデニェク・セカニナ（英語版））
- (1919) クレメンス（ジェラルド・クレメンス）
- (1932) ジャンスキー（カール・ジャンスキー）
- (1940) ホイップル（フレッド・ホイップル）
- (1941) ヴィルト（パウル・ヴィルト）
- (1953) ルーペルト・ヴィルト（ルーペルト・ヴィルト）
- (1954) クカーキン（ボリス・クカーキン）
- (1955) マクマス（ロバート・マクマス（英語版））
- (1964) Luyten（ウィレム・ヤコブ・ルイテン）
- (1965) van de Kamp（ピート・ファンデカンプ）
- (1967) Menzel（ドナルド・メンゼル）
- (1971) 萩原（萩原雄祐）
- (1972) Yi Xing（一行）
- (1983) ボーク（バルト・ボーク）
- (1985) ホップマン（ヨーゼフ・ホップマン（英語版））
- (1991) ダーウィン（ジョージ・ハワード・ダーウィン。父の地質学者チャールズ・ダーウィンと共に）
- (1995) ハーイェク（タデアーシュ・ハーイェク）
- (1998) ティティウス（ヨハン・ティティウス）
- (1999) 平山（平山清次）
- (2000) ハーシェル（ジョン・ハーシェル）
- (2003) ハーディング（カール・ハーディング）
- (2004) レクセル（アンダース・レクセル）
- (2005) ヘンケ（カール・ヘンケ）
- (2006) ポロンスカヤ（エレーネ・ポロンスカヤ（英語版））
- (2007) マカスキー（シドニー・マカスキー（英語版））
- (2012) 郭守敬（郭守敬）
- (2018) シュスター（ハンス＝エミール・シュスター）
- (2019) ファン・アルバダ（ガレ・ブルーノ・ファン・アルバダ（英語版））
- (2022) ウェスト（リチャード・マーティン・ウェスト）
- (2023) アサフ（アサフ・ホール）
- (2027) Shen Guo（沈括）
- (2039) ペイン・ガポーシュキン（セシリア・ペイン＝ガポーシュキン）
- (2040) シャロンジュ（ダニエル・シャロンジュ（英語版））
- (2042) シタルスキー（グルジェゴルツ・シタルスキー（ポーランド語版））
- (2044) ワート（カール・ワータネン）
- (2069) Hubble（エドウィン・ハッブル）
- (2070) ヒューメイソン（ミルトン・ヒューメイソン）
- (2074) シューメーカー（ユージン・シューメーカー）
- (2075) マルティネス（ウーゴ・アルトゥーロ・マルティネス）
- (2097) ガレ（ヨハン・ゴットフリート・ガレ）
- (2099) エピック（エルンスト・エピック）
- (2110) ムーアシタリー（シャーロット・ムーア＝シタリー）
- (2114) Wallenquist（オーケ・バールレンクイスト）
- (2124) ニッセン（ファン・ホセ・ニッセン（フランス語版））
- (2126) ゲラシモヴィッチ（ボリス・ゲラシモヴィッチ）
- (2131) メイオール（ニコラス・メイオール（英語版））
- (2136) Jugta（ジェイ・U・ギュンター（英語版））
- (2145) Blaauw（アドリアーン・ブラウ）
- (2153) 秋山（秋山薫）
- (2157) アシュブルック（ジョセフ・アシュブルック）
- (2158) ティーティエン（フリードリッヒ・ティーティエン）
- (2165) ヤング（チャールズ・ヤング）
- (2168) スウォープ（ヘンリエッタ・スウォープ）
- (2193) Jackson（シリル・ジャクソン）
- (2198) セプレハ（ズデニェク・セプレハ）
- (2203) ファン・ライン（ピーター・ヨハンネス・ファン・ライン（英語版））
- (2204) リッリ（リッリ・ヘイネーネン（エスペラント語版））
- (2213) Meeus（ジャン・メーウス）
- (2227) Otto Struve（オットー・シュトルーベ）
- (2240) 蔡（蔡章献）
- (2246) ボーエル（エドワード・ボーエル）
- (2248) 神田（神田茂）
- (2249) 山本（山本一清）
- (2251) チホフ（ガブリール・チホフ）
- (2261) Keeler（ジェームズ・エドワード・キーラー）
- (2277) モロー（フェルナンド・モロー）
- (2278) Götz（パウル・ゲッツ）
- (2281) Biela（ヴィルヘルム・フォン・ビーラ）
- (2289) McMillan（ロバート・マクミラン）
- (2290) Helffrich（ヨーゼフ・ヘルフリッヒ）
- (2300) Stebbins（ジョエル・ステビンス）
- (2301) Whitford（アルバート・ホィットフォード）
- (2314) Field（ジョージ・B・フィールド）
- (2325) チェルヌイフ（リュドミーラ・チェルヌイフとニコライ・チェルヌイフ）
- (2350) フォン・リューデ（ハインツ・フォン・リューデ）
- (2359) Debehogne（アンリ・ドゥブオーニュ）
- (2378) Pannekoek（アントン・パンネクーク）
- (2384) Schulhof（レオポルド・シュルホフ）
- (2391) 冨田（冨田弘一郎）
- (2393) 鈴木（鈴木敬信）
- (2394) ナディエフ（レフ・ニコラエヴィッチ・ナディエフ）
- (2413) van de Hulst（ヘンドリク・ファン・デ・フルスト）
- (2416) シャロノフ（フセヴォロド・シャロノフ（英語版））
- (2445) ブラツコ（セルゲイ・ニコラエヴィッチ・ブラツコ）
- (2451) ドルフュス（オドゥワン・ドルフュス）
- (2452) Lyot（ベルナール・リヨ）
- (2484) パレナゴ（パーヴェル・パレナゴ）
- (2485) シェフラー（ヘルムート・シェフラー）
- (2497) クリコフスキー（ピョートル・クリコフスキー（ロシア語版））
- (2507) ボボネ（ホルヘ・ボボネ）
- (2516) Roman（ナンシー・ローマン）
- (2518) ルトヤント（フェデリコ・ルトヤント・アルシーナ）
- (2534) ウーゾー（ジャン・シャルル・ウーゾー）
- (2549) ベイカー（ジェイムズ・G・ベイカー）
- (2555) Thomas（ノーマン・G・トーマス）
- (2590) Mourão（ロナウド・モウラン）
- (2602) Moore（パトリック・ムーア（英語版））
- (2623) ツェッヒ（ゲルト・ツェッヒ）
- (2624) S・A・ミッチェル（サミュエル・アルフレッド・ミッチェル（英語版））
- (2626) ベルニカ（ニコライ・ベリャーエフ）
- (2627) チュリュモフ（クリム・チュリュモフ）
- (2628) コパル（ズデネク・コパル）
- (2634) James Bradley（ジェームズ・ブラッドリー）
- (2635) ハギンズ（ウィリアム・ハギンズ）
- (2636) ラッセル（ウィリアム・ラッセル）
- (2646) Abetti（アントニオ・アベッティとジョルジオ・アベッティ）
- (2652) 薮内（薮内清）
- (2654) リステンパート（フリードリヒ・ヴィルヘルム・リステンパート（ドイツ語版））
- (2667) 及川（及川奥郎）
- (2680) マテオ（ホセ・マテオ）
- (2685) マサースキー（ハロルド・マサースキー）
- (2688) Halley（エドモンド・ハレー）
- (2709) Sagan（カール・セーガン）
- (2732) Witt（カール・グスタフ・ヴィット）
- (2751) キャンベル（ウィリアム・ウォレス・キャンベル）
- (2753) ダンカン（ジョン・チャールズ・ダンカン（英語版））
- (2763) Jeans（ジェームズ・ジーンズ）
- (2772) Dugan（レイモンド・ドゥーガン）
- (2773) Brooks（ウィリアム・ロバート・ブルックス）
- (2780) Monnig（オスカー・モーニッグ (en)）
- (2801) Huygens（クリスティアーン・ホイヘンス）
- (2804) Yrjö（ユルィヨ・バイサラ）
- (2813) Zappala（ヴィンチェンツォ・ザッパラ）
- (2814) ヴィエイラ（ジウソン・ヴィエイラ ）
- (2838) 高瀬（高瀬文志郎）
- (2842) Unsöld（アルブレヒト・ウンゼルト）
- (2849) Shklovskij（ヨシフ・シクロフスキー）
- (2867) シュテインス（カールリス・シュテインス（英語版））
- (2874) Jim Young（ジェームズ・ホイットニー・ヤング（英語版））
- (2875) Lagerkvist（クラエス＝イングヴァール・ラーゲルクヴィスト）
- (2897) Ole Römer（オーレ・レーマー）
- (2900) Luboš Perek（ルボシュ・ペレク（英語版））
- (2904) ミルマン（ピーター・ミルマン）
- (2916) Voronveliya（ボリス・ヴォロンツォフ＝ヴェリヤミノフ）
- (2917) Sawyer Hogg（ヘレン・ソーヤー・ホッグ）
- (2945) ザンストラ（ヘルマン・ザンストラ）
- (2975) Spahr（ティモシー・スパール）
- (2996) Bowman（フレッド・ボウマン）
- (3007) リーヴス（ギブソン・リーヴス）
- (3019) Kulin（クリン・ジェルジュ）
- (3040) Kozai（古在由秀）
- (3068) ハニナ（フリーダ・ボリソヴナ・ハニナ）
- (3070) エイトケン（ロバート・グラント・エイトケン）
- (3077) Henderson（トーマス・ヘンダーソン）
- (3078) ホロックス（エレミア・ホロックス）
- (3080) モイセーエフ（ニコライ・モイセーエフ（英語版））
- (3087) ベアトリス・ティンズリー（ベアトリス・ティンズリー）
- (3099) Hergenrother（カール・ハーゲンローザー（英語版））
- (3105) シュトゥンプフ（カール・シュトゥンプフ（英語版））
- (3115) ベイリー（フランシス・ベイリー）
- (3116) グッドリック（ジョン・グッドリック）
- (3123) Dunham（デイヴィッド・ダンハム）
- (3131) Mason-Dixon（チャールズ・メイソン（英語版）とジェレマイア・ディクソン）
- (3144) ブロッシェ（ペーター・ブロッシェ）
- (3145) ウォルター・アダムズ（ウォルター・シドニー・アダムズ）
- (3167) Babcock（ホーレス・バブコックとハロルド・バブコック）
- (3169) Ostro（スティーヴン・オストロ（英語版））
- (3171) Wangshouguan（王綬琯）
- (3173) McNaught（ロバート・マックノート）
- (3174) オルコック（ジョージ・オルコック）
- (3180) Morgan（ウィリアム・ウィルソン・モーガン）
- (3183) フランツ・カイザー（フランツ・カイザー）
- (3193) Elliot（ジェームズ・L・エリオット）
- (3205) ボクセンバーグ（アレキサンダー・ボクセンバーグ）
- (3216) Harrington（ロバート・S・ハリントン（英語版））
- (3220) 村山（村山定男）
- (3227) Hasegawa（長谷川一郎）
- (3236) ストランド（カイ・オーゲ・ストランド）
- (3241) Yeshuhua（葉叔華）
- (3245) イェンシュ（アルフレット・イェンシュ（ドイツ語版））
- (3247) ディ・マルティーノ（マリオ・ディ・マルティーノ（イタリア語版））
- (3251) エラトステネス（エラトステネス）
- (3254) Bus（シェルテ・バス）
- (3255) Tholen（デイヴィッド・トーレン（英語版））
- (3259) ブラウンリー（ドナルド・E・ブラウンリー（英語版））
- (3267) Glo（エレノア・ヘリンの愛称）
- (3277) Aaronson（マーク・アーロンソン（英語版））
- (3282) スペンサー＝ジョーンズ（ハロルド・スペンサー＝ジョーンズ）
- (3287) オルムステッド（C・ミシェル・オルムステッド）
- (3289) 三谷（三谷哲康）
- (3314) ビールズ（カーライル・ビールズ）
- (3315) チャント（クラレンス・チャント）
- (3337) Miloš（ミロシュ・チヒー）
- (3363) Bowen（アイラ・ボーエン）
- (3364) Zdenka（ズデニカ・ヴァーヴロヴァー）
- (3370) Kohsai（香西洋樹）
- (3381) Mikkola（セッポ・ミッコラ）
- (3383) Koyama（小山ひさ子）
- (3394) 番野（番野欣昭）
- (3425) Hurukawa（古川麒一郎）
- (3426) Seki（関勉）
- (3431) 中野（中野主一）
- (3449) Abell（ジョージ・オグデン・エイベル（英語版））
- (3467) Bernheim（ロバート・バーナム・ジュニアのドイツ語読み）
- (3487) エッジワース（ケネス・エッジワース）
- (3488) Brahic（アンドレ・ブライック）
- (3497) Innanen（キンモ・イナネン）
- (3500) Kobayashi（小林隆男）
- (3555) 宮坂（宮坂正大）
- (3574) Rudaux（ルシアン・ルドー）
- (3615) サフロノフ（ヴィクトル・サフロノフ）
- (3625) フラカストロ（ジローラモ・フラカストロ）
- (3635) Kreutz（ハインリヒ・クロイツ）
- (3636) パイドゥシャーコヴァー（リュドミラ・パイドゥシャーコヴァー）
- (3644) Kojitaku（小島卓雄）
- (3663) チスラン（フェリックス・チスラン）
- (3666) Holman（マシュー・J・ホルマン）
- (3670) ノースコット（ルース・ノースコット（英語版））
- (3673) Levy（デイビッド・レビー）
- (3707) Schröter（ヨハン・シュレーター）
- (3712) Kraft（ロバート・クラフト）
- (3722) Urata（浦田武）
- (3744) オルン・ダルトゥーロ（グイード・オルン＝ダルトゥーロ）
- (3748) テイタム（ジェレミー・テイタム）
- (3749) ベイラム（デイヴィッド・D・ベイラム（英語版））
- (3751) 江（江濤（中国語版））
- (3780) Maury（アラン・モーリー）
- (3808) テンペル（エルンスト・テンペル）
- (3809) アミーチ（ジョバンニ・バッティスタ・アミーチ）
- (3847) シンデル（ヤン・シンデル）
- (3850) ペルチャー（レスリー・ペルチャー）
- (3859) Börngen（フライムート・ベルンゲン）
- (3866) Langley（サミュエル・ラングレー）
- (3892) デジェー（デジェー・ローラーント（ハンガリー語版））
- (3894) ウィリアム・クック（ウィリアム・アーネスト・クック（英語版））
- (3900) Knežević（ゾラン・クネジェヴィッチ）
- (3904) Honda（本田実）
- (3911) Otomo（大友哲）
- (3936) Elst（エリック・エルスト）
- (3939) Huruhata（古畑正秋）
- (3945) Gerasimenko（スヴェトラナ・ゲラシメンコ）
- (3957) Sugie（杉江淳）
- (3982) カステル（ガリーナ・カステル（フランス語版））
- (3999) アリスタルコス（アリスタルコス）
- (4000) ヒッパルコス（ヒッパルコス）
- (4001) プトレマイオス（クラウディオス・プトレマイオス）
- (4015) ウィルソン・ハリントン（アルバート・ウィルソンとロバート・ハリントン（英語版））
- (4027) Mitton（サイモン・ミットン）
- (4030) アルヒェンホルト（フリードリッヒ・アルヒェンホルト（英語版））
- (4037) 池谷（池谷薫）
- (4051) 畑中（畑中武夫）
- (4062) スキアパレッリ（ジョヴァンニ・スキアパレッリ）
- (4065) マイネル（アデン・マイネル）
- (4076) Dörffel（ゲオルク・ザムエル・デルフェル）
- (4137) Crabtree（ウィリアム・クラブトリー）
- (4151) Alanhale（アラン・ヘール）
- (4153) Roburnham（ロバート・バーナム・ジュニア）
- (4155) Watanabe（渡辺和郎）
- (4169) Celsius（アンデルス・セルシウス）
- (4183) Cuno（クーノ・ホフマイスター）
- (4247) グラハムスミス（フランシス・グレアム＝スミス）
- (4260) Yanai （箭内政之）
- (4279) デ・ガスパリス（アンニーバレ・デ・ガスパリス）
- (4280) シモネンコ（アッラ・シモネンコ（フランス語版））
- (4281) パウンズ（ケネス・パウンズ（英語版））
- (4282) 円舘（円舘金）
- (4284) Kaho（下保茂）
- (4343) Tetsuya（藤井哲也）
- (4351) 信久（小島信久）
- (4358) リン（ウィリアム・リン）
- (4359) ベルラーヘ（ヘンドリク・ペトルス・ベルラーヘ（スペイン語版））
- (4364) Shkodrov（ヴラディーミル・シュコドロフ（英語版））
- (4436) Ortizmoreno（ホセ・ルイス・オルティス・モレーノ）
- (4446) Carolyn（キャロライン・シューメーカー）
- (4498) 小山伸（小山伸）
- (4541) Mizuno（水野義兼）
- (4567) ベチュヴァーシュ（アントニーン・ベチュヴァーシュ）
- (4593) Reipurth（ボー・ライプルス）
- (4612) Greenstein（ジェシー・グリーンスタイン）
- (4614) 正村（正村一忠）
- (4615) ツィナー（エルンスト・ツィナー）
- (4647) Syuji（早川修司）
- (4676) Uedaseiji（上田清二）
- (4677) Hiroshi（金田宏）
- (4705) Secchi（アンジェロ・セッキ）
- (4768) Hartley（マルコム・ハートレー）
- (4772) Frankdrake（フランク・ドレイク）
- (4775) Hansen（ペーター・ハンゼン）
- (4790) Petrpravec（ペトル・プラヴェツ（英語版））
- (4809) Robertball（ロバート・スタウェル・ボール）
- (4842) Atsushi（高橋篤志）
- (4844) Matsuyama（松山正則）
- (4866) Badillo（ビクトル・バディージョ）
- (4893) ザイッター（ヴァルトラウト・ザイッター（英語版））
- (4904) Makio（秋山万喜夫）
- (4910) Kawasato（川里信弘）
- (4948) Hideonishimura（西村栄男）
- (4951) 岩本（岩本雅之）
- (4969) Lawrence（ケネス・ローレンス）
- (4976) Choukyongchol（趙慶哲）
- (4983) Schroeteria（ヨハン・シュレーター）
- (4987) Flamsteed（ジョン・フラムスティード）
- (4998) Kabashima（椛島冨士夫）
- (5035) Swift（ルイス・スウィフト）
- (5036) タットル（ホレース・タットル）
- (5037) ハビング（ハルム・ハビング（オランダ語版））
- (5038) オーヴァービーク（ダニエル・オーヴァービーク（英語版））
- (5040) Rabinowitz（デイヴィッド・ラビノウィッツ）
- (5072) Hioki（日置努）
- (5239) Reiki（串田麗樹）
- (5328) Nisiyamakoiti（西山浩一）
- (5352) Fujita（藤田良雄）
- (5358) Meineko（清田誠一郎のハンドルネーム「MEI/NEKO」）
- (5379) Abehiroshi（安部裕史）
- (5383) リービット（ヘンリエッタ・スワン・リービット）
- (5392) Parker（ドナルド・パーカー（英語版））
- (5408) テー（ピック・シン・テー）
- (5430) ルー（ジェーン・ルー）
- (5440) Terao（寺尾寿）
- (5481) 木内（木内鶴彦）
- (5484) Inoda（伊野田繁）
- (5507) Niijima（新島恒男）
- (5520) Natori（名取亮）
- (5526) 憲蔵（鈴木憲蔵）
- (5530) アイジンガー（エイセ・エイシンガ）
- (5532) 一戸（一戸直蔵）
- (5540) Smirnova（タマラ・スミルノワ）
- (5548) Thosharriot（トーマス・ハリオット）
- (5591) Koyo（川西浩陽）
- (5592) Oshima（大島良明）
- (5605) Kushida（串田嘉男）
- (5606) Muramatsu（村松修）
- (5627) Short（ジェームズ・ショート）
- (5630) ビル・シェーファー（ウィリアム・シェーファー）
- (5657) Groombridge（スティーヴン・グルームブリッジ）
- (5685) Sanenobufukui（福井実信）
- (5703) Hevelius（ヨハネス・ヘヴェリウス）
- (5704) シューマッハ（ハインリッヒ・シューマッハ）
- (5726) Rubin（ヴェラ・ルービン）
- (5737) Itoh（伊藤和幸）
- (5747) Williamina（ウィリアミーナ・フレミング）
- (5757) Ticha（ヤナ・ティハー（英語版））
- (5771) Somerville（メアリー・サマヴィル）
- (5781) バルハトワ（クラウディヤ・バルハトワ（英語版））
- (5829) 石田五郎（石田五郎）
- (5830) しもひろ（霜田博史）
- (5872) 菅野（菅野松男）
- (5877) Toshimaihara（舞原俊憲）
- (5899) ジェディキ（ジェディキ家）
- (5905) ジョンソン（リンドレイ・N・ジョンソン）
- (5926) シェーンフェルト（エドゥアルト・シェーンフェルト）
- (6009) Yuzuruyoshii（吉井譲）
- (6022) Jyuro（小林寿郎）
- (6025) 佐藤直人（佐藤直人）
- (6052) Junichi（渡部潤一）
- (6075) ザイツェフ（アレクサンドル・ザイツェフ)
- (6076) Plavec（ミロスラフ・プラヴェツ（チェコ語版））
- (6093) Makoto（吉川真）
- (6097) 小石川（小石川正弘）
- (6107) オスターブロック（ドナルド・オスターブロック）
- (6140) Kubokawa（窪川一雄）
- (6154) Stevesynnott（スティーヴン・P・シノット）
- (6233) 木村（木村栄）
- (6338) 佐藤勲（佐藤勲）
- (6345) Hideo（福島英雄）
- (6391) Africano（ジョン・アフリカーノ）
- (6398) Timhunter（ティム・ハンター（英語版））
- (6412) Kaifu（海部宣男）
- (6424) Ando（安藤裕康）
- (6434) ジューイット（デビッド・C・ジューイット）
- (6450) Masahikohayashi（林正彦）
- (6464) Kaburaki（鏑木政岐）
- (6498) Ko（長沢工）
- (6500) Kodaira（小平桂一）
- (6559) Nomura（野村敏郎）
- (6564) Asher（デイヴィッド・アッシャー）
- (6599) Tsuko（中村士）
- (6619) Kolya（ニコライ・チェルヌイフ。コーリャはニコライの愛称）
- (6644) Jugaku（寿岳潤）
- (6650) Morimoto（森本雅樹）
- (6661) Ikemura（池村俊彦）
- (6665) 香川（香川哲男）
- (6669) Obi（小尾信彌）
- (6731) Hiei（日江井榮二郎）
- (6734) Benzenberg（ヨハン・ベンツェンベルク）
- (6737) Okabayashi（岡林滋樹）
- (6771) Foerster（ヴィルヘルム・フェルスター）
- (6779) Perrine（チャールズ・パーライン）
- (6809) 佐久間（佐久間精一）
- (6841) Gottfriedkirch（ゴットフリート・キルヒ）
- (6867) 桑野（桑野善之）
- (6876) ベッペ・フォルティ（ジュゼッペ・フォルティ（英語版））
- (6878) 勇（平林勇）
- (6886) Grote（グロート・レーバー）
- (6905) 宮崎（宮崎勲）
- (6970) Saigusa（三枝義一）
- (6975) 宏明（林宏明）
- (6976) 金津（金津和義）
- (7011) ウォーリー（チャールズ・ウォーリー）
- (7027) Toshihanda（半田利弘）
- (7035) Gomi（五味一明）
- (7060) Al-'Ijliya（イジリーヤ・アストゥルラービーヤ）
- (7063) Johnmichell（ジョン・ミッチェル）
- (7096) ネイピア（ウィリアム・ネイピア（英語版））
- (7114) Weinek（ラディスラス・ワイネック）
- (7134) 池内了（池内了）
- (7140) Osaki（尾崎洋二）
- (7170) リヴジー（ロン・リヴジー）
- (7176) くにじ（斉藤国治）
- (7186) Tomioka（富岡啓行）
- (7187) Isobe（磯部琇三）
- (7193) Yamaoka（山岡均）
- (7205) 定矩（さだのり）（岡村定矩）
- (7261) Yokootakeo（横尾武夫）
- (7242) Okyudo（尾久土正己）
- (7262) Sofue（祖父江義明）
- (7279) Hagfors（トール・ハグフォルス（英語版））
- (7291) 百武（百武裕司）
- (7300) Yoshisada（清水義定）
- (7354) 石黒（石黒正人）
- (7359) Messier（シャルル・メシエ）
- (7392) Kowalski（リチャード・コワルスキー）
- (7439) てつ・布施（布施哲治）
- (7538) 善兵衛（岩橋善兵衛、望遠鏡製作者、天文学者）
- (7542) Johnpond（ジョン・ポンド）
- (7594) Shotaro（宮本正太郎）
- (7636) Comba（パオロ・G・コンバ）
- (7638) Gladman（ブレット・J・グラドマン）
- (7645) Pons（ジャン＝ルイ・ポン）
- (7650) Kaname（中村要、天文学者、望遠鏡製作者）
- (7660) Alexanderwilson（アレキサンダー・ウィルソン）
- (7668) Mizunotakao（水野孝雄）
- (7720) Lepaute（ニコール＝レイヌ・ルポート）
- (7737) サイラー（アラン・W・ハリスの姓を逆に読んだもの）
- (7769) Okuni（大国富丸）
- (7801) Goretti（ヴィットリオ・ゴレッティ）
- (7808) Bagould（ベンジャミン・グールド）
- (7830) 多胡昭彦（多胡昭彦）
- (7842) Ishitsuka（石塚睦）
- (7890) Yasuofukui（福井康雄）
- (7968) エルスト・ピサロ（エリック・エルストとグイード・ピサロ（フランス語版）
- (7984) Marius（シモン・マリウス）
- (8006) Tacchini（ピエトロ・タッキーニ）
- (8011) Saijokeiichi（西城恵一）
- (8019) Karachkina（リュドミーラ・カラチキナ）
- (8036) Maehara（前原英夫）
- (8072) 近藤陽次（近藤陽次）
- (8077) Hoyle（フレッド・ホイル）
- (8079) Bernardlovell（アルフレッド・チャールズ・バーナード・ラヴェル）
- (8209) Toscanelli（パオロ・ダル・ポッツォ・トスカネッリ）
- (8269) カランドレッリ（イニャーツィオ・カランドレッリ）
- (8314) 辻（辻隆）
- (8368) Lamont（ヨハン・フォン・ラモント）
- (8399) 若松（若松謙一）
- (8421) モンタナリ（ジェミニアーノ・モンタナリ）
- (8431) Haseda（長谷田勝美）
- (8500) Hori（堀源一郎）
- (8503) Masakatsu（藤本眞克）
- (8553) Bradsmith（ブラッドフォード・A・スミス）
- (8571) Taniguchi（谷口義明）
- (8578) Shojikato（加藤正二）
- (8660) Sano（佐野康男）
- (8677) Charlier（カール・シャーリエ）
- (8688) Delaunay（シャルル＝ウジェーヌ・ドロネー）
- (8704) Sadakane（定金晃三）
- (8720) 高見澤（高見澤今朝雄）
- (8741) 鈴木壽壽子（鈴木壽壽子）
- (8785) Boltwood（ポール・ボルトウッド（英語版））
- (8818) Hermannbondi（ヘルマン・ボンディ）
- (8925) Boattini（アンドレア・ボアッティーニ）
- (9044) Kaoru（池谷薫）
- (9108) Toruyusa（遊佐徹）
- (9119) ゲオルク・プールバッハ（ゲオルク・プールバッハ）
- (9121) Stefanovalentini（ステーファノ・ヴァレンティーニ（イタリア語版））
- (9133) d'Arrest（ハインリヒ・ダレスト）
- (9134) Encke（ヨハン・フランツ・エンケ）
- (9135) ラカーユ（ニコラ・ルイ・ド・ラカーユ）
- (9136) Lalande（ジェローム・ラランド）
- (9254) 春海（渋川春海）
- (9307) Regiomontanus（レギオモンタヌス）
- (9333) Hiraimasa（平井正則）
- (9362) Miyajima（宮島一彦）
- (9375) Omodaka（面高俊宏）
- (9432) Iba（射場保昭）
- (9434) Bokusen（沼尻墨僊）
- (9494) Donici（ニコラエ・ドニチ（英語版））
- (9583) Clerke（アグネス・クラーク）
- (9592) Clairaut（アレクシス・クレロー）
- (9649) 福江純（福江純）
- (9768) スティーヴン・マラン（スティーヴン・マラン（英語版））
- (9804) Shrikulkarni（シュリニヴァス・クルカルニ）
- (9815) Mariakirch（マリア・マルガレータ・キルヒ）
- (9850) Ralphcopeland（ラルフ・コープランド）
- (9861) Jahreiss（ハルトムート・ヤーライス）
- (9881) Sampson（ラルフ・サムプソン）
- (9899) Greaves（ウィリアム・グリーブス）
- (9936) Al-Biruni（ビールーニー）
- (9963) Sandage（アラン・サンデージ）
- (9972) 小田稔（小田稔）
- (10117) 谷川（谷川清隆）
- (10142) 作花（作花一志、京都コンピュータ学院）
- (10146) 向井正（向井正）
- (10220) Pigott（エドワード・ピゴット）
- (10224) 久（平林久、JAXA宇宙教育センター長）
- (10430) Martschmidt（マーテン・シュミット）
- (10570) Shibayasuo（司馬康生、流星観測）
- (10608) Mameta（豆田勝彦、流星観測）
- (10633) Akimasa（中村彰正）
- (10648) プランシウス（ペトルス・プランシウス）
- (10655) Pietkeyser（ペーテル・ケイセル）
- (10736) Marybrück（メアリー・ブラック）
- (10737) Brück（ハーマン・ブラック）
- (10832) 間重富（間重富）
- (10914) Tucker（ロイ・A・タッカー）
- (10971) van Dishoeck（エヴィン・ファン・ディショック）
- (11156) Al-Khwarismi（フワーリズミー）
- (11280) Sakurai（櫻井幸夫）
- (11292) 鈴木文二（鈴木文二）
- (11294) かず （今井一雅）
- (11434) Lohnert（カール・ローネルト）
- (11495) 福永（福永泰俊）
- (11695) Mattei（ジャネット・アクユズ・マッテイ）
- (11709) Eudoxos（エウドクソス）
- (11714) Mikebrown（マイケル・ブラウン）
- (11753) Geoffburbidge（ジェフリー・バービッジ）
- (11754) Herbig（ジョージ・ハービッグ）
- (11755) Paczynski（ボフダン・パチンスキ）
- (11758) Sargent（ウォーレス・サージェント）
- (11760) Auwers（アルトゥル・アウヴェルス）
- (11761) Davidgill（デービッド・ギル）
- (11762) フォーゲル（ヘルマン・カール・フォーゲル）
- (11763) デランドル（アンリ・デランドル）
- (11764) ベンバイヨー（バンジャマン・バイヨー）
- (11765) Alfredfowler（アルフレッド・ファウラー）
- (11766) Fredseares（フレデリック・シアーズ）
- (11768) Merrill（ポール・メリル）
- (11769) Alfredjoy（アルフレッド・ジョイ）
- (11770) Rudominkowski（ルドルフ・ミンコフスキー）
- (11771) Maestlin（ミヒャエル・メストリン）
- (11970) パリッチュ（ヨハン・ゲオルク・パリッチュ）
- (11974) Yasuhidefujita（藤田康英）
- (12027) 田中政明（田中政明）
- (12101) Trujillo（チャドウィック・トルヒージョ）
- (12136) Martinryle（マーティン・ライル）
- (12140) Johnbolton（ジョン・ボルトン）
- (12145) Behaim（マルティン・ベハイム）
- (12153) Conon（サモスのコノン）
- (12173) Lansbergen（フィリッペ・ファン・ランスベルゲ）
- (12225) Yanfernández（ヤンガ・R・フェルナンデス）
- (12364) Asadagouryu（麻田剛立）
- (12365) 至時（高橋至時）
- (12370) 景保（高橋景保）
- (12372) Kagesuke（渋川景佑）
- (12439) Okasaki（岡崎清美）
- (12446) ジュリア・ブライアント（ジュリア・ブライアント）
- (12456) 荒貴源一（荒貴源一）
- (12621) アル・スーフィー（アブドゥル・ラフマーン・スーフィー）
- (12622) ドッペルマイヤー（ヨハン・ドッペルマイヤー）
- (12715) Godin（ルイ・ゴダン）
- (12718) ル・ジャンティ（ギヨーム・ル・ジャンティ）
- (12719) ピングレ（アレクサンドル・パングレ）
- (12742) Delisle（ジョゼフ＝ニコラ・ドリル）
- (13129) Poseidonios（ポセイドニオス）
- (13220) 柏倉（柏倉満）
- (13565) よう・高梨（高梨陽市）
- (13962) Delambre（ジャン＝バティスト・ジョゼフ・ドランブル）
- (14047) Kohichiro（森田耕一郎）
- (14120) Espenak（フレッド・エスペナック（英語版））
- (14124) Kamil（カミル・ホルノフ（英語版））
- (14322) Shakura（ニコライ・シャクラ）
- (14361) ボスコヴィッチ（ルジェル・ヨシプ・ボスコヴィッチ）
- (14541) Sacrobosco（ヨハネス・ド・サクロボスコ）
- (14551) 板垣 （板垣公一）
- (14961) ドートロシュ（ジャン・シャップ・ドートロシュ）
- (15238) Hisaohori（堀寿夫）
- (15368) Katsuji（小山勝二）
- (15395) Rukl（アントニーン・リュクル（英語版））
- (15817) ルチアーノ・テーシ（ルチアーノ・テーシ（英語版））
- (15949) レティクス（ゲオルク・レティクス）
- (15955) Johannesgmunden（グムンデンのヨハネス）
- (16682) Donati（ジョヴァンニ・バッティスタ・ドナティ）
- (16757) 落下閎（落下閎（英語版））
- (16759) Furuyama（古山茂）
- (16930) Respighi（ロレンツォ・レスピーギ）
- (17898) Scottsheppard（スコット・S・シェパード）
- (18024) Dobson（ジョン・ロウリー・ドブソン）
- (18150) Lopez-Moreno（ホセ・ファン・ロペス・モレノ）
- (18238) Frankshu（フランク・シュー）
- (18239) Ekers（ロナルド・エカーズ）
- (18289) 横山紘一 （横山紘一）
- (18426) Maffei（パオロ・マフェイ）
- (18462) Riccò（アンニーバレ・リッコ）
- (18524) 多賀利寛 (多賀利寛)
- (18873) ラリーロビンソン（ラリー・ロビンソン（フランス語版））
- (19139) Apian（ペトルス・アピアヌス）
- (19165) 成行 (成行清)
- (19190) Morihiroshi（森弘）
- (19226) Peiresc（ニコラ＝クロード・ファブリ・ド・ペーレスク）
- (19307) 花山 (花山秀和)
- (19313) Shibatakazunari （柴田一成）
- (19911) Rigaux（フェルナン・リゴー）
- (20050) Aglaonice（アグラオニケ）
- (20080) Maeharatorakichi（前原寅吉）
- (20103) デ・ヴィコ（フランチェスコ・デ・ヴィコ）
- (20151) Utsunomiya（宇都宮章吾）
- (20237) Clavius（クリストファー・クラヴィウス）
- (21022) Ike（池幸一）
- (21033) 赤平清蔵（赤平清蔵）
- (21047) Hodierna（ジョヴァンニ・バッティスタ・オディエルナ）
- (21082) Araimasaru（新井優）
- (21785) Mechain（ピエール・メシャン）
- (22278) Protitch（ミロラド・プロティッチ）
- (22489) Yanaka（谷中哲雄）
- (23246) Terazono（寺薗淳也）
- (23504) Haneda（羽根田利夫）
- (23628) 市村（市村義美）
- (23887) シンスケアベ（阿部新助）
- (23900) Urakawa（浦川聖太郞）
- (23938) Kurosaki（黒崎裕久）
- (23950) Tsusakamoto（坂本強）
- (23955) Nishikota（西山広太）
- (24053) Shinichiro（奥村真一郎）
- (24101) カッシーニ（ジョヴァンニ・カッシーニ）
- (24102) Jacquescassini（ジャック・カッシーニ）
- (24105) Broughton（ジョン・ブロートン）
- (24158) Kokubo（小久保英一郎）
- (24960) ウスキケンイチ（薄謙一）
- (24962) Kenjitoba（鳥羽健次）
- (24981) Shigekimurakami（村上茂樹）
- (26087) Zhuravleva（リュドミーラ・ジュラヴリョーワ）
- (26168) Kanaikiyotaka（金井清高）
- (26828) ナルサワ（鳴沢真也）
- (36445) Smalley（カイル・スモーリィ（英語版））
- (68730) Straizys（ヴィータウタス・ストライツィス（英語版））
- (72021) 李純之（イ・スンジ）
- (95593) Azusienis（アルギマンタス・アズシエニス（リトアニア語版））
- (99503) Leewonchul（イ・ウォンチョル）
- (106817) Yubangtaek（ユ・バンテク）

#### 天文史家、天文普及家など
- (323) ブルーシア（キャサリン・ブルース（英語版））
- (707) シュタイナー（シュタイン、ブレスラウ天文台の後援者）
- (800) クレスマニア（A. クレスマン、ケーニッヒシュトゥール天文台の建設に尽力した）
- (992) スウェージー（アンブローゼ・スウェージー（英語版））
- (1058) グラッバ（ハワード・グラッブ）
- (1113) カーチャ（カーチャ・イオスコ、シメイズ天文台助手）
- (1141) ボーミア（ボーム＝ヴァルツ夫人、ケーニッヒシュトゥール天文台に反射望遠鏡を寄贈した）
- (1202) マリーナ（マリーナ・ラヴロワ＝ベルク、プロコヴォ天文台のサイエンスコラボレーター）
- (1856) ルージェナ（ルージェナ・ペトロヴィコワ、クレチ天文台の観測スタッフ）
- (2189) サラゴサ（アルド・サラゴサ、フェリックス・アギラール天文台職員）
- (2395) エイホ（アーネ・J・エイホ）
- (2482) パーキン（リチャード・パーキンとグラディス・パーキン、ハーバード大学天文台の後援者）
- (2677) ジョーン（ジョーン・ジョーダン、ハーバード・スミソニアン天体物理学センター秘書）
- (3008) 野尻（野尻抱影）
- (3030) フェーレンベルク（ハンス・フェーレンベルク（ドイツ語版））
- (3143) ジーン・キャンベル（ジーン・キャンベル、ハーバード・スミソニアン天体物理学センター中央計算棟システムエンジニア）
- (3407) ジミー・シムス（ジェームズ・A・C・シムス三世、スミソニアン天体物理観測所AXAF科学センターシステムアドミニストレーター）
- (3626) 大崎（大崎正次）
- (3800) カラユースフ（アルフォード・カラユースフ）
- (3872) 藤井旭（藤井旭）
- (3915) 福島（福島久雄）
- (4029) ブリッジス（パトリシア・ブリッジス、惑星地図製作者）
- (4187) シュルナザリア（レオニード・マルコヴィッチ・シュルマンとガリナ・キリロヴナ・ナザルチュク）
- (4640) 原（原恵）
- (4764) ジョン・エバーハート（ジョナサン・エバーハート、「サイエンス・ニュース」ライター）
- (4952) Kibeshigemaro（木辺成麿）
- (5051) ラルフ（ラルフ・ニールセン、ブロルフェルド天文台電子工学部門チーフ）
- (5052) ナンシー・ルース（ナンシー・R・レボフスキー）
- (5121) Numazawa（沼澤茂美）
- (5651) トラヴェルサ（ジル・トラヴェルサ、オート＝プロヴァンス天文台スタッフ）
- (5687) 山本忍（山本忍、元天文博物館五島プラネタリウム館長）
- (5779) シュプマン（ルードヴィッヒ・シュプマン）
- (5847) Wakiya（脇屋奈々代）
- (5912) Oyatoshiyuki（大谷俊行）
- (5915) Yoshihiro（山田義弘）
- (6023) 艶島（艶島敬昭）
- (6274) 泰三郎（小山泰三郎）
- (6282) Edwelda（エドウィン・L・アギーレとイメルダ・B・ホーソン、「Sky & Telescope」フィリピン版の編集者）
- (6558) Norizuki（法月惣次郎）
- (7122) Iwasaki（岩崎一彰）
- (7166) Kennedy（マルコム・ケネディ、グラスゴーの天文学協会理事）
- (7171) アルトゥール・クラウス（アルトゥール・クラウス男爵）
- (7241) 黒田（黒田武彦、兵庫県立西はりま天文台公園公園長・台長）
- (7251) Kuwabara（桑原昭二、元姫路市立科学館館長）
- (7257) Yoshiya（渡部義弥、大阪市立科学館学芸員）
- (7366) Agata（縣秀彦）
- (7443) 津村（津村光則、和歌山市立こども科学館の天文教育者）
- (7717) Tabeisshi（田部一志）
- (7904) モロー（ウォルター・モロー、元リンカーン研究所所長）
- (7954) Kitao（北尾浩一）
- (8043) 福原（福原直人）
- (8102) Yoshikazu（加藤義和）
- (8159) 福岡（福岡孝、三瓶自然館学芸員）
- (8182) 秋田（秋田勲）
- (8375) Kenzokohno（河野健三、元明石市立天文科学館館長）
- (8397) Chiakitanaka（田中千秋）
- (8410) Hiroakiohno（大野裕明）
- (8548) 原澄治（原澄治）
- (10616) Inouetakeshi（井上毅、明石市立天文科学館学芸員）
- (10760) Ozeki（小関高明、姫路市星の子館）
- (11119) 太郎（伊藤惣太郎、南陽市民天文台台長）
- (11528) 美絵（永田美絵、プラネタリウム解説員）
- (11949) Kagayayutaka（加賀谷穣、天文画家）
- (12411) 丹野佳代（丹野佳代子、佐賀県立宇宙科学館プラネタリウム解説員）
- (12819) Susumutakahasi（高橋進、ダイニックアストロパーク天究館館長）
- (19288) 江上（江上勝典、福岡青少年科学館天文ボランティア）
- (20070) 浩一・裕子（高橋浩一・裕子夫妻、日本宇宙少年団広島分団長）

### 宇宙探査
- 宇宙生物学者
  - (2410) モリソン（デイヴィッド・モリソン（英語版））
  - (9826) Ehrenfreund（パスカーレ・エーレンフロイント（英語版））
  - (12859) Marlamoore（マルラ・ムーア）
- 惑星科学者
  - (2710) Veverka（ジョゼフ・ヴェヴェルカ（英語版））
  - (4815) Anders（エドワード・アンダース（英語版））
  - (5382) マッケイ（クリストファー・マッケイ（英語版））
  - (5782) 藤原顕（藤原顕）
  - (6101) 智樹（中村智樹）
  - (7231) Porco（キャロライン・ポルコ（英語版））
  - (7301) Matsuitakafumi（松井孝典）
  - (7309) Shinkawakami（川上紳一）
  - (8197) Mizunohiroshi（水野博）
  - (8356) Wadhwa（メーナクシ・ワドファ（英語版））
  - (8926) Abemasanao（安部正真）
  - (15614) Pillinger（コリン・ピリンジャー）
  - 他多数
- 惑星地質学者
  - (3333) シェーバー（ジェラルド・シェーバー）
  - (6478) ゴールト（ドナルド・ゴールト）
- 宇宙工学者
  - (1590) ツィオルコフスカヤ（コンスタンチン・ツィオルコフスキー）
  - (1855) コロリョフ（セルゲイ・コロリョフ）
  - (3039) Yangel（ミハイル・ヤンゲリ）
  - (3084) Kondratyuk（ユーリイ・コンドラチュク）
  - (3763) Qianxuesen（銭学森）
  - (4443) Paulet（ペドロ・パウレット）
  - (5738) ビル・ピッカリング（ウイリアム・ヘイワード・ピカリング）
  - (5753) Yoshidatadahiko（吉田忠彦）
  - (5933) Kemurdzhian（アレクサンドル・ケムルジャン）
  - (6298) Sawaoka（澤岡昭）
  - (6357) Glushko（ヴァレンティン・グルシュコ）
  - (6358) Chertok（ボリス・チェルトック）
  - (6526) 的川（的川泰宣）
  - (7353) Kazuya（吉田和哉）
  - (7811) Zhaojiuzhang（趙九章）
  - (8062) Okhotsymskij（ドミトリー・オホーツィムスキー（英語版））
  - (8608) Chelomey（ウラジーミル・チェロメイ）
  - (8909) Ohnishitaka（大西隆史）
  - (8911) 川口淳（川口淳一郎）
  - (8923) Yamakawa（山川宏）
  - (8931) Hirokimatsuo（松尾弘毅）
  - (9252) ゴダード（ロバート・ゴダード）
  - (9253) オーベルト（ヘルマン・オーベルト）
  - (9661) Hohmann（ヴァルター・ホーマン）
  - (10606) クロッコ（ガエターノ・アルトゥーロ・クロッコ）
  - (18542) Broglio（ルイージ・ブログリオ）
  - (25143) イトカワ（糸川英夫）
- 探査計画
  - (5555) ウィンバリー（レイヴネル・ウィンバリー）
  - (15916) 山田重雄（山田重雄）
  - (16529) Dangoldin（ダニエル・ゴールディン、NASA長官）
  - (16723) 冨家文穂（冨家文穂）
  - (16790) 祐三（長谷川祐三）
  - (16796) 慎司（鶴田慎司）
  - (16826) 大亮（宮島大亮）
  - (16853) 雅文（木村雅文）
  - (23524) Yuichitsuda（津田雄一、はやぶさ2プロジェクトマネージャ）
- ソユーズ11号乗員
  - (1789) ドブロボルスキー（ゲオルギー・ドブロボルスキー）
  - (1790) ボルコフ（ウラディスラフ・ボルコフ）
  - (1791) パツァーエフ（ビクトル・パツァーエフ）
- その他のロシア人宇宙飛行士
  - (1772) ガガーリン（ユーリィ・ガガーリン）
  - (1836) コマロフ（ウラジーミル・コマロフ）
  - (2030) ベリャーエフ（パーヴェル・ベリャーエフ）
  - (2544) Gubarev（アレクセイ・グバレフ）
  - (3148) グレチコ（ゲオルギー・グレチコ）
  - (3170) Dzhanibekov（ウラジーミル・ジャニベコフ）
  - (4118) Sveta（スベトラーナ・サビツカヤ）
  - (6319) Beregovoj（ゲオルギ・ベレゴヴォイ）
  - (6890) Savinykh（ヴィクトル・サヴィヌイフ）
  - (7469) Krikalev（セルゲイ・クリカレフ）
  - (9533) Aleksejleonov（アレクセイ・レオーノフ）
  - (10015) Valenlebedev（ワレンティン・レベデフ）
  - (13010) Germantitov（ゲルマン・チトフ）
  - (15702) Olegkotov（オレッグ・コトフ）
- アポロ11号乗員
  - (6469) アームストロング（ニール・アームストロング）
  - (6470) オルドリン（バズ・オルドリン）
  - (6471) コリンズ（マイケル・コリンズ）
- チャレンジャー号乗員
  - (3350) スコビー（ディック・スコビー）
  - (3351) スミス（マイケル・J・スミス）
  - (3352) マコーリフ（クリスタ・マコーリフ）
  - (3353) ジャービス（グレゴリー・ジャービス）
  - (3354) マクネイア（ロナルド・マクネイア）
  - (3355) オニヅカ（エリソン・オニヅカ）
  - (3356) レズニック（ジュディス・レズニック）
- コロンビア号乗員
  - (51823) リック・ハズバンド（リック・ハズバンド）
  - (51824) マイク・アンダーソン（マイケル・アンダーソン）
  - (51825) デイビッド・ブラウン（デイビッド・ブラウン）
  - (51826) カルパナ・チャウラ（カルパナ・チャウラ）
  - (51827) ローレル・クラーク（ローレル・クラーク）
  - (51828) イラン・ラモーン（イラン・ラモーン、イスラエル人）
  - (51829) ウィリー・マッコール（ウィリアム・マッコール）
- その他のアメリカ人宇宙飛行士
  - (2161) グリソム（ガス・グリソム）
  - (4763) ライド（サリー・ライド）
  - (5362) Johnyoung（ジョン・ヤング）
  - (6018) Pierssac（ピアーズ・セラーズ）
  - (7749) Jackschmitt（ハリソン・"ジャック"・シュミット）
  - (8026) Johnmckay（ジョン・マッケイ）
  - (8027) Robertrushworth（ロバート・ラッシュウォース）
  - (8028) Joeengle（ジョー・エングル）
  - (8030) Williamknight（ウィリアム・J・ナイト）
  - (8031) Williamdana（ビル・ダナ）
  - (8722) シラー（ウォルター・シラー）
  - (11836) Eileen（アイリーン・コリンズ）
  - (12790) Cernan（ユージン・サーナン）
  - (13606) Bean（アラン・ビーン）
  - (14917) Taco（ケネス・"Taco"・コックレル）
  - (15057) Whitson（ペギー・ウィットソン）
  - (17032) Edlu（エドワード・ルー）
  - (17033) Rusty（ラッセル・"ラスティ"・シュウェイカート）
  - (22442) Blaha（ジョン・ブラハ）
  - (26382) Charlieduke（チャールズ・デューク）
  - (26990) カルバートソン（フランク・L・カルバートソン・ジュニア（英語版））
- 日本人宇宙飛行士
  - (4613) 衛（毛利衛）
  - (4714) Toyohiro（秋山豊寛）
  - (4743) Kikuchi（菊地涼子）
  - (4746) Doi（土井隆雄）
  - (4750) Mukai（向井千秋）
  - (5734) Noguchi（野口聡一）
  - (6208) Wakata（若田光一）
  - (14925) 直子（山崎直子）
  - (14926) 星出（星出彰彦）
  - (14927) 聡（古川聡）
- 中国人宇宙飛行士
  - (9512) Feijunlong（フェイ・ジュンロン）
  - (9517) Niehaisheng（ニエ・ハイション）
  - (21064) 楊利偉（ヤン・リーウェイ）
- その他の宇宙飛行士
  - (2552) レメック（ウラジミル・レメック、チェコスロバキア人）
  - (6149) Pelčák（オールドリッチ・ペルチャーク、チェコスロバキア人）
  - (5115) Frimout（ディルク・フリムー、ベルギー人）
  - (8444) Popovich（パーヴェル・ポポーヴィチ、ウクライナ人）
  - (10605) グイドーニ（ウンベルト・グイドーニ（英語版）、イタリア人）
  - (10707) Prunariu（ドゥミトール・プルナリウ、ルーマニア人）
  - (10972) Merbold（ウルフ・メルボルト、ドイツ人）
  - (10973) Thomasreiter（トーマス・ライター、ドイツ人）
  - (11256) Fuglesang（クリステル・フォーグレサング、スウェーデン人）
  - (12405) Nespoli（パオロ・ネスポリ、イタリア人）
  - (13693) Bondar（ロベルタ・ボンダー、カナダ人）
  - (14574) Payette（ジュリー・ペイエット、カナダ人）
  - (14826) Nicollier（クロード・ニコリエ、スイス人）
  - (14937) Thirsk（ロバート・サースク、カナダ人）
  - (15006) Samcristoforetti（サマンサ・クリストフォレッティ、イタリア人）
  - (17737) Sigmundjähn（ジークムント・イェーン、ドイツ人）
  - (22901) Ivanbella（イヴァン・ベラ、スロバキア人）
  - (24048) Pedroduque（ペドロ・デュケ、スペイン人）

### その他の自然科学者
- (335) ロベルタ（カール・ロベルト・オステン＝ザッケン（英語版）、昆虫学者）
- (635) フンティア（ヴィルヘルム・ヴント、生理学者）
- (728) レオニシス（レオ・ガンス（ドイツ語版）、化学者）
- (742) エディソナ（トーマス・エジソン、発明家）
- (775) リュミエール（リュミエール兄弟、映画の発明者）
- (777) グーテンベルガ（ヨハネス・グーテンベルク、活版印刷の発明者）
- (803) ピッカ（フレデリック・ピック、医師）
- (847) アグニア（アグニア・イワノヴナ・バディナ、医師）
- (867) コヴァキア（フリードリヒ・コヴァクス、医師）
- (1007) パヴロヴィア（イワン・パブロフ、生理学者）
- (1013) トンベカ（ダニエル・トンベック、化学者）
- (1308) ハレリア（アルブレヒト・フォン・ハラー、生理学者、植物学者）
- (1379) Lomonosowa（ミハイル・ロモノーソフ、化学者、天文学者）
- (1406) Komppa（グスタフ・コムッパ、化学者）
- (1449) ヴィルタネン（アルトゥーリ・ヴィルタネン、化学者）
- (1451) グラノ（ヨハンネス・ガブリエル・グラノ、地理学者）
- (1553) バウアースフェルダ（ワルター・バウアースフェルト（英語版）、工学者）
- (1695) ヴァルベック（ヘンリーク・ヨハン・ヴァルベック（英語版）、測地学者）
- (1743) シュミット（ベルンハルト・シュミット、光学技術者）
- (1828) カシーリナ（ワレンチン・カシーリン、医師）
- (1991) ダーウィン（チャールズ・ダーウィン、地質学者。息子の天文学者ジョージ・ハワード・ダーウィンと共に）
- (2087) コッヘラ（エミール・テオドール・コッハー、医学者）
- (2088) ザーリア（ヘルマン・ザーリー（英語版）、医師、血液学者）
- (2098) ズィスキン（レフ・ズィスキン、医師）
- (2159) クッカメキ（タウノ・クッカメキ（英語版）、測地学者）
- (2177) Oliver（バーナード・オリバー、電子工学者）
- (2239) Paracelsus（パラケルスス、医学者、化学者）
- (2244) テスラ（ニコラ・テスラ、電気工学者、発明家）
- (2267) アガシー（ルイ・アガシー、生物学者、地質学者）
- (2332) Kalm（ペール・カルム、博物学者）
- (2421) ナイニンガー（ハーヴィー・ナイニンガー、隕石学者）
- (2454) Olaus Magnus（オラウス・マグヌス、地理学者）
- (2496) Fernandus（ファーナンダス・ペイン（英語版）、動物学者）
- (2506) Pirogov（ニコライ・ピロゴフ、医学者）
- (2511) Patterson（クレア・パターソン、地球化学者）
- (2548) ルロワール（ルイ・ルロワール、生化学者）
- (2550) ウッセイ（バーナード・ウッセイ、生理学者）
- (2642) Vésale（アンドレアス・ヴェサリウス、解剖学者）
- (2666) グラム（ゼノブ・グラム、電気技術者、発明家）
- (2726) Kotelnikov（ウラジーミル・コテルニコフ、電子工学者）
- (2727) Paton（エフゲニー・パトンとボリス・パトン、冶金学者）
- (2766) レーウェンフック（アントニ・ファン・レーウェンフック、生物学者）
- (2769) Mendeleev（ドミトリ・メンデレーエフ、化学者）
- (2770) ツヴェット（ミハイル・ツヴェット、植物学者）
- (2771) ポルズノフ（イワン・ポルズノフ（英語版）、発明家）
- (2784) ドメイコ（イグナシー・ドメイコ、地質学者、鉱物学者）
- (2790) ニーダム（ジョゼフ・ニーダム、生化学者）
- (2794) Kulik（レオニード・クーリック、鉱物学者）
- (2809) Vernadskij（ウラジーミル・ヴェルナツキー、地球化学者、鉱物学者）
- (2846) Ylppö（アルヴォ・ユルッポ、医学者）
- (2850) モジャイスキー（アレクサンドル・モジャイスキー、発明家）
- (2858) カルロス・ポルテル（カルロス・ポルテル、動物学者）
- (2862) Vavilov（ニコライ・ヴァヴィロフ、植物学者。弟の物理学者セルゲイ・ヴァヴィロフと共に）
- (3003) コンチェク（ミクラーシュ・コンチェク（スロバキア語版）、隕石学者）
- (3017) ペトロヴィッチ（シュテファン・ペトロヴィッチ、気候学者）
- (3069) ヘイロフスキー（ヤロスラフ・ヘイロフスキー、化学者）
- (3117) Niepce（ニセフォール・ニエプス、発明家）
- (3128) オーブルチェフ（ウラジミール・オーブルチェフ、地質学者）
- (3151) タルボット（ウィリアム・ヘンリー・フォックス・タルボット、発明家）
- (3195) Fedchenko（アレクセイ（英語版）、オルガ、ボリスのフェドチェンコ家、植物学者）
- (3256) ダゲール（ルイ・ジャック・マンデ・ダゲール、写真の発明者）
- (3257) ハンズリーク（スタニスラフ・ハンズリーク（チェコ語版）、気象学者）
- (3283) スコリナ（フランツィスク・スカリナ（英語版）、医師）
- (3285) ルース・ウルフ（ルース・ウルフ、地質学者）
- (3313) Mendel（グレゴール・ヨハン・メンデル、遺伝学者）
- (3316) ヘルツベルク（ゲルハルト・ヘルツベルク、化学者）
- (3440) Stampfer（ジーモン・フォン・シュタンプフェル、発明家）
- (3456) Etiennemarey（エティエンヌ＝ジュール・マレー、生理学者、医師）
- (3518) Florena（キリル・フロレンスキイ（英語版）、地球化学者。父の神学者パーヴェル・フロレンスキイと共に）
- (3581) Alvarez（ウォルター・アルバレス、地質学者。父の物理学者ルイス・ウォルター・アルヴァレズと共に）
- (3605) Davy（ハンフリー・デービー、化学者）
- (3693) Barringer（ダニエル・モロー・バリンジャー、地質学者）
- (3701) Purkyne（ヤン・エヴァンゲリスタ・プルキニェ、生理学者）
- (3716) Petzval（ジョセフ・マキシミリアン・ペッツヴァール、光学技術者）
- (3737) Beckman（アーノルド・ベックマン、化学者、発明家）
- (3750) イリザロフ（ガブリル・イリザロフ、医師）
- (3861) ローレンツ（コンラート・ローレンツ、動物行動学者）
- (3899) Wichterle（オットー・ウィフテルレ、化学者）
- (3919) メアリー・アニング（メアリー・アニング、古生物学者）
- (4115) Peternorton（ピーター・ノートン、コンピュータ技術者）
- (4170) Semmelweis（センメルヴェイス・イグナーツ、衛生学者）
- (4217) エンゲルハート（ヴォルフ・フォン・エンゲルハート、地質学者、鉱物学者）
- (4371) Fyodorov（スヴャトスラフ・フョードロフ、眼科医）
- (4564) Clayton（ロバート・クレイトン（英語版）、化学者）
- (4565) Grossman（ローレンス・グロスマン、地球化学者）
- (4666) Dietz（ロバート・シンクレア・ディーツ、海洋学者）
- (4674) ポーリング（ライナス・ポーリング、化学者）
- (4716) Urey（ハロルド・ユーリー、化学者）
- (4765) ワッサーバーグ（ジェラルド・ワッサーバーグ、地質学者）
- (4798) Mercator（ゲラルドゥス・メルカトル、地図製作者）
- (4804) Pasteur（ルイ・パスツール、化学者、細菌学者）
- (4856) Seaborg（グレン・シーボーグ、化学者）
- (4876) Strabo（ストラボン、地理学者）
- (4877) Humboldt（アレクサンダー・フォン・フンボルト、地理学者）
- (4913) Wangxuan（王選、計算機科学者）
- (4965) Takeda（武田弘、地球科学者）
- (4991) ハンスース（ハンズ・スース、物理化学者）
- (5070) Arai（荒井郁之助、気象学者）
- (5168) Jenner（エドワード・ジェンナー、医学者）
- (5194) Böttger（ヨハン・フリードリッヒ・ベトガー、発明家）
- (5202) Charleseliot（チャールズ・W・エリオット、化学者）
- (5234) Sechenov（イワン・セチェノフ、生理学者、心理学者）
- (5312) Schott（フリードリッヒ・オットー・ショット、化学者）
- (5380) Sprigg（レッグ・スプリッグ、地質学者）
- (5422) ホジキン（ドロシー・ホジキン、化学者）
- (5448) Siebold（フィリップ・フランツ・フォン・シーボルト、医師、博物学者）
- (5577) プリーストリー（ジョゼフ・プリーストリー、化学者）
- (5632) インゲ・レーマン（インゲ・レーマン、地震学者）
- (5672) Libby（ウィラード・リビー、化学者）
- (5680) Nasmyth（ジェームス・ナスミス、発明家）
- (5697) Arrhenius（スヴァンテ・アレニウス、化学者）
- (5773) Hopper（グレース・ホッパー、計算機科学者）
- (5813) Eizaburo（西堀栄三郎、化学者）
- (5837) Hedin（スヴェン・ヘディン、地理学者）
- (5864) モンゴルフィエ（モンゴルフィエ兄弟、熱気球の発明者）
- (5958) Barrande（ヨアヒム・バランデ、地質学者、古生物学者）
- (5961) Watt（ジェームズ・ワット、発明家）
- (5991) Ivavladis（ウラジスラフ・イワノフ、電気工学者）
- (6012) Williammurdoch（ウィリアム・マードック、発明家）
- (6032) Nobel（アルフレッド・ノーベル、化学者）
- (6084) バスカム（フローレンス・バスカム、地質学者）
- (6100) 国友一貫斎（国友一貫斎、鉄砲鍛冶、発明家、天文学者）
- (6130) ハットン（ジェームズ・ハットン、地質学者）
- (6160) Minakata（南方熊楠、博物学者、生物学者）
- (6175) Cori（カール・コリとゲルティー・コリ、生化学者）
- (6225) Hiroko（永原裕子、鉱物学者）
- (6260) Kelsey（フランシス・ケルシー、薬理学者）
- (6572) Carson（レイチェル・カーソン、生物学者）
- (6606) Makino（牧野富太郎、植物学者）
- (6826) Lavoisier（アントワーヌ・ラヴォアジエ、化学者）
- (6830) Johnbackus（ジョン・バッカス、コンピュータ科学者）
- (6868) 上田誠也（上田誠也、地球科学者）
- (6875) Golgi（カミッロ・ゴルジ、医学者）
- (6892) Lana（フランチェスコ・ラナ・デ・テルツィ、発明家）
- (6924) 福井（福井謙一、化学者）
- (6927) Tonegawa（利根川進、生物学者）
- (7042) Carver（ジョージ・ワシントン・カーヴァー、植物学者）
- (7054) Brehm（クリスティアン・ルートヴィヒ・ブレーム（英語版）とアルフレート・ブレーム、動物学者）
- (7098) Réaumur（ルネ・レオミュール、昆虫学者）
- (7128) Misawa（三沢勝衛、地理学者）
- (7175) Janegoodall（ジェーン・グドール、動物行動学者）
- (7178) Ikuookamoto（岡本幾夫、光学技術者、アマチュア天文家）
- (7202) 木越（木越邦彦、化学者）
- (7247) Robertstirling（ロバート・スターリング、発明家）
- (7296) Lamarck（ジャン＝バティスト・ラマルク、博物学者）
- (7412) Linnaeus（カール・フォン・リンネ、博物学者）
- (7414) Bosch（カール・ボッシュ、化学者）
- (7450) Shilling（パヴェル・リヴォヴィチ・シリング、電信技術者）
- (7475) Kaizuka（貝塚爽平、地理学者）
- (7537) ソルベー（エルネスト・ソルベイ、化学者）
- (7552) Sephton（マーク・セフトン、地球化学者）
- (7698) Schweitzer（アルベルト・シュヴァイツァー、医師、神学者、哲学者、音楽家）
- (7958) Leakey（メアリー、ルイス、リチャードのリーキー家、古人類学者）
- (8013) Gordonmoore（ゴードン・ムーア、電気工学者）
- (8112) Cesi（フェデリコ・チェージ、博物学者）
- (8117) Yuanlongping（袁隆平、農学者）
- (8133) 高野長英（高野長英、蘭学者、医師）
- (8144) Hiragagennai（平賀源内、蘭学者、本草学者、発明家、画家、浄瑠璃作家）
- (8154) Stahl（ゲオルク・シュタール、化学者）
- (8175) Boerhaave（ヘルマン・ブールハーフェ、医師、植物学者）
- (8221) ラ・コンダミーヌ（シャルル＝マリー・ド・ラ・コンダミーヌ、地理学者）
- (8330) Fitzroy（ロバート・フィッツロイ、気象学者）
- (8331) Dawkins（リチャード・ドーキンス、進化生物学者、動物行動学者）
- (8373) スティーヴン・グールド（スティーヴン・ジェイ・グールド、古生物学者）
- (8422) Mohorovičıć（アンドリア・モホロビチッチ、地震学者、気象学者）
- (8430) Florey（ハワード・フローリー、生理学者）
- (8446) タジェフ（アルーン・タジェフ、火山学者、地質学者）
- (8663) Davidjohnston（デイヴィッド・ジョンストン、火山学者）
- (8672) Morse（サミュエル・モールス、発明家、画家）
- (8899) Hughmiller（ヒュー・ミラー、地質学者）
- (9016) ヘンリー・ムーア（ヘンリー・J・ムーア、地質学者）
- (9079) ゲスナー（コンラート・ゲスナー、博物学者）
- (9161) Beaufort（フランシス・ボーフォート、気象学者、海洋学者、水路学者）
- (9164) コルバート（エドウィン・ハリス・コルバート、古生物学者）
- (9241) Rosfranklin（ロザリンド・フランクリン、化学者）
- (9255) Inoutadataka（伊能忠敬、地図製作者）
- (9364) Clusius（カロルス・クルシウス、医師、植物学者）
- (9365) Chinesewilson（アーネスト・ヘンリー・"チャイニーズ"・ウィルソン、植物学者）
- (9447) ジュール・ボルデ（ジュール・ボルデ、細菌学者）
- (9448) Donaldavies（ドナルド・ワッツ・デービス、計算機科学者）
- (9470) Jussieu（ベルナール、ジョゼフ（英語版）、アントワーヌ・ローラン、アドリアン＝アンリ（英語版）のジュシュー一族、植物学者）
- (9574) Taku（中村拓、医学者、生化学者、古地図学者）
- (9614) Cuvier（ジョルジュ・キュヴィエ、博物学者）
- (9638) Fuchs（レオンハルト・フックス、医師、植物学者）
- (9676) Eijkman（クリスティアーン・エイクマン、生理学者、衛生学者）
- (9677) Gowlandhopkins（フレデリック・ホプキンズ、生化学者）
- (9679) Crutzen（パウル・クルッツェン、化学者）
- (9680) Molina（マリオ・モリーナ、化学者）
- (9681) Sherwoodrowland（フランク・シャーウッド・ローランド、化学者）
- (9722) Levi-Montalcini（リータ・レーヴィ＝モンタルチーニ、神経学者）
- (9793) トーバルズ（リーナス・トーバルズ、コンピュータ技術者）
- (9882) Stallman（リチャード・ストールマン、コンピュータ技術者）
- (9964) Hideyonoguchi（野口英世、細菌学者）
- (10057) L'Obel（マティアス・デ・ロベル、医師、植物学者）
- (10068) ドドゥーンス（レンベルト・ドドエンス、医師、植物学者）
- (10090) Sikorsky（イーゴリ・シコールスキイ、工学者、航空技術者）
- (10093) Diesel（ルドルフ・ディーゼル、発明家）
- (10108) Tomlinson（レイ・トムリンソン、コンピュータ技術者）
- (10261) Nikdollezhal'（ニコライ・ドレジャーリ、機械工学者）
- (10316) Williamturner（ウィリアム・ターナー、博物学者）
- (10350) Spallanzani（ラザロ・スパランツァーニ、博物学者）
- (10361) Bunsen（ロベルト・ブンゼン、化学者）
- (10444) de Hevesy（ゲオルク・ド・ヘヴェシー、化学者）
- (10526) Ginkogino（荻野吟子、医師）
- (10637) Heimlich（ヘンリー・ハイムリック、医師）
- (10839) Hufeland（クリストフ・ヴィルヘルム・フーフェラント、医師）
- (10847) Koch（ロベルト・コッホ、細菌学者）
- (10961) ボイス・バロット（クリストフ・ボイス・バロット、気象学者）
- (11042) Ernstweber（エルンスト・ヴェーバー、生理学者、解剖学者）
- (11121) Malpighi（マルチェロ・マルピーギ、生理学者、解剖学者）
- (11239) Marcgraf（ゲオルク・マルクグラーフ、博物学者）
- (11240) Piso（ウイレム・ピソ、医師、植物学者）
- ライト兄弟（発明家）
  - (11246) Orvillewright（オーヴィル・ライト）
  - (11247) Wilburwright（ウィルバー・ライト）
- (11248) Blériot（ルイ・ブレリオ、航空工学者）
- (11277) Ballard（ロバート・バラード、海洋学者）
- (11314) Charcot（ジャン＝マルタン・シャルコー、神経学者）
- (11332) Jameswatt（ジェームズ・ワット、発明家）
- (11582) Bleuler（オイゲン・ブロイラー、医学者）
- (11583) Breuer（ヨーゼフ・ブロイアー、生理学者）
- (11726) Edgerton（ハロルド・ユージン・エジャートン、電気工学者）
- (11774) Jerne（ニールス・イェルネ、免疫学者）
- (11775) Köhler（ジョルジュ・J・F・ケーラー、生物学者）
- (11776) Milstein（セーサル・ミルスタイン、生化学者）
- (11777) Hargrave（ローレンス・ハーグレイヴ、発明家）
- (11844) Ostwald（ヴィルヘルム・オストヴァルト、化学者）
- (11942) Guettard（ジャン＝エティエンヌ・ゲタール、博物学者、鉱物学者）
- (11964) Prigogine（イリヤ・プリゴジン、化学者）
- (11969) ゲイ＝リュサック（ジョセフ・ルイ・ゲイ＝リュサック、化学者）
- (11980) エリス（ケリー・エリス、電子工学者）
- (12002) ジュース（エドアルト・ジュース、地質学者）
- (12095) Pinel（フィリップ・ピネル、医学者）
- (12186) 箕作阮（箕作阮甫、蘭学者）
- (12221) Ogatakoan（緒方洪庵、医師、蘭学者）
- (12323) Haeckel（エルンスト・ヘッケル、生物学者）
- (12356) Carlscheele（カール・ヴィルヘルム・シェーレ、化学者）
- (12618) セラリウス（アンドレアス・セラリウス、地図製作者）
- (12655) Benferinga（ベルナルト・L・フェリンハ、化学者）
- (12688) Baekeland（レオ・ベークランド、化学者、発明家）
- (12704) Tupolev（アンドレーイ・トゥーポレフ、航空工学者）
- (12727) Cavendish（ヘンリー・キャヴェンディッシュ、化学者）
- (12729) Berger（ハンス・ベルガー、精神科学者）
- (12750) Berthollet（クロード・ルイ・ベルトレー、化学者）
- (12845) Crick（フランシス・クリック、生物学者）
- (12850) Axelmunthe（アクセル・ムンテ、医学者）
- (12896) ジョフロワ（エティエンヌ・ジョフロワ・サンティレール、博物学者）
- (13084) ウィルヒョー（ルドルフ・ルートヴィヒ・カール・フィルヒョウ、病理学者）
- (13085) ボーローグ（ノーマン・ボーローグ、農学者）
- (13086) Sauerbruch（フェルディナント・ザウアーブルッフ、医学者）
- (13109) Berzelius（イェンス・ベルセリウス、化学者）
- (13132) Ortelius（アブラハム・オルテリウス、地理学者、地図製作者）
- (13254) Kekulé（アウグスト・ケクレ、化学者）
- (13350) Gmelin（ヨハン・ゲオルク・グメリン、植物学者）
- (13580) de Saussure（オラス＝ベネディクト・ド・ソシュール、気象学者）
- (13610) Lilienthal（オットー・リリエンタール、航空技術者、発明家）
- (13669) Swammerdam（ヤン・スワンメルダム、生物学者、解剖学者）
- (13770) Commerson（フィリベール・コメルソン、植物学者）
- (13788) Dansolander（ダニエル・ソランダー、植物学者）
- (13915) Yalow（ロサリン・ヤロー、医学者）
- (13926) Berners-Lee（ティム・バーナーズ＝リー、計算機科学者）
- (13956) Banks（ジョゼフ・バンクス、植物学者）
- (13964) La Billardière（ジャック＝ジュリアン・ラビヤルディエール、植物学者）
- (13977) Frisch（カール・フォン・フリッシュ、動物行動学者）
- (13982) Thunberg（カール・ツンベルク、植物学者）
- (14317) Antonov（オリェーク・アントーノフ、航空工学者）
- (14367) Hippokrates（ヒポクラテス、医学者）
- (14400) Baudot（エミール・ボドー、発明家）
- (14902) Miyairi（宮入慶之助、寄生虫学者）
- (15262) Abderhalden（エミール・アブデルハルデン、生化学者、生理学者）
- (15264) Delbrück（マックス・デルブリュック、生物学者）
- (15353) Meucci（アントニオ・メウッチ、発明家）
- (15465) Buchroeder（リチャード・バックローダー、光学技術者）
- (15565) Benjaminsteele（ベンジャミン・スティール、生物学者）
- (15763) Nagakubo（長久保赤水、地理学者）
- (15811) Nüsslein-Volhard（クリスティアーネ・ニュスライン＝フォルハルト、生物学者）
- (15825) Capecchi（マリオ・カペッキ、遺伝学者）
- (15939) Fessenden（レジナルド・フェッセンデン、発明家）
- (16479) Paulze（マリー＝アンヌ・ピエレット・ポールズ、化学者）
- (16646) Sparrman（アンデシュ・スパルマン、博物学者）
- (17606) Wumengchao（呉孟超、医学者）
- (17749) Dulbecco（レナート・ドゥルベッコ、ウイルス学者）
- (17770) Baumé（アントワーヌ・ボーメ、化学者）
- (18501) Luria（サルバドール・エドワード・ルリア、微生物学者）
- (18551) Bovet（ダニエル・ボベット、薬理学者）
- (18593) Wangzhongcheng（王忠誠、医学者）
- (19126) Ottohahn（オットー・ハーン、化学者）
- (19136) Strassmann（フリッツ・シュトラスマン、化学者）
- (19282) Zhangcunhao（張存浩、物理化学者）
- (19314) Nakamuratetsu（中村哲、医師）
- (19386) Axelcronstedt（アクセル・フレドリク・クルーンステット、化学者）
- (19633) ルスジャン（エドヴァルト・ルスジャン、航空工学者）
- (19992) Schönbein（クリスチアン・シェーンバイン、化学者）
- (20047) Davidsuzuki（デヴィッド・スズキ、生物学者）
- (20060) Johannforster（ヨハン・フォースター、博物学者）
- (20098) 柴田眼治（柴田眼治、医師）
- (20314) Johnharrison（ジョン・ハリソン、発明家）
- (20403) Attenborough（デイビッド・アッテンボロー、動物学者、植物学者）
- (21087) ペトシムパラス（ペーター・ジーモン・パラス、動物学者、植物学者）
- (21451) Fisher（ロナルド・フィッシャー、生物学者）
- (21564) Widmanstätten（アロイス・フォン・ベッカー＝ウィドマンシュテッテン、鉱物学者）
- (21655) Niklauswirth（ニクラウス・ヴィルト、計算機科学者）
- (21656) Knuth（ドナルド・クヌース、計算機科学者）
- (21664) Konradzuse（コンラート・ツーゼ、計算機科学者）
- (22283) Pytheas（ピュテアス、地理学者）
- (22366) Flettner（アントン・フレットナー、航空技術者、発明家）
- (23032) Fossey（ダイアン・フォッシー、動物学者）
- (23110) Ericberne（エリック・バーン、精神科医）
- (23111) Fritzperls（フレデリック・パールズ、精神科医）
- (24643) MacCready（ポール・マクレディ、航空機技術者）
- (24748) Nernst（ヴァルター・ネルンスト、化学者）
- (25472) Joanoro（ジュアン・ウロー、生化学者）
- (26188) Zengqingcun（曽慶存、気象学者）
- (26661) Kempelen（ヴォルフガング・フォン・ケンペレン、発明家）
- (26738) Lishizhen（李時珍、本草学者）
- (73079) Davidbaltimore（デビッド・ボルティモア、分子生物学者）

## 政治家・君主・皇族
- (12) ビクトリア（公式にはローマ神話のウィクトーリアからだが、ヴィクトリア女王にも由来すると言われる）
- (45) ウージェニア（フランス皇后ウジェニー）
  - (45.1) プティ・プランス（ナポレオン4世）
- (115) テューラ（デンマーク王妃テューラ（英語版））
- (216) クレオパトラ（クレオパトラ7世）
- (219) トゥースネルダ（トゥスネルダ）
- (220) ステファニア（ステファニー・ド・ベルジック）
- (317) ロクサネ（ロクサネ）
- (326) タマラ（グルジア女王タマル）
- (344) デジデラタ（デジデリア・アヴ・スヴェーリエ）
- (359) ジョージア（イギリス王ジョージ2世）
- (392) ウィルヘルミナ（オランダ女王ウィルヘルミナ）
- (420) ベルトルダ（ケルンテン公ベルトルト2世）
- (421) ツェーリンギア（ツェーリンゲン家）
- (515) アタリア（アタルヤ）
- (525) アデレード（アデレード・オブ・サクス＝マイニンゲン）
- (545) メッサリナ（ウァレリア・メッサリナ）
- (590) トミュリス（トミュリス）
- (598) オクタヴィア（クラウディア・オクタウィア）
- (609) フルウィア（フルウィア）
- (645) アグリッピナ（ウィプサニア・アグリッピナとユリア・アグリッピナ）
- (650) アマラスンタ（アマラスンタ）
- (653) ベレニケ（ベレニケ2世、プトレマイオス朝）
- (689) ツィタ（ツィタ・フォン・ブルボン＝パルマ）
- (712) ボリビアーナ（シモン・ボリバル）
- (802) エピャクサ（Epyaxa、キリキア王シエンネシス（英語版）の妃）
- (810) アトッサ（アトッサ）
- (816) ユリアナ（オランダ王女ユリアナ）
- (823) シシガンビス（シシュガンビス）
- (825) タニナ（タチアナ・ニコラエヴナ）
- (831) スタテイラ（スタテイラ）
- (832) カリン（カリン・モンスドッテル）
- (840) ゼノビア（ゼノビア）
- (852) ウラジレーナ（ウラジーミル・レーニン）
- (869) メレーナ（ヴェルナー・フォン・メレ（英語版）、ハンブルク市長）
- (886) ワシントニア（ジョージ・ワシントン）
- (888) パリサティス（パリュサティス）
- (911) アガメムノン（アガメムノーン）
- (925) アルフォンシーナ（カスティーリャ王アルフォンソ10世とスペイン王アルフォンソ13世）
- (932) フーヴェリア（ハーバート・フーヴァー）
- (944) イダルゴ（ミゲル・イダルゴ）
- (1068) ノフレテーテ（ネフェルティティのドイツ語名）
- (1128) アストリッド（ベルギー王妃アストリッド）
- (1246) Chaka（シャカ・ズールー）
- (1248) Jugurtha（ユグルタ）
- (1277) Dolores（ドロレス・イバルリ）
- (1290) Albertine（ベルギー王アルベール1世）
- (1354) Botha（ルイス・ボータ）
- (1363) Herberta（ハーバート・フーヴァー）
- (1442) Corvina（マティアス・コルヴィヌス）
- (1489) アッティラ（アッティラ）
- (1491) バルドゥイヌス（ベルギー王ボードゥアン1世のラテン語名）
- (1550) チトー（ヨシップ・ブロズ・チトー）
- (1569) エビータ（エバ・ペロン）
- (1576) Fabiola（ファビオラ・デ・モラ・イ・アラゴン）
- (1731) スマッツ（ヤン・スマッツ）
- (1813) イムホテプ（イムホテプ）
- (1841) マサリク（トマーシュ・マサリク）
- (1860) バルバロッサ（神聖ローマ皇帝フリードリヒ1世の通称）
- (1920) サルミエント（ドミンゴ・ファウスティーノ・サルミエント（英語版））
- (1973) Colocolo（コロコロ、マプチェ族）
- (2272) Montezuma（モンテスマ）
- (2275) クィトラワク（クィトラワク）
- (2319) Aristides（アリステイデス）
- (2351) オイギンス（ベルナルド・オイギンス）
- (2371) ディミトロフ（ゲオルギ・ディミトロフ）
- (2423) イバルリ（ドロレス・イバルリ）
- (2435) Horemheb（ホルエムヘブ）
- (2436) ハトシェプスト（ハトシェプスト）
- (2439) ウルグ・ベク（ウルグ・ベク）
- (2446) ルナチャルスキー（アナトリー・ルナチャルスキー）
- (2467) コロンタイ（アレクサンドラ・コロンタイ）
- (2643) ベルンハルト（オランダ王配ベルンハルト）
- (2699) Kalinin（ミハイル・カリーニン）
- (2720) Pyotr Pervyj（ピョートル1世）
- (2745) San Martín（ホセ・デ・サン＝マルティン）
- (2782) レオニダス（レオニダス1世）
- (2808) Belgrano（マヌエル・ベルグラーノ）
- (2967) Vladisvyat（ウラジーミル1世）
- (2973) Paola（パオラ・ルッフォ・ディ・カラブリア）
- (3153) Lincoln（エイブラハム・リンカーン）
- (3154) Grant（ユリシーズ・グラント）
- (3199) ネフェルティティ（ネフェルティティ）
- (3226) Plinius（小プリニウス）
- (3279) ソロン（ソロン）
- (3288) セレウコス（セレウコス1世）
- (3362) Khufu（クフ王）
- (3519) Ambiorix（アンビオリクス）
- (3571) Milanstefanik（ミラン・シュテファーニク、チェコスロバキア独立運動家、天文学者）
- (3585) 後白河（後白河天皇）
- (3686) 安徳（安徳天皇）
- (3726) Johnadams（ジョン・アダムズ）
- (3731) Hancock（ジョン・ハンコック）
- (3881) Doumergua（ガストン・ドゥメルグ）
- (3889) Menshikov（アレクサンドル・メーンシコフ）
- (3902) 頼朝（源頼朝）
- (4317) Garibaldi（ジュゼッペ・ガリバルディ）
- (4372) Quincy（ジョン・クィンシー・アダムズ）
- (4375) 清盛（平清盛）
- (4412) Chephren（カフラー王）
- (4413) Mycerinos（メンカウラー王の、ヘロドトスが言及した呼称）
- (4414) Sesostris（エジプト第12王朝の複数のファラオセンウセレトのギリシャ語読み)
- (4415) Echnaton（アクエンアテンのドイツ語読み）
- (4416) Ramses（ラムセス2世）
- (4568) Menkaure（メンカウラー王）
- (4594) Dashkova（エカテリーナ・ダーシュコワ）
- (4721) Atahualpa（アタワルパ）
- (4757) リーゼロッテ（オルレアン公妃リーゼロッテ）
- (4767) Sutoku（崇徳天皇）
- (4846) Tuthmosis（エジプト第18王朝の複数のファラオトトメス）
- (4847) Amenhotep（アメンホテプ4世）
- (4848) Tutenchamun（ツタンカーメンのラテン語読み）
- (4906) Seneferu（スネフェル王）
- (4907) Zoser（ジェセル）
- (4927) オコンネル（ダニエル・オコンネル、アイルランド独立運動家）
- (5009) セトス（エジプト第19王朝の複数のファラオセティのギリシャ語読み）
- (5010) アメンエムヘト（エジプト第13王朝の複数のファラオアメンエムハト）
- (5014) Gorchakov（アレクサンドル・ゴルチャコフ）
- (5017) Tenchi（天智天皇）
- (5018) Tenmu（天武天皇）
- (5242) 建礼門院（平徳子、高倉天皇の中宮）
- (5570) Kirsan（キルサン・イリュムジーノフ）
- (5578) Takakura（高倉天皇）
- (5612) Nevskij（アレクサンドル・ネフスキー）
- (5613) Donskoj（ドミートリー・ドンスコイ）
- (5647) Sarojininaidu（サロージニー・ナーイドゥー）
- (5650) 以仁王（以仁王）
- (5683) 美福門院（藤原得子、鳥羽上皇の后）
- (5684) 小督（小督、高倉天皇の女）
- (6859) 伊達政宗（伊達政宗）
- (6955) Ekaterina（エカチェリーナ2世）
- (7117) Claudius（ローマ皇帝クラウディウス）
- (7145) Linzexu（林則徐）
- (7207) Hammurabi（ハンムラビ）
- (7208) Ashurbanipal（アッシュールバニパル）
- (7209) Cyrus（キュロス2世のラテン語読み）
- (7210) Darius（ダレイオス1世のラテン語読み）
- (7211) Xerxes（クセルクセス1世）
- (7212) Artaxerxes（アルタクセルクセス2世）
- (7223) Dolgorukij（ユーリー・ドルゴルーキー）
- (7365) 世宗（朝鮮王世宗）
- (7445) Trajanus（トラヤヌス）
- (7446) Hadrianus（ハドリアヌス）
- (7447) Marcusaurelius（マルクス・アウレリウス・アントニヌス）
- (7586) Bismarck（オットー・フォン・ビスマルク）
- (7627) 和気清麻呂（和気清麻呂）
- (7992) 鷹山（上杉治憲、米沢藩主）
- (8169) Mirabeau（オノーレ・ミラボー）
- (8268) ゲルデラー（カール・ゲルデラー）
- (8740) ヴァーツラフ（ボヘミア公ヴァーツラフ1世）
- (9275) Persson（エリク14世の腹心ヨラン・ペッション（英語版））
- (9446) キケロ（マルクス・トゥッリウス・キケロ）
- (10293) Pribina（ニトラ公プリビナ（英語版）]）
- (10541) Malesherbes（クレティアン＝ギヨーム・ド・ラモワニョン・ド・マルゼルブ）
- (11014) Svatopluk（モラヴィア王スヴァトプルク1世）
- (11238) Johanmaurits（ナッサウ＝ジーゲン侯ヨハン・マウリッツ）
- (11830) Jessenius（ヤン・イェセニウス（英語版）、スロヴァキア人政治家、医師）
- (12151) Oranje-Nassau（オラニエ公ウィレム1世）
- (13097) Lamoraal（ラモラール・ファン・エフモント）
- (13112) Montmorency（フィリップ・ド・モンモランシー）
- (13653) Priscus（タルクィニウス・プリスクス）
- (14088) Ancus（アンクス・マルキウス）
- (15854) Numa（ヌマ・ポンピリウス）
- (15869) Tullius（トゥッルス・ホスティリウス）
- (16413) Abulghazi（アブル＝ガーズィー）
- (16951) Carolus Quartus（神聖ローマ皇帝カール4世）
- (17702) Krystofharant（クリシュトフ・ハラント）
- (18349) Dafydd（ダフィズ・アプ・ルウェリン（英語版）、13世紀のウェールズ公）
- (18458) Caesar（ガイウス・ユリウス・カエサル）
- (18596) Superbus（タルクィニウス・スペルブス）
- (19954) 茂義（鍋島茂義）
- (20962) Michizane（菅原道真）
- (20969) Samo（サモ（英語版）、サモ王国の祖）
- (21311) Servius（セルウィウス・トゥッリウス）
- (25340) Segoves（セゴヴェス、紀元前400年頃のケルト王子）
- (44613) Rudolf（神聖ローマ皇帝ルドルフ2世）
- (48844) Belloves（ベロヴェス、紀元前400年頃のケルト王子）
- (53285) Mojmir（モラヴィア王モイミール1世 (en)）

## 軍人、戦争に関連した人物

### 第二次世界大戦
- (1528) コンラーダ（フリッツ・コンラート（ドイツ語版）、ドイツ海軍提督）
- (1793) ゾヤ（ゾーヤ・コスモデミヤンスカヤ、ソ連の女性パルチザン）
- (1900) カチューシャ（エカテリーナ・ゼレンコの愛称）
- (1907) Rudneva（エフゲーニヤ・ルドニェワ（英語版）、ソ連軍の女性パイロット）
- (1959) カルブィシェフ（ドミトリー・カルブィシェフ（英語版）、マウトハウゼン強制収容所で死亡した赤軍将軍）
- (1960) ギザン（アンリ・ギザン）
- (1977) Shura（アレクサンドル・コスモデミヤンスキー、ソ連軍軍人、ゾーヤ・コスモデミヤンスカヤの弟）
- (2009) ボロシナ（ヴェラ・ヴォロシナ（英語版）、ソ連の女性パルチザン）
- (2072) コスモデミヤンスカヤ（リュボフ・コスモデミヤンスカヤ、ゾーヤとアレクサンドルの母）
- (2132) Zhukov（ゲオルギー・ジューコフ）
- (2164) リャーリャ（エレーナ・ウビイヴォフク（英語版）の愛称）
- (2233) Kuznetsov（ニコライ・クズネツォフ）
- (2280) Kunikov（ツェーザリ・クニコフ）
- (2438) オレシコ（ヴァレンティナ・イオシフォヴナ・オレシコ（ロシア語版）、ソ連の女性パルチザン）
- (3348) ポクルィシュキン（アレクサンドル・ポクルィシュキン、ソ連軍の撃墜王）
- (6278) Ametkhan（アメト＝ハン・スルタン）
- (8171) Stauffenberg（クラウス・フォン・シュタウフェンベルク）
- (8684) Reichwein（アドルフ・ライヒヴァイン、反ナチ運動を行った教育者）
- (11572) Schindler（オスカー・シンドラー）
- (17038) Wake（ナンシー・ウェイク）
- (19384) ウィントン（ニコラス・ウィントン、ユダヤ人の子供たちを救ったイギリス人）
- (25893) 杉原（杉原千畝、駐リトアニア領事代理）

### 保元の乱 - 源平合戦
- (3178) 義経（源義経）
- (3733) 義朝（源義朝）
- (4200) 静御前（静御前）
- (4374) 忠盛（平忠盛）
- (4376) 重盛（平重盛）
- (4377) 維盛（平維盛）
- (4402) 経盛（平経盛）
- (4488) 時忠（平時忠）
- (4574) 義仲（木曾義仲）
- (4748) 常盤御前（常盤御前）
- (4896) 巴御前（巴御前）
- (4945) 池禅尼（池禅尼）
- (4959) 二位尼（平時子）
- (5238) Naozane（熊谷直実）
- (5744) Yorimasa（源頼政）
- (5855) Yukitsuna（多田行綱）

### 幕末 - 明治維新
- (2835) 龍馬（坂本龍馬）
- (5823) おりょう（楢崎龍、坂本龍馬の妻）
- (9076) Shinsaku（高杉晋作）
- (75308) Shoin（吉田松陰）

### その他の戦争
- (127) ジョアンナ（ジャンヌ・ダルク）
- (813) バウマイア（H・バウム、第一次世界大戦で命を落とした天文学専攻の学生）
- (1834) パラフ（ヤン・パラフ、プラハの春に際して抗議の焼身自殺を遂げた学生）
- (1961) Dufour（アンリ・デュフール）
- (2152) Hannibal（ハンニバル）
- (2175) Andrea Doria（アンドレア・ドーリア）
- (2422) ペロフスカヤ（ソフィア・ペロフスカヤ）
- (2489) スヴォーロフ（アレクサンドル・スヴォーロフ）
- (2492) Kutuzov（ミハイル・クトゥーゾフ）
- (2663) Miltiades（ミルティアデス）
- (2976) Lautaro（ラウタロ）
- (3010) Ushakov（フョードル・ウシャコフ）
- (3071) ネステロフ（ピョートル・ネステロフ）
- (3126) Davydov（デニス・ダヴィドフ）
- (3127) バグラチオン（ピョートル・バグラチオン）
- (3155) Lee（ロバート・E・リー）
- (3263) Bligh（ウィリアム・ブライ）
- (4317) Garibaldi（ジュゼッペ・ガリバルディ）
- (4524) Barklajdetolli（ミハイル・バルクライ・ド・トーリ）
- (5667) ナヒモフスカヤ（パーヴェル・ナヒーモフ）
- (7525) Kiyohira（藤原清衡）
- (6220) Stepanmakarov（ステパン・マカロフ）
- (6317) Dreyfus（アルフレド・ドレフュス）
- (6954) Potemkin（グリゴリー・ポチョムキン）
- (7979) Pozharskij（ドミートリー・ポジャールスキー）
- (8134) ミーニン（クジマ・ミーニン）
- (9258) ジョン・ポール・ジョーンズ（ジョン・ポール・ジョーンズ）
- (10208) ゲルマニクス（ゲルマニクス）
- (10405) Yoshiaki（最上義光）
- (10583) 兼続（直江兼続）
- (11623) Kagekatu（上杉景勝）
- (12150) デ・ロイテル（ミヒール・デ・ロイテル）
- (12873) Clausewitz（カール・フォン・クラウゼヴィッツ）
- (20164) Janzajic（ヤン・ザイーツ（英語版）、プラハの春に際して抗議の焼身自殺を遂げた学生）
- (22788) von Steuben（フリードリッヒ・ヴィルヘルム・フォン・シュトイベン）
- (23244) Lafayette（ラファイエット）

### 戦争で死んだ子供たち
- (2127) ターニャ（ターニャ・サヴィチェワ、レニングラード攻防戦）
- (5535) アンネフランク（アンネ・フランク、ユダヤ人）
- (7616) 禎子（佐々木禎子、広島で被爆）
- (50413) Petrginz（ペトル・ギンツ (en)、ユダヤ人）

## 宗教家
- (89) ジュリア（コルシカのジューリア、5世紀の殉教者）
- (126) フェレダ（ウェレダ、1世紀の司祭、予言者）
- (234) バルバラ（聖バルバラ）
- (256) ヴァルプルガ（聖ヴァルプルガ）
- (260) フーベルタ（聖フーベルトゥス（英語版））
- (330) アーダルベルタ（アーダルベルト・メルクス（英語版）、神学者、東洋学者）
- (586) テクラ（聖テクラ（英語版））
- (626) ノートブルガ（聖ノトブルガ（英語版））
- (630) エウフェミア（聖エウフェミア）
- (741) ボトルフィア（聖ボトルフ（英語版））
- (745) マウリティア（聖マウリティウス（英語版））
- (873) メヒティルト（マクデブルクのメヒティルト）
- (898) ヒルデガルト（ヒルデガルト・フォン・ビンゲン）
- (974) リオバ（タウバービショフスハイムのレオバ（英語版）、8世紀ドイツの聖人）
- (1315) ブロニスラヴァ（福者ブロニスワヴァ（英語版））
- (1840) フス（ヤン・フス）
- (2545) フェルビースト（フェルディナント・フェルビースト）
- (2609) キリル・メトディ（キュリロスとメトディオス）
- (3002) ド・ラ・サール（ジャン＝バティスト・ド・ラ・サール）
- (3228) Pire（ドミニク・ピール）
- (3518) Florena（パーヴェル・フロレンスキイ、神学者。息子の地球科学者キリル・フロレンスキイ（英語版）と共に）
- (3562) Ignatius（イグナチオ・デ・ロヨラ）
- (3691) Bede（ベーダ・ヴェネラビリス）
- (3903) Kliment Ohridski（オフリドのクリメント）
- (3947) Swedenborg（エマヌエル・スヴェーデンボリ）
- (4226) ダミアン（ダミアン神父）
- (4390) Madreteresa（マザー・テレサ）
- (4429) Chinmoy（シュリ・チンモイ）
- (4637) Odorico（ポルデノーネのオドリコ）
- (4963) 観勒（観勒）
- (5275) Zdislava（ズディスラワ・ベルカ（英語版）、13世紀チェコの聖人）
- (6031) Ryokan（良寛）
- (6866) 空海（空海）
- (7100) Martin Luther（マルティン・ルター）
- (7256) Bonhoeffer（ディートリヒ・ボンヘッファー、反ナチス活動を行った牧師）
- (7674) 春日（春日了、僧侶、声学家、天文家、奇術師）
- (7906) Melanchton（フィリップ・メランヒトン）
- (7907) Erasmus（デジデリウス・エラスムス）
- (7908) Zwingli（フルドリッヒ・ツヴィングリ）
- (8282) Delp（アルフレート・デルプ）
- (8604) Vanier（ジャン・バニエ）
- (8661) Ratzinger（ベネディクト16世の俗名）
- (9629) Servet（ミシェル・セルヴェ）
- (11064) 道元（道元）
- (11254) Konkohekisui（金光鑑太郎の雅号）
- (11485) Zinzendorf（ニコラウス・フォン・ツィンツェンドルフ）
- (12619) アヌベルシュヌ（アヌ・ベルシュヌ、バビロニアの神官）
- (13038) Woolston（トマス・ウールストン）
- (13052) Las Casas（バルトロメ・デ・ラス・カサス）
- (13703) Romero（オスカル・ロメロ）
- (15342) Assisi（アッシジのフランチェスコ）
- (15346) Bonifatius（聖ボニファティウス）
- (15672) Sato-Norio（佐藤範雄、金光教徒、教育者）
- (15790) 螢山（瑩山紹瑾）
- (16459) Barth（カール・バルト）
- (17496) Augustinus（聖アウグスティヌス）
- (18286) Kneipp（セバスチャン・クナイプ）
- (20006) Albertus Magnus（アルベルトゥス・マグヌス）
- (26355) グルーバー（ヨハン・グリューバー）

## 冒険家
- (54) アレクサンドラ（アレクサンダー・フォン・フンボルト）
- (327) コロンビア（クリストファー・コロンブス）
- (853) ナンセニア（フリチョフ・ナンセン）
- (1065) アムンゼニア（ロアール・アムンセン）
- (2061) アンサ（フアン・バウティスタ・デ・アンサ）
- (2108) Otto Schmidt（オットー・シュミット）
- (2464) Nordenskiöld（アドルフ・エリク・ノルデンショルド）
- (2473) ヘイエルダール（トール・ヘイエルダール）
- (2741) バルディビア（ペドロ・デ・バルディビア）
- (2785) セドフ（ゲオルギー・セドフ）
- (2822) Sacajawea（サカガウィア）
- (3004) クヌート（クヌート・ラスムッセン）
- (3060) デル・カーノ（フアン・セバスティアン・デル・カーノ）
- (3061) クック（ジェームズ・クック）
- (3130) Hillary（エドモンド・ヒラリー）
- (3284) ニーブール（カールステン・ニーブール）
- (3334) Somov（ミハイル・ソモフ）
- (3357) Tolstikov（エフゲニー・トルスチコフ（英語版）、ロシアの極地探検家）
- (3369) Freuchen（ピーター・フロイヘン）
- (3659) Bellingshausen（ファビアン・ゴットリープ・フォン・ベリングスハウゼン）
- (3662) デジニョフ（セミョン・デジニョフ）
- (4055) Magellan（フェルディナンド・マゼラン）
- (4456) モーソン（ダグラス・モーソン）
- (4605) Nikitin（アファナーシー・ニキーチン）
- (4681) Ermak（イェルマーク）
- (4807) Noboru（山田昇）
- (5015) Litke（フョードル・リトケ）
- (5314) Wilkickia（アンドレイ・ヴィリキツキー（英語版）とボリス・ヴィリキツキー）
- (5348) Kennoguchi（野口健）
- (5404) Uemura（植村直己）
- (5432) 今給黎（今給黎教子）
- (5743) 加藤（加藤保男）
- (5924) 照雄（三枝照雄）
- (6077) Messner（ラインホルト・メスナー）
- (6481) テンジン（テンジン・ノルゲイ）
- (6542) Jacquescousteau（ジャック＝イヴ・クストー）
- (6594) タスマン（アベル・タスマン）
- (6824) Mallory（ジョージ・マロリー）
- (6825) Irvine（アンドリュー・アーヴィン）
- (6897) 田部井（田部井淳子）
- (7317) カボット（ジョン・カボット）
- (7618) 後藤勇吉（後藤勇吉）
- (7649) Bougainville（ルイ・アントワーヌ・ド・ブーガンヴィル）
- (8291) Bingham（ハイラム・ビンガム）
- (8552) 兵市（河野兵市）
- (8993) イングスタッド（ヘルゲ・イングスタッド（英語版））
- (9587) ボンプラン（エメ・ボンプラン）
- (9915) Potanin（グリゴリー・ポターニン）
- (10148) Shirase（白瀬矗）
- (10203) Flinders（マシュー・フリンダース）
- (10650) Houtman（フレデリック・デ・ハウトマン）
- (10886) Mitsuroohba（大場満郎）
- (11514) Tsunenaga（支倉常長）
- (11772) Jacoblemaire（ヤコブ・ルメール）
- (12127) Mamiya（間宮林蔵）
- (13560) La Pérouse（ラ・ペルーズ伯ジャン＝フランソワ・ド・ガロー）
- (14016) Steller（ゲオルク・シュテラー）
- (14876) Dampier（ウィリアム・ダンピア）
- (15425) Welzl（ヤン・ヴェルツル（英語版）、チェコの極地探検家）
- (15732) Vitusbering（ヴィトゥス・ベーリング）
- (16676) Tinne（アレキサンドリーヌ・ティニ）
- (18903) Matsuura（松浦武四郎）
- (19707) Tokunai（最上徳内）
- (20224) Johnrae（ジョン・レイ）
- (24654) Fossett（スティーヴ・フォセット）

## 歴史家
- (931) ホイットモーラ（トーマス・ホイットモア（英語版）、考古学者）
- (981) マルティナ（アンリ・マルタン（英語版）、歴史学者）
- (2346) Lilio（アロイシウス・リリウス、年代学者）
- (3092) Herodotus（ヘロドトス）
- (3097) Tacitus（タキトゥス）
- (3302) シュリーマン（ハインリヒ・シュリーマン、考古学者）
- (3950) 吉田（吉田東伍、歴史地理学者）
- (4549) Burkhardt（ヤーコプ・ブルクハルト）
- (4560) Klyuchevskij（ヴァシリー・クリュチェフスキー）
- (4622) Solovjova（セルゲイ・ソロヴィヨフ。息子の哲学者ウラジーミル・ソロヴィヨフと共に）
- (5946) Hrozny（ベドジフ・フロズニー、ヒッタイト語を解読した）
- (6044) Hammer-Purgstall（ジョセフ・フォン・ハンマー・プルグスタル）
- (6144) Kondojiro（近藤二郎、考古学者）
- (6174) Polybius（ポリュビオス）
- (6304) Josephus Flavius（フラウィウス・ヨセフス）
- (7401) Toynbee（アーノルド・J・トインビー）
- (10008) Raisanyo（頼山陽、歴史家、陽明学者、画家、文人）
- (10137) Thucydides（トゥキュディデス）
- (10334) Gibbon（エドワード・ギボン）
- (10462) Saxogrammaticus（サクソ・グラマティクス）
- (12144) Einhart（アインハルト）
- (12620) 司馬遷（司馬遷）
- (13772) Livius（ティトゥス・リウィウス）
- (17945) Hawass（ザヒ・ハワス、考古学者）
- (20012) Ranke（レオポルト・フォン・ランケ）
- (21476) Petrie（フリンダーズ・ピートリー、考古学者）
- (40444) Palacky（フランティシェク・パラツキー、チェコの歴史学者、政治家）

## その他の社会科学者
- (1696) ヌルメラ（タウノ・ヌルメラ（フィンランド語版）、文献学者）
- (1861) コメンスキー（コメニウス、宗教家、教育者）
- (2043) オルトゥタイ（オルトゥタイ・ジュラ（英語版）、民俗学者）
- (2071) ナデジダ（ナデジダ・クルプスカヤ、政治家、教育家）
- (2190) クーベルタン（ピエール・ド・クーベルタン、教育者、近代オリンピックの創立者）
- (2243) リョンロート（エリアス・リョンロート、言語学者、説話収集家）
- (2488) ブライアン（ウィリアム・ローウェ・ブライアン（英語版）、心理学者、インディアナ大学第10代学長）
- (2541) Edebono（エドワード・デボノ、心理学者）
- (2749) Walterhorn（ウォルター・ホーン、美術史家）
- (2901) Bagehot（ウォルター・バジョット、経済学者）
- (2970) Pestalozzi（ヨハン・ハインリヒ・ペスタロッチ、教育学者）
- (3122) フローレンス（フローレンス・ナイチンゲール、看護学者）
- (3196) Maklaj（ニコラス・ミクルーホ＝マクライ、民族学者）
- (3214) マカレンコ（アントン・マカレンコ、教育者）
- (3384) Daliya（ウラジーミル・ダーリ、民俗学者）
- (3393) Štúr（リュドヴィート・シュトゥール、言語学者、政治家）
- (3414) シャンポリオン（ジャン＝フランソワ・シャンポリオン、言語学者、考古学者）
- (3422) リード（ゴードン・リード（英語版）、政治学者）
- (3569) 公文（公文公、教育者）
- (4089) Galbraith（ジョン・ケネス・ガルブレイス、経済学者）
- (4342) Freud（ジークムント・フロイト、心理学者）
- (5466) Makibi（吉備真備）
- (6199) Yoshiokayayoi（吉岡彌生、教育者）
- (6486) Anitahill（アニタ・ヒル、法学者）
- (8935) ベッカリーア（チェーザレ・ベッカリーア、法学者、経済学者、啓蒙思想家）
- (9073) Yoshinori（小林芳規、言語学者）
- (9230) Yasuda（安田聖、情報学者、アマチュア無線によるISSとの交信プロジェクトに参加）
- (9588) Quesnay（フランソワ・ケネー、経済学者）
- (9853) l'Épée（シャルル・ミシェル・ド・レペー、教育者）
- (9917) Keynes（ジョン・メイナード・ケインズ、経済学者）
- (9994) グローティウス（フーゴー・グローティウス、法学者）
- (10089) Turgot（ジャック・テュルゴー、経済学者）
- (10323) Frazer（ジェームズ・フレイザー、社会人類学者）
- (10330) Durkheim（エミール・デュルケーム、社会学者）
- (10835) Fröbel（フリードリヒ・フレーベル、教育者）
- (10838) Lebon（ギュスターヴ・ル・ボン、心理学者）
- (11040) Wundt（ヴィルヘルム・ヴント、心理学者）
- (11041) Fechner（グスタフ・フェヒナー、心理学者）
- (11299) Annafreud（アンナ・フロイト、心理学者）
- (11363) Vives（フアン・ルイス・ビベス、人文主義者、教育者）
- (11518) Jung（カール・グスタフ・ユング、心理学者）
- (11519) Adler（アルフレッド・アドラー、心理学者）
- (11520) Fromm（エーリヒ・フロム、心理学者）
- (11521) Erikson（エリク・H・エリクソン、心理学者）
- (11584) Ferenczi（フェレンツィ・シャーンドル、心理学者）
- (11847) Winckelmann（ヨハン・ヨアヒム・ヴィンケルマン、美術史家）
- (12185) Gasprinskij（イスマイル・ガスプリンスキー、教育家）
- (12534) Janhoet（ヤン・フート、現代美術キュレーター）
- (12682) Kawada（川田甕江、漢学者）
- (13916) Bernolak（アントン・ベルノラーク（英語版）、スロバキアの言語学者）
- (16671) Tago（多湖輝、心理学者）
- (17184) Carlrogers（カール・ロジャーズ、心理学者）
- (18562) Ellenkey（エレン・ケイ、教育学者）
- (22346) Katsumatatakashi（勝俣隆、国文学者）
- (22647) Lévi-Strauss（クロード・レヴィ＝ストロース、社会人類学者、民族学者）
- (26122) Antonysutton（アントニー・C・サットン、経済学者）
- (40440) Dobrovsky（ヨゼフ・ドブロフスキー、チェコの言語学者）

## 哲学者
- (423) ディオティマ（ディオティマ）
- (2431) Skovoroda（フルィホーリイ・スコヴォロダ）
- (2608) Seneca（小セネカ）
- (2622) ボルツァーノ（ベルナルト・ボルツァーノ）
- (2755) Avicenna（イブン・スィーナーのラテン語名）
- (2783) チェルヌイシェフスキー（ニコライ・チェルヌイシェフスキー）
- (2807) Karl Marx（カール・マルクス）
- (2940) ベーコン（フランシス・ベーコン）
- (2950) Rousseau（ジャン＝ジャック・ルソー）
- (3052) Herzen（アレクサンドル・ゲルツェン）
- (3587) Descartes（ルネ・デカルト）
- (4180) アナクサゴラス（アナクサゴラス）
- (4184) Berdyayev（ニコライ・ベルジャーエフ）
- (4500) Pascal（ブレーズ・パスカル）
- (4622) Solovjova（ウラジーミル・ソロヴィヨフ。父の歴史家セルゲイ・ソロヴィヨフと共に）
- (4653) トマソ（トマソ・カンパネッラ）
- (5148) ジョルダーノ（ジョルダーノ・ブルーノ）
- (5204) Herakleitos（ヘラクレイトス）
- (5287) Heishu（細井平洲）
- (5329) Decaro（マリオ・デ・カロ（英語版））
- (5351) Diderot（ドゥニ・ディドロ）
- (5450) Sokrates（ソクラテス）
- (5451) Plato（プラトン）
- (5950) Leukippos（レウキッポス）
- (5954) Epikouros（エピクロス）
- (5956) d'Alembert（ジャン・ル・ロン・ダランベール）
- (5986) Xenophon（クセノポン）
- (6001) Thales（タレス）
- (6006) Anaximandros（アナクシマンドロス）
- (6026) Xenophanes（クセノパネス）
- (6039) Parmenides（パルメニデス）
- (6051) Anaximenes（アナクシメネス）
- (6123) Aristoteles（アリストテレス）
- (6129) デモクリトス（デモクリトス）
- (6152) Empedocles（エンペドクレス）
- (6186) Zenon（エレアのゼノン）
- (6614) Antisthenes（アンティステネス）
- (6615) Plutarchos（プルタルコス）
- (6616) Plotinos（プロティノス）
- (6617) Boethius（ボエティウス）
- (6846) 菅茶山（菅茶山）
- (6956) Holbach（ポール＝アンリ・ティリ・ドルバック）
- (6972) Helvetius（クロード＝アドリアン・エルヴェシウス）
- (7009) ヒューム（デイヴィッド・ヒューム）
- (7010) ロック（ジョン・ロック）
- (7012) ホッブズ（トマス・ホッブズ）
- (7014) Nietzsche（フリードリヒ・ニーチェ）
- (7015) Schopenhauer（アルトゥル・ショーペンハウアー）
- (7056) Kierkegaard（セーレン・キェルケゴール）
- (7057) Al-Fārābī（ファーラービー）
- (7064) Montesquieu（シャルル・ド・モンテスキュー）
- (7083) Kant（イマヌエル・カント）
- (7095) ラ・メトリー（ジュリアン・オフレ・ド・ラ・メトリー）
- (7099) Feuerbach（ルートヴィヒ・アンドレアス・フォイエルバッハ）
- (7142) Spinoza（バールーフ・デ・スピノザ）
- (7179) ガッサンディ（ピエール・ガッサンディ）
- (7425) Lessing（ゴットホルト・エフライム・レッシング）
- (7853) Confucius（孔子のラテン語名）
- (7854) Laotse（老子）
- (7947) Toland（ジョン・トーランド）
- (8158) Herder（ヨハン・ゴットフリート・ヘルダー）
- (8318) Averroes（イブン・ルシュドのラテン語名）
- (8890) Montaigne（ミシェル・ド・モンテーニュ）
- (9389) Condillac（エティエンヌ・ボノ・ドゥ・コンディヤック）
- (9900) Llull（ラモン・リュイ）
- (10006) 拙斎（西山拙斎）
- (10009) Hirosetanso（広瀬淡窓）
- (10269) Tusi（ナスィールッディーン・トゥースィー）
- (10356) Rudolfsteiner（ルドルフ・シュタイナー）
- (10453) 蕃山（熊沢蕃山）
- (10895) Aynrand（アイン・ランド）
- (11384) Sartre（ジャン＝ポール・サルトル）
- (11385) Beauvoir（シモーヌ・ド・ボーヴォワール）
- (11943) Davidhartley（デイヴィッド・ハートリー）
- (11944) Shaftesbury（第3代シャフツベリ伯爵アントニー・アシュリー＝クーパー）
- (11946) Bayle（ピエール・ベール）
- (12576) オレーム（ニコル・オレーム）
- (12661) Schelling（フリードリヒ・シェリング）
- (12694) Schleiermacher（フリードリヒ・シュライアマハー）
- (12838) Adamsmith（アダム・スミス）
- (13053) Bertrandrussell（バートランド・ラッセル）
- (13192) Quine（ウィラード・ヴァン・オーマン・クワイン）
- (13657) Badinter（エリザベット・バダンテール）
- (14526) Xenocrates（クセノクラテス）
- (14845) Hegel（ゲオルク・ヴィルヘルム・フリードリヒ・ヘーゲル）
- (14995) Archytas（アルキタス）
- (15202) 山田方谷（山田方谷）
- (15911) Davidgauthier（デイヴィド・ゴティエ）
- (15957) Gemoore（ジョージ・エドワード・ムーア）
- (16355) Buber（マルティン・ブーバー）
- (16561) Rawls（ジョン・ロールズ）
- (19235) van Schurman（アンナ・マリア・ファン・シュルマン）
- (19263) Lavater（ヨハン・カスパー・ラヴァーター）
- (21029) Adorno（テオドール・アドルノ）
- (21121) Andoshoeki（安藤昌益）
- (22356) Feyerabend（ポール・ファイヤアーベント）

## 芸術

### 文学

#### 著作家
- (496) グリューフィア（アンドレアス・グリューフィウス）
- (1931) チャペック（カレル・チャペック）
- (2426) Simonov（コンスタンチン・シーモノフ）
- (2476) Andersen（ハンス・クリスチャン・アンデルセン）
- (2681) オストロフスキー（ニコラーイ・オストロフスキー）
- (2706) Borovský（カレル・ハヴリーチェク・ボロフスキー）
- (2768) Gorky（マクシム・ゴーリキー）
- (2833) Radishchev（アレクサンドル・ラジーシチェフ）
- (2992) Vondel（ヨースト・ファン・デン・フォンデル）
- (3047) Goethe（ヨハン・ヴォルフガング・フォン・ゲーテ）
- (3094) Chukokkala（コルネイ・チュコフスキー）
- (3212) アグリコラ（ミカエル・アグリコラ）
- (3412) Kafka（フランツ・カフカ）
- (3508) Pasternak（ボリス・パステルナーク）
- (3582) Cyrano（シラノ・ド・ベルジュラック）
- (3747) Belinskij（ヴィッサリオン・ベリンスキー）
- (3863) Gilyarovskij（ウラジーミル・ギリャロフスキー）
- (4112) フラバル（ボフミル・フラバル）
- (4545) Primolevi（プリーモ・レーヴィ）
- (4915) Solzhenitsyn（アレクサンドル・ソルジェニーツィン）
- (5099) Iainbanks（イアン・バンクス）
- (5418) Joyce（ジェイムズ・ジョイス）
- (5666) ラブレー（フランソワ・ラブレー）
- (5676) Voltaire（ヴォルテール）
- (6766) Kharms（ダニイル・ハルムス）
- (6794) Masuisakura（ますいさくら）
- (6921) Janejacobs（ジェイン・ジェイコブズ）
- (6977) ジョクール（ルイ・ド・ジョクール）
- (6984) Lewiscarroll（ルイス・キャロル）
- (7172) ムルタトゥリ（ムルタトゥーリ）
- (7328) Casanova（ジャコモ・カサノヴァ）
- (7418) Akasegawa（赤瀬川原平）
- (8054) Brentano（クレメンス・ブレンターノ）
- (8055) Arnim（アヒム・フォン・アルニム）
- (8056) Tieck（ルートヴィヒ・ティーク）
- (8057) Hofmannsthal（フーゴ・フォン・ホーフマンスタール）
- (8315) 巴金（巴金）
- (8379) Straczynski（J・マイケル・ストラジンスキー）
- (8382) Mann（ハインリヒ・マンとトーマス・マン）
- (8667) Fontane（テオドール・フォンターネ）
- (9539) Prishvin（ミハイル・プリーシヴィン）
- (9604) Bellevanzuylen（イザベル・ド・シャリエールのオランダ名）
- (9762) Hermannhesse（ヘルマン・ヘッセ）
- (10069) フォントネル（ベルナール・フォントネル）
- (10749) Musäus（ヨハン・カール・アウグスト・ムゼーウス）
- (10758) Aldoushuxley（オルダス・ハクスリー）
- (10780) Apollinaire（ギヨーム・アポリネール）
- (10784) Noailles（アンナ・ド・ノアイユ）
- (10872) Vaculík（ルドヴィーク・ヴァツリーク）
- (11075) Dönhoff（マリオン・G・デーンホフ）
- (11510) Borges（ホルヘ・ルイス・ボルヘス）
- (12155) Hyginus（ガイウス・ユリウス・ヒュギーヌス）
- (12244) Werfel（フランツ・ヴェルフェル）
- (12258) Oscarwilde（オスカー・ワイルド）
- (12318) Kästner（エーリッヒ・ケストナー）
- (12350) Feuchtwanger（リオン・フォイヒトヴァンガー）
- (12352) Jepejacobsen（イエンス・ペーター・ヤコブセン）
- (12539) チェイキン（アンドルー・チェイキン（英語版））
- (12608) Aesop（アイソーポス）
- (12609) Apollodoros（アテーナイのアポロドーロス）
- (12659) Schlegel（アウグスト・ヴィルヘルム・シュレーゲルとフリードリヒ・シュレーゲル）
- (13024) Conradferdinand（コンラート・フェルディナント・マイヤー）
- (13113) Williamyeats（ウィリアム・バトラー・イェイツ）
- (13406) Sekora（オンジェイ・セコラ（英語版））
- (14611) Elsaadawi（ナワル・エル・サーダウィ）
- (14836) Maxfrisch（マックス・フリッシュ）
- (14846) Lampedusa（ジュゼッペ・トマージ・ディ・ランペドゥーサ）
- (15355) Maupassant（ギ・ド・モーパッサン）
- (15382) Vian（ボリス・ヴィアン）
- (16714) Arndt（エルンスト・アルント）
- (17407) Teige（カレル・タイゲ）
- (17597) Stefanzweig（シュテファン・ツヴァイク）
- (18396) Nellysachs（ネリー・ザックス）
- (19390) Deledda（グラツィア・デレッダ）
- (19730) Machiavelli（ニッコロ・マキャヴェッリ）
- (20117) 丹野顕（丹野顕）
- (21010) Kishon（エフライム・キション）
- (21161) 山下明生（山下明生）
- (22299) Georgesteiner（ジョージ・スタイナー）
- (26314) Skvorecky（ヨゼフ・シュクヴォレツキー（英語版））
- (40106) Erben（カレル・ヤロミール・エルベン）
- (44597) Thoreau（ヘンリー・デイヴィッド・ソロー）

#### 小説家
- (348) マイ（カール・マイ）
- (1057) ヴァンダ（ワンダ・ワシレフスカヤ）
- (1269) Rollandia（ロマン・ロラン）
- (1446) シランペー（フランス・エーミル・シランペー）
- (1835) ガイダリヤ（アルカジー・ガイダル（英語版））
- (2032) Ethel (エセル・リリアン・ヴォイニッチ)
- (2144) Marietta（マリエッタ・シャギニャン）
- (2163) コルチャック（ヤヌシュ・コルチャック）
- (2231) Durrell（ロレンス・ダレル）
- (2269) Efremiana（イワン・エフレーモフ）
- (2361) ゴーゴリ（ニコライ・ゴーゴリ）
- (2362) Mark Twain（マーク・トウェイン）
- (2448) Sholokhov（ミハイル・ショーロホフ）
- (2458) Veniakaverin（ヴェニアミン・カヴェーリン）
- (2578) サン＝テグジュペリ（アントワーヌ・ド・サン＝テグジュペリ）
- (2625) ジャック・ロンドン（ジャック・ロンドン）
- (2675) トールキン（J・R・R・トールキン）
- (2703) Rodari（ジャンニ・ロダーリ）
- (2786) Grinevia（アレクサンドル・グリーン）
- (2810) Lev Tolstoj（レフ・トルストイ）
- (2817) ペレック（ジョルジュ・ペレック）
- (3054) ストルガツキア（ストルガツキー兄弟）
- (3204) リンドグレーン（アストリッド・リンドグレーン）
- (3318) ブリクセン（カレン・ブリクセン）
- (3323) トゥルゲーネフ（イワン・ツルゲーネフ）
- (3408) シャラーモフ（ヴァルラーム・シャラーモフ）
- (3453) Dostoevsky（フョードル・ドストエフスキー）
- (3469) Bulgakov（ミハイル・ブルガーコフ）
- (3479) Malaparte（クルツィオ・マラパルテ）
- (3608) Kataev（ワレンチン・カターエフ）
- (3618) Kuprin（アレクサンドル・クプリーン）
- (3620) Platonov（アンドレイ・プラトーノフ）
- (3627) セイヤーズ（ドロシー・L・セイヤーズ）
- (3628) ボジュ・ニェムツォヴァー（ボジェナ・ニェムツォヴァー）
- (3656) Hemingway（アーネスト・ヘミングウェイ）
- (3668) Ilfpetrov（イリフ＝ペトロフ）
- (3719) Karamzin（ニコライ・カラムジン）
- (3771) アレクセイ・トルストイ（アレクセイ・ニコラエヴィッチ・トルストイ）
- (3835) Korolenko（ウラジミール・コロレンコ）
- (3836) Lem（スタニスワフ・レム）
- (3890) Bunin（イヴァン・ブーニン）
- (4039) 漱石（夏目漱石）
- (4124) Herriot（ジェイムズ・ヘリオット）
- (4266) Waltari（ミカ・ワルタリ）
- (4370) Dickens（チャールズ・ディケンズ）
- (4474) Proust（マルセル・プルースト）
- (4608) Wodehouse（P・G・ウッドハウス）
- (4741) Leskov（ニコライ・レスコフ）
- (4875) インガルス（ローラ・インガルス・ワイルダー）
- (4923) Clarke（アーサー・C・クラーク）
- (5020) Asimov（アイザック・アシモフ）
- (5231) ヴェルヌ（ジュール・ヴェルヌ）
- (5269) Paustovskij（コンスタンチン・パウストフスキー）
- (5288) Nankichi（新美南吉）
- (5346) Benedetti（マリオ・ベネデッティ）
- (5361) ゴンチャロフ（イワン・ゴンチャロフ）
- (5516) Jawilliamson（ジャック・ウィリアムスン）
- (5748) Davebrin（デイヴィッド・ブリン）
- (5808) Babel'（イサーク・バーベリ）
- (5838) Hamsun（クヌート・ハムスン）
- (5860) Deankoontz（ディーン・R・クーンツ）
- (6223) Dahl（ロアルド・ダール）
- (6312) Robheinlein（ロバート・A・ハインライン）
- (6440) Ransome（アーサー・ランサム）
- (6519) Giono（ジャン・ジオノ）
- (6569) Ondaatje（マイケル・オンダーチェ）
- (6832) Kawabata（川端康成）
- (6931) Kenzaburo（大江健三郎）
- (6983) Komatsusakyo（小松左京）
- (7016) Conandoyle（アーサー・コナン・ドイル）
- (7020) ユルスナール（マルグリット・ユルスナール）
- (7052) Octaviabutler（オクティヴィア・E・バトラー）
- (7127) Stifter（アーダルベルト・シュティフター）
- (7232) Nabokov（ウラジーミル・ナボコフ）
- (7390) Kundera（ミラン・クンデラ）
- (7416) リンナンコスキ（ヨハンネス・リンナンコスキ）
- (7644) Cslewis（C・S・ルイス）
- (7758) Poulanderson（ポール・アンダースン）
- (7873) Böll（ハインリヒ・ベル）
- (8096) Emilezola（エミール・ゾラ）
- (8114) Lafcadio（小泉八雲の出生名）
- (8304) Ryomichico（寮美千子）
- (8726) Masamotonasu（那須正幹）
- (9004) Peekaydee（フィリップ・K・ディックのイニシャル）
- (9059) Dumas（アレクサンドル・デュマ・ペール）
- (9138) Murdoch（アイリス・マードック）
- (9540) Mikhalkov（セルゲイ・ミハルコフ）
- (9766) ブラッドベリ（レイ・ブラッドベリ）
- (9778) Isabelallende（イサベル・アジェンデ）
- (9919) ウンセット（シグリ・ウンセット）
- (9922) Catcheller（ジョセフ・ヘラーとその作品『キャッチ=22』）
- (10119) Remarque（エーリヒ・マリア・レマルク）
- (10177) Ellison（ハーラン・エリスン）
- (10250) Hellahaasse（ヘラ・S・ハーセ）
- (10251) Mulisch（ハリー・ムリシュ）
- (10321) 乱歩（江戸川乱歩）
- (10733) ジョルジュ・サンド（ジョルジュ・サンド）
- (10791) 雨村 (森下雨村)
- (10930) 金庸（金庸）
- (11020) Orwell（ジョージ・オーウェル）
- (11061) Lagerlöf（セルマ・ラーゲルレーヴ）
- (11166) アナトール・フランス（アナトール・フランス）
- (11298) Gide（アンドレ・ジッド）
- (11379) Flaubert（ギュスターヴ・フローベール）
- (11484) ドーデ（アルフォンス・ドーデ）
- (11496) グラス（ギュンター・グラス）
- (11499) Duras（マルグリット・デュラス）
- (11588) Gottfriedkeller（ゴットフリート・ケラー）
- (11736) Viktorfischl（アヴィグドル・ダガンの出生名）
- (11921) Mitamasahiro（三田誠広）
- (11987) Yonematsu（塩野米松）
- (12084) Unno（海野十三）
- (12182) Storm（テオドール・シュトルム）
- (12211) Arnoschmidt（アルノ・シュミット）
- (12284) Pohl（フレデリック・ポール）
- (12353) Màrquez（ガブリエル・ガルシア＝マルケス）
- (12355) Coelho（パウロ・コエーリョ）
- (12380) Sciascia（レオナルド・シャーシャ）
- (12606) Apuleius（アプレイウス）
- (12696) Camus（アルベール・カミュ）
- (12799) von Suttner（ベルタ・フォン・ズットナー）
- (12811) Rigonistern（マーリオ・リゴーニ・ステルン）
- (13069) Umbertoeco（ウンベルト・エーコ）
- (13534) Alain-Fournier（アラン＝フルニエ）
- (14015) Senancour（エティエンヌ・ピヴェール・ド・セナンクール）
- (14025) Fallada（ハンス・ファラダ）
- (14365) Jeanpaul（ジャン・パウル）
- (14366) Wilhelmraabe（ヴィルヘルム・ラーベ）
- (14795) Syoyou（坪内逍遥）
- (14969) Willacather（ウィラ・キャザー）
- (15728) Karlmay（カール・マイ）
- (17427) Poe（エドガー・アラン・ポー）
- (17466) Vargasllosa（マリオ・バルガス・リョサ）
- (17776) Troska（J・M・トロスカ（英語版））
- (18430) Balzac（オノレ・ド・バルザック）
- (19132) Le Clézio（ジャン＝マリ・ギュスターヴ・ル・クレジオ）
- (19482) Harperlee（ハーパー・リー）
- (21811) Burroughs（エドガー・ライス・バローズ）
- (22370) イタロ・カルヴィーノ（イタロ・カルヴィーノ）
- (22724) バイアット（A・S・バイアット）
- (22725) ドラブル（マーガレット・ドラブル）
- (24946) Foscolo（ウーゴ・フォスコロ）
- (25399) Vonnegut（カート・ヴォネガット）
- (25924) Douglasadams（ダグラス・アダムズ）
- (26883) Marcelproust（マルセル・プルースト）
- (54563) 奈須きのこ（奈須きのこ）
- (55212) Yukitoayatsuji（綾辻行人）
- (77185) Cherryh（C・J・チェリィ）

#### 詩人
- (80) サッフォー（サッポー）
- (615) ロスヴィタ（ロスヴィータ）
- (879) リカルダ（リカルダ・フック（英語版））
- (937) ベートゲア（ハンス・ベートゲ）
- (1171) Rusthawelia（ショタ・ルスタヴェリ）
- (1697) コスケンニエミ（ヴェイッコ・アンテロ・コスケンニエミ）
- (1875) Neruda（ヤン・ネルダ）
- (2106) Hugo（ヴィクトル・ユーゴー）
- (2208) Pushkin（アレクサンドル・プーシキン）
- (2222) レールモントフ（ミハイル・レールモントフ）
- (2339) アナクレオン（アナクレオン）
- (2540) Blok（アレクサンドル・ブローク）
- (2576) Yesenin（セルゲイ・エセーニン）
- (2604) マルシャーク（サムイル・マルシャーク）
- (2616) Lesya（レーシャ・ウクライーンカ）
- (2798) Vergilius（ウェルギリウス）
- (2800) Ovidius（オウィディウス）
- (2818) ユウェナリス（ユウェナリス）
- (2907) Nekrasov（ニコライ・ネクラーソフ）
- (2931) Mayakovsky（ウラジーミル・マヤコフスキー）
- (2984) チョーサー（ジェフリー・チョーサー）
- (2999) Dante（ダンテ・アリギエーリ）
- (3067) アフマートヴァ（アンナ・アフマートヴァ）
- (3082) Dzhalil（ムサ・ジャリール）
- (3093) Bergholz（オリガ・ベルゴリツ）
- (3095) ウマル・ハイヤーム（ウマル・ハイヤーム）
- (3112) Velimir（ヴェリミール・フレーブニコフ）
- (3306) Byron（バイロン卿）
- (3461) Mandelshtam（オシップ・マンデリシュターム）
- (3511) Tsvetaeva（マリーナ・ツヴェターエワ）
- (3661) Dolmatovskij（エヴゲーニー・ドルマトフスキー）
- (3723) Voznesenskij（アンドレイ・ヴォズネセンスキー）
- (3724) Annenskij（インノケンティー・アンネンスキー）
- (3770) ニザーミー（ニザーミー）
- (4110) Keats（ジョン・キーツ）
- (4234) Evtushenko（エフゲニー・エフトゥシェンコ）
- (4294) Horatius（ホラティウス）
- (4369) サイフェルト（ヤロスラフ・サイフェルト）
- (4466) Abai（アバイ・クナンバイウル）
- (4483) Petöfi（ペテーフィ・シャーンドル）
- (4503) Cleobulus（クレオブロス）
- (4556) Gumilyov（ニコライ・グミリョフ）
- (4635) Rimbaud（アルチュール・ランボー）
- (4672) Takuboku（石川啄木）
- (5008) 宮沢賢治（宮沢賢治）
- (5033) Mistral（フレデリック・ミストラル）
- (5076) Lebedev-Kumach（ヴァシリー・レベジェフ＝クマチ）
- (5091) Isakovskij（ミハイル・イサコフスキー）
- (5160) Camoes（ルイス・デ・カモンイス）
- (5315) Bal'mont（コンスタンチン・バリモント）
- (5360) ロジェストヴェンスキー（ロベルト・ロジェストヴェンスキー（英語版））
- (5565) 右京大夫（建礼門院右京大夫）
- (5700) Homerus（ホメーロス）
- (5739) Robertburns（ロバート・バーンズ）
- (5780) ラ・フォンテーヌ（ジャン・ド・ラ・フォンテーヌ）
- (5873) Archilochos（アルキロコス）
- (5889) Mickiewicz（アダム・ミツキェヴィチ）
- (5928) Pindarus（ピンダロス）
- (6138) Miguelhernández（ミゲル・エルナンデス）
- (6240) ルクレティウス・カルス（ティトゥス・ルクレティウス・カルス）
- (6871) Verlaine（ポール・ヴェルレーヌ）
- (7109) Heine（ハインリヒ・ハイネ）
- (7206) 子規（正岡子規）
- (7400) Lenau（ニコラウス・レーナウ）
- (7496) Miroslavholub（ミロスラフ・ホルブ）
- (7509) Gamzatov（ラスール・ガムザートフ）
- (7855) タゴール（ラビンドラナート・タゴール）
- (8052) Novalis（ノヴァーリス）
- (8081) Leopardi（ジャコモ・レオパルディ）
- (8108) Wieland（クリストフ・マルティン・ヴィーラント）
- (8143) Nezval（ヴィーチェスラフ・ネズヴァル）
- (8305) Teika（藤原定家）
- (8316) ヴォルケンシュタイン（オスヴァルト・フォン・ヴォルケンシュタイン（英語版））
- (8367) Bokusui（若山牧水）
- (8550) ヘシオドス（ヘーシオドス）
- (8666) Reuter（フリッツ・ロイター）
- (9011) Angelou（マヤ・アンジェロウ）
- (9052) Uhland（ルートヴィヒ・ウーラント）
- (9189) Hölderlin（フリードリヒ・ヘルダーリン）
- (9204) Mörike（エドゥアルト・メーリケ）
- (9344) Klopstock（フリードリヒ・ゴットリープ・クロプシュトック）
- (9413) Eichendorff（ヨーゼフ・フォン・アイヒェンドルフ）
- (9482) Rubéndarío（ルベン・ダリオ）
- (9495) Eminescu（ミハイ・エミネスク）
- (9764) Morgenstern（クリスティアン・モルゲンシュテルン）
- (9833) Rilke（ライナー・マリア・リルケ）
- (9908) アウエ（ハルトマン・フォン・アウエ）
- (9909) Eschenbach（ヴォルフラム・フォン・エッシェンバッハ）
- (9910) Vogelweide（ヴァルター・フォン・デア・フォーゲルヴァイデ）
- (9927) チュッチェフ（フョードル・チュッチェフ）
- (10139) Ronsard（ピエール・ド・ロンサール）
- (10140) Villon（フランソワ・ヴィヨン）
- (10740) ファラースレーベン（アウグスト・ハインリヒ・ホフマン・フォン・ファラースレーベン）
- (10829) Matsuobasho（松尾芭蕉）
- (11098) Ginsberg（アレン・ギンズバーグ）
- (11965) Catullus（ガイウス・ウァレリウス・カトゥルス）
- (12152) Aratus（アラトス）
- (12154) Callimachus（カリマコス）
- (12163) Manilius（マルクス・マニリウス）
- (12240) Droste-Hülshoff（アネッテ・フォン・ドロステ＝ヒュルスホフ）
- (12295) Tasso（トルクァート・タッソ）
- (12607) Alcaeus（アルカイオス）
- (12697) Verhaeren（エミール・ヴェルハーレン）
- (12701) Chénier（アンドレ・シェニエ）
- (12722) Petrarca（ペトラルカ）
- (13130) Dylanthomas（ディラン・トマス）
- (14103) Manzoni（アレッサンドロ・マンゾーニ）
- (14372) Paulgerhardt（パウル・ゲルハルト）
- (14447) Hosakakanai（保阪嘉内）
- (14820) Aizuyaichi（会津八一）
- (14940) Freiligrath（フェルディナント・フライリヒラート）
- (15752) Eluard（ポール・エリュアール）
- (17438) Quasimodo（サルヴァトーレ・クァジモド）
- (18360) Sachs（ハンス・ザックス）
- (18611) Baudelaire（シャルル・ボードレール）
- (18624) Prevert（ジャック・プレヴェール）
- (19079) Hernández（ホセ・エルナンデス）
- (19149) Boccaccio（ジョヴァンニ・ボッカッチョ）
- (19970) Johannpeter（ヨハン・ペーター・ヘーベル）
- (20074) Laskerschueler（エルゼ・ラスカー＝シューラー）
- (20148) Carducci（ジョズエ・カルドゥッチ）
- (20991) Jánkollár（ヤーン・コラール）
- (22379) Montale（エウジェーニオ・モンターレ）
- (23409) デルジャービン（ガヴリーラ・デルジャーヴィン）
- (23473) Voss（ヨハン・ハインリッヒ・フォス）
- (23564) Ungaretti（ジュゼッペ・ウンガレッティ）
- (24711) Chamisso（アーデルベルト・フォン・シャミッソー）
- (24826) Pascoli（ジョヴァンニ・パスコリ）
- (39635) Kusatao（中村草田男）
- (58466) Santoka（種田山頭火）
- (58707) Kyoshi（高浜虚子）
- (59830) Reynek（ボフスラフ・レイネク（英語版））
- (80184) Hekigoto（河東碧梧桐）
- (100309) 金子みすゞ（金子みすゞ）
- (100675) Chuyanakahara（中原中也）

#### 劇作家
- (2369) Chekhov（アントン・チェーホフ）
- (2837) グリボエードフ（アレクサンドル・グリボエードフ）
- (2876) Aeschylus（アイスキュロス）
- (2921) ソフォクレス（ソポクレス）
- (2930) Euripides（エウリピデス）
- (2934) Aristophanes（アリストパネス）
- (2985) シェイクスピア（ウィリアム・シェイクスピア）
- (3046) Moliere（モリエール）
- (3079) シラー（フリードリヒ・フォン・シラー）
- (3769) アーサー・ミラー（アーサー・ミラー）
- (4181) Kivi（アレクシス・キヴィ）
- (5696) Ibsen（ヘンリック・イプセン）
- (8053) Kleist（ハインリヒ・フォン・クライスト）
- (8058) Zuckmayer（カール・ツックマイヤー）
- (8381) ハウプトマン（ゲアハルト・ハウプトマン）
- (10587) Strindberg（ヨハン・アウグスト・ストリンドベリ）
- (11051) ラシーヌ（ジャン・ラシーヌ）
- (12298) Brecht（ベルトルト・ブレヒト）
- (12369) Pirandello（ルイジ・ピランデルロ）
- (14041) Dürrenmatt（フリードリヒ・デュレンマット）

#### 風刺作家
- (2734) Hasek（ヤロスラフ・ハシェク）
- (3244) ペトロニウス（ペトロニウス）
- (5759) Zoshchenko（ミハイル・ゾーシチェンコ）
- (7121) Busch（ヴィルヘルム・ブッシュ）
- (12401) Tucholsky（クルト・トゥホルスキー）
- (15017) Cuppy（ウィル・カッピー（英語版））

#### 翻訳家
- (4049) Noragal'（ノーラ・ガル（英語版））
- (4101) 涙香（黒岩涙香）
- (10067) Bertuch（フリードリヒ・ユスティン・ベルトゥッヒ）

### 視覚芸術
- (578) ハペリア（カール・ハッペル（英語版）、画家）
- (1126) オテロ（ラ・ベル・オテロ、ダンサー）
- (1652) エルジェ（エルジェ、漫画家）
- (2457) Rublyov（アンドレイ・ルブリョフ、聖像画家）
- (2468) レーピン（イリヤ・レーピン、画家、彫刻家）
- (2529) Rockwell Kent（ロックウェル・ケント、画家）
- (2662) Kandinsky（ワシリー・カンディンスキー、画家）
- (2730) Barks（カール・バークス、漫画家）
- (2819) アンソール（ジェームズ・アンソール、画家）
- (2919) Dali（サルバドール・ダリ、画家）
- (2944) ペヨ（ペヨ、漫画家）
- (2965) Surikov（ワシーリー・スリコフ、画家）
- (2981) Chagall（マルク・シャガール、画家）
- (2986) ムリナリニ（ムリナリニ・サラバイ（英語版）、ダンサー）
- (3000) レオナルド（レオナルド・ダ・ヴィンチ）
- (3001) ミケランジェロ（ミケランジェロ・ブオナローティ）
- (3055) アンナ・パヴロワ（アンナ・パヴロワ、バレエダンサー）
- (3104) デューラー（アルブレヒト・デューラー、画家）
- (3146) ダトー（ダトー・クラツァシヴィリ、画家）
- (3246) ビストルップ（ハールフ・ビストルップ（英語版）、漫画家）
- (3410) Vereshchagin（ヴァシーリー・ヴェレシチャーギン、画家）
- (3524) Schulz（チャールズ・M・シュルツ、漫画家）
- (3547) Serov（ヴァレンティン・セローフ、画家）
- (3558) Shishkin（イヴァン・シーシキン、画家）
- (3566) Levitan（イサーク・レヴィタン、画家）
- (3586) Vasnetsov（ヴィクトル・ヴァスネツォフとアポリナリー・ヴァスネツォフ、画家）
- (3787) Aivazovskij（イヴァン・アイヴァゾフスキー、画家）
- (3896) ポルデノーネ（イル・ポルデノーネ、画家）
- (3998) 手塚（手塚治虫、漫画家、アニメ監督）
- (4005) ディアギレフ（セルゲイ・ディアギレフ、バレエ・リュス主宰者）
- (4144) Vladvasil'ev（ウラジーミル・ワシーリエフ、バレエダンサー）
- (4145) Maximova（エカテリーナ・マクシーモワ、バレエダンサー）
- (4176) Sudek（ヨゼフ・スデック、写真家）
- (4221) Picasso（パブロ・ピカソ、画家）
- (4329) Miró（ジョアン・ミロ、画家）
- (4426) Roerich（ニコライ・リョーリフ、画家）
- (4437) Yaroshenko（ニコライ・ヤロシェンコ、画家）
- (4444) エッシャー（マウリッツ・エッシャー、画家）
- (4457) ファン・ゴッホ（フィンセント・ファン・ゴッホ、画家）
- (4511) レンブラント（レンブラント・ファン・レイン、画家）
- (4626) プリセツカヤ（マイヤ・プリセツカヤ、バレエダンサー）
- (4671) Drtikol（フランチシェク・ドルチコル、写真家）
- (4691) トワイヤン（トワイヤン、画家）
- (4752) Myron（ミュロン、彫刻家）
- (4753) Phidias（ペイディアス、彫刻家）
- (4928) フェルメール（ヨハネス・フェルメール、画家）
- (4940) Polenov（ヴァシーリー・ポレーノフ、画家）
- (5055) Opekushin（アレクサンドル・オペクーシン、彫刻家）
- (5122) ムハ（アルフォンス・ミュシャ、画家）
- (5140) 木田（木田金次郎、画家）
- (5187) Domon（土門拳、写真家）
- (5232) ヨルダーンス（ヤーコブ・ヨルダーンス、画家）
- (5265) Schadow（ヨハン・ゴットフリート・シャドウ、彫刻家）
- (5296) Friedrich（カスパー・ダーヴィト・フリードリヒ、画家）
- (5363) Kupka（フランチシェク・クプカ、画家）
- (5372) ビッキ（砂澤ビッキ、彫刻家）
- (5419) Benua（アレクサンドル・ベノワ、舞台美術家。父の建築家ニコラ・ベノワ（英語版）、兄の建築家レオン・ベノワと共に）
- (5421) Ulanova（ガリーナ・ウラノワ、バレエダンサー）
- (5491) Kaulbach（ヴィルヘルム・フォン・カウルバッハ、画家）
- (5492) Thoma（ハンス・トーマ、画家）
- (5493) Spitzweg（カール・シュピッツヴェーク、画家）
- (5688) クリー・ウィク（エミリー・カーの異名）
- (5698) Nolde（エミール・ノルデ、画家）
- (5699) Munch（エドヴァルド・ムンク、画家）
- (5800) Pollock（ジャクソン・ポロック、画家）
- (5801) Vasarely（ヴィクトル・ヴァザルリ）
- (5981) Kresilas（クレシラス、彫刻家）
- (5982) Polykletus（ポリュクレイトス、彫刻家）
- (5983) Praxiteles（プラクシテレス、彫刻家）
- (5984) Lysippus（リュシッポス、彫刻家）
- (6015) Paularego（ポーラ・レゴ、画家）
- (6054) Ghiberti（ロレンツォ・ギベルティ、彫刻家）
- (6056) Donatello（ドナテッロ、彫刻家）
- (6057) Robbia（ルカ・デッラ・ロッビア、彫刻家）
- (6059) Diefenbach（カール・ヴィルヘルム・ディーフェンバッハ、画家）
- (6098) 武藤順九（武藤順九、彫刻家）
- (6015) ヴェロッキオ（アンドレア・デル・ヴェロッキオ、画家、彫刻家、建築家）
- (6106) シュトース（ファイト・シュトース、彫刻家）
- (6145) リーメンシュナイダー（ティルマン・リーメンシュナイダー、彫刻家）
- (6246) Komurotoru（小室達、彫刻家）
- (6256) Canova（アントニオ・カノーヴァ、彫刻家）
- (6257) Thorvaldsen（ベルテル・トルバルセン、彫刻家）
- (6258) Rodin（オーギュスト・ロダン、彫刻家）
- (6259) Maillol（アリスティド・マイヨール、彫刻家）
- (6428) Barlach（エルンスト・バルラハ、彫刻家）
- (6429) Brancusi（コンスタンティン・ブランクーシ、彫刻家）
- (6504) Lehmbruck（ヴィルヘルム・レームブルック、彫刻家）
- (6535) Archipenko（アレクサンダー・アーキペンコ、彫刻家）
- (6556) Arcimboldo（ジュゼッペ・アルチンボルド、画家）
- (6565) 零士（松本零士、漫画家）
- (6592) Goya（フランシスコ・デ・ゴヤ、画家）
- (6653) Feininger（リオネル・ファイニンガー、画家）
- (6672) Corot（ジャン＝バティスト・カミーユ・コロー、画家）
- (6673) Degas（エドガー・ドガ、画家）
- (6674) Cezanne（ポール・セザンヌ、画家）
- (6675) Sisley（アルフレッド・シスレー、画家）
- (6676) Monet（クロード・モネ、画家）
- (6677) Renoir（ピエール＝オーギュスト・ルノワール、画家）
- (6678) Seurat（ジョルジュ・スーラ、画家）
- (6701) Warhol（アンディ・ウォーホル、画家、版画家）
- (6768) Mathiasbraun（マーチャーシュ・ブラウン（英語版）、彫刻家）
- (6769) Brokoff（ヤン・ブロコフ（英語版）とフェルディナント・ブロコフ（英語版）、彫刻家）
- (6776) Dix（オットー・ディクス、画家）
- (6818) Sessyu（雪舟、水墨画家）
- (6935) Morisot（ベルト・モリゾ、画家）
- (6936) Cassatt（メアリー・カサット、画家、版画家）
- (6937) Valadon（シュザンヌ・ヴァラドン、画家）
- (6938) Soniaterk（ソニア・ドローネー＝テルク、画家）
- (6943) Moretto（モレット・ダ・ブレシア）
- (7169) リンダ（リンダ・マッカートニー、写真家）
- (7313) Pisano（ニコラ・ピサーノ、ジョヴァンニ・ピサーノとアンドレア・ピサーノ、彫刻家）
- (7314) Pevsner（アントワーヌ・ペヴスナー、彫刻家）
- (7315) Kolbe（ゲオルク・コルベ、彫刻家）
- (7367) Giotto（ジョット・ディ・ボンドーネ、画家）
- (7701) Zrzavy（ヤン・ズルザヴィー、画家）
- (7784) Watterson（ビル・ワターソン、漫画家）
- (7867) Burian（ズデニェク・ブリアン、画家、イラストレーター）
- (7933) Magritte（ルネ・マグリット、画家）
- (8121) アルトドルファー（アルブレヒト・アルトドルファー、画家）
- (8122) ホルバイン（ハンス・ホルバイン (子)とハンス・ホルバイン (父)、画家）
- (8123) Canaletto（カナレット、画家）
- (8124) Guardi（フランチェスコ・グアルディ、画家）
- (8205) Van Dijck（アンソニー・ヴァン・ダイク、画家）
- (8235) フラゴナール（ジャン・オノレ・フラゴナール、画家）
- (8236) ゲインズバラ（トマス・ゲインズバラ、画家）
- (8237) コンスタブル（ジョン・コンスタブル、画家）
- (8238) クールベ（ギュスターヴ・クールベ、画家）
- (8239) シニャック（ポール・シニャック、画家）
- (8240) マティス（アンリ・マティス、画家）
- (8284) Cranach（ルーカス・クラナッハ、画家）
- (8470) Dudinskaya（ナタリア・ドゥジンスカヤ、バレエダンサー）
- (8827) Kollwitz（ケーテ・コルヴィッツ、版画家、彫刻家）
- (9561) ファン・エイク（ヤン・ファン・エイク、画家）
- (9562) Memling（ハンス・メムリンク、画家）
- (9569) Quintenmatsijs（クエンティン・マサイス、画家）
- (9576) van der Weyden（ロヒール・ファン・デル・ウェイデン、画家）
- (9645) Grünewald（マティアス・グリューネヴァルト、画家）
- (9664) Brueghel（ピーテル・ブリューゲル、画家）
- (9829) Murillo（バルトロメ・エステバン・ムリーリョ、画家）
- (9905) Tiziano（ティツィアーノ・ヴェチェッリオ、画家）
- (9906) ティントレット（ティントレット、画家）
- (9957) Raffaellosanti（ラファエロ・サンティ、画家）
- (10074) Van den Berghe（フリッツ・ファン・デン・ベルヘ、画家）
- (10079) Meunier（コンスタンタン・ムーニエ、画家、彫刻家）
- (10136) Gauguin（ポール・ゴーギャン、画家）
- (10151) Rubens（ピーテル・パウル・ルーベンス、画家）
- (10189) Normanrockwell（ノーマン・ロックウェル、画家、イラストレーター）
- (10218) Bierstadt（アルバート・ビアスタット、画家）
- (10310) Delacroix（ウジェーヌ・ドラクロワ、画家）
- (10311) Fantin-Latour（アンリ・ファンタン＝ラトゥール、画家、版画家）
- (10343) Church（フレデリック・エドウィン・チャーチ、画家）
- (10372) Moran（トーマス・モラン、画家）
- (10543) Klee（パウル・クレー、画家）
- (10586) ヤン・ステーン（ヤン・ステーン、画家）
- (10934) Pauldelvaux（ポール・デルヴォー、画家）
- (11082) Spilliaert（レオン・スピリアールト、画家）
- (11241) Eckhout（アルベルト・エクハウト、画家）
- (11242) Franspost（フランス・ポスト、画家）
- (11296) Denzen（亜欧堂田善、画家）
- (11313) Kügelgen（ゲルハルト・フォン・キューゲルゲンとヴィルヘルム・フォン・キューゲルゲン（英語版）、画家）
- (11336) Piranesi（ジョヴァンニ・バッティスタ・ピラネージ、画家、建築家）
- (11338) Schiele（エゴン・シーレ、画家）
- (11356) Chuckjones（チャック・ジョーンズ、アニメーター、漫画家）
- (11506) Toulouse-Lautrec（アンリ・ド・トゥールーズ＝ロートレック、画家）
- (11578) Cimabue（チマブーエ、画家）
- (11853) Runge（フィリップ・オットー・ルンゲ、画家）
- (11854) Ludwigrichter（ルートヴィヒ・リヒター、画家、版画家）
- (11855) Preller（フリードリヒ・プレラー、画家、版画家）
- (11905) Giacometti（アルベルト・ジャコメッティ、彫刻家）
- (11984) Manet（エドゥアール・マネ、画家）
- (12148) Caravaggio（ミケランジェロ・メリージ・ダ・カラヴァッジオ、画家）
- (12149) Begas（カール・ヨーゼフ・ベガスと、その子供ラインホルト、カール（英語版）、オスカー（英語版）、アーダルベルト（英語版）のベガス一家）
- (12261) Ledouanier（アンリ・ルソーのニックネーム「ル・ドゥアニエ」）
- (12329) Liebermann（マックス・リーバーマン、画家）
- (12611) Ingres（ドミニク・アングル、画家）
- (12612) Daumier（オノレ・ドーミエ、画家）
- (12613) ホガース（ウィリアム・ホガース、画家）
- (12614) 北斎（葛飾北斎、浮世絵師）
- (12616) Lochner（シュテファン・ロッホナー、画家）
- (12646) Avercamp（ヘンドリック・アーフェルカンプ、画家）
- (12647) Pauluspotter（パウルス・ポッテル、画家）
- (12708) Van Straten（アンリ・ファン・ストラーテン、版画家）
- (13058) Alfredstevens（アルフレッド・ステヴァンス、画家）
- (13163) Koyamachuya（小山宙哉、漫画家）
- (13520) Félicienrops（フェリシアン・ロップス、画家）
- (13975) Beatrixpotter（ビアトリクス・ポター、絵本作家）
- (14019) Pourbus（ピーテル・プルビュス、画家）
- (14338) Shibakoukan（司馬江漢、画家）
- (14498) Bernini（ジャン・ロレンツォ・ベルニーニ、彫刻家、建築家、画家）
- (14624) Prymachenko（マリア・プリマチェンコ、画家）
- (14831) Gentileschi（アルテミジア・ジェンティレスキ、画家）
- (14832) Alechinsky（ピエール・アレシンスキー、画家）
- (14976) Josefcapek（ヨゼフ・チャペック、画家、作家）
- (15282) Franzmarc（フランツ・マルク、画家）
- (15468) Mondriaan（ピート・モンドリアン、画家）
- (15710) Böcklin（アルノルト・ベックリン、画家）
- (15724) Zille（ハインリッヒ・ツィレ、イラストレーター、画家、写真家）
- (16441) Kirchner（エルンスト・ルートヴィヒ・キルヒナー、画家）
- (16445) Klimt（グスタフ・クリムト、画家）
- (16690) Fabritius（カレル・ファブリティウス、画家）
- (17167) Olgarozanova（オリガ・ロザノワ、画家、グラフィックアーティスト）
- (17486) Hodler（フェルディナント・ホドラー、画家）
- (17556) Pierofrancesca（ピエロ・デラ・フランチェスカ、画家）
- (17625) Joseflada（ヨゼフ・ラダ、絵本作家）
- (17748) Uedashoji（植田正治、写真家）
- (17771) Elsheimer（アダム・エルスハイマー、画家）
- (17806) Adolfborn（アドルフ・ボルン、絵本作家）
- (18449) Rikwouters（リック・ウォータース、画家、彫刻家）
- (18643) van Rysselberghe（テオ・ファン・レイセルベルヘ、画家）
- (19400) Emileclaus（エミール・クラウス、画家）
- (20011) Baryshnikov（ミハイル・バリシニコフ、バレエダンサー）
- (20013) Nureyev（ルドルフ・ヌレエフ、バレエダンサー）
- (26104) Masayukimori（森雅之、漫画家）
- (20364) Zdenekmiler（ズデニェク・ミレル、絵本作家、イラストレーター、アニメーション監督）
- (21015) Shigenari（大西重成、イラストレーター、造形作家）
- (21076) Kokoschka（オスカー・ココシュカ、画家）
- (21117) 田島征三（田島征三、絵本作家）
- (22369) Klinger（マックス・クリンガー、画家、版画家、彫刻家）
- (24695) Štyrský（インジフ・シュティルスキー、画家）
- (24697) Rastrelli（カルロ・バルトロメオ・ラストレッリ（英語版）とバルトロメオ・ラストレッリ、彫刻家）
- (24999) ヒエロニムス（ヒエロニムス・ボス、画家）
- (29490) Myslbek（ヨゼフ・ヴァーツラフ・ミスルベク（英語版）、彫刻家）
- (46280) Hollar（ヴェンツェスラウス・ホラー（英語版）、画家）
- (46643) やなせ（やなせたかし、漫画家、絵本作家）
- (49382) Lynnokamoto（岡本倫、漫画家）
- (54237) Hiroshimanabe（真鍋博、イラストレーター）
- (80984) Santomurakami（村上三島、書家）
- (98127) Vilgusova（ヘドヴィカ・ヴィルグショヴァー（チェコ語版）、絵本作家）
- (718492) Quro（Quro、漫画家）

### 建築家
- (2913) Horta（ヴィクトール・オルタ）
- (3062) レン（クリストファー・レン）
- (3967) Shekhtelia（ヒョードル・シェーフテリ）
- (3969) Rossi（カリオ・ロッシ）
- (3971) Voronikhin（アンドレイ・ヴォロニーヒン）
- (5297) Schinkel（カルル・フリードリッヒ・シンケル）
- (5304) Bazhenov（ワシリー・バジェーノフ）
- (5318) Dientzenhofer（クリストフ・ディーツェンホーファー（英語版）やその息子キリアーン・ディーンツェンホーファー（英語版）など）
- (5419) Benua（ニコラ・ベノワ（英語版）とその息子レオン・ベノワ。レオンの弟の舞台美術家アレクサンドル・ベノワと共に）
- (5518) マリオ・ボッタ（マリオ・ボッタ）
- (5544) Kazakov（マトヴェイ・カザコフ）
- (6019) Telford（トーマス・テルフォード）
- (6055) Brunelleschi（フィリッポ・ブルネレスキ）
- (6231) Hundertwasser（フリーデンスライヒ・フンデルトヴァッサー）
- (6266) Letzel（ヤン・レッツェル）
- (6351) Neumann（バルタザール・ノイマン）
- (6353) Semper（ゴットフリート・ゼンパー）
- (6461) Adam（ロバート・アダム）
- (6550) パルレーシュ（ペトル・パルレーシュ）
- (9221) Wuliangyong（呉良鏞）
- (9246) Niemeyer（オスカー・ニーマイヤー）
- (9577) Gropius（ヴァルター・グロピウス）
- (10185) ガウディ（アントニ・ガウディ）
- (10266) Vladishukhov（ウラジーミル・シューホフ）
- (10753) van de Velde（アンリ・ヴァン・デ・ヴェルデ）
- (12147) Bramante（ドナト・ブラマンテ）
- (16447) Vauban（セバスティアン・ル・プレストル・ド・ヴォーバン）
- (19129) ロース（アドルフ・ロース）
- (19994) Tresini（ドメニコ・トレジーニ）
- (24666) Miesvanrohe（ルートヴィヒ・ミース・ファン・デル・ローエ）
- (35233) Krcin（ヤクブ・クルチン（英語版））
- (49440) Kenzotange（丹下健三）

### クラシック音楽

#### 作曲家
- (1034) モーツァルティア（ヴォルフガング・アマデウス・モーツァルト）
- (1059) ムソルグスキア（モデスト・ムソルグスキー）
- (1181) リリト（リリ・ブーランジェ）
- (1405) シベリウス（ジャン・シベリウス）
- (1814) バッハ（ヨハン・ゼバスティアン・バッハ）
- (1815) ベートーヴェン（ルートヴィヒ・ヴァン・ベートーヴェン）
- (1818) ブラームス（ヨハネス・ブラームス）
- (1889) パフムートワ（アレクサンドラ・パフムートワ）
- (2047) スメタナ（ベドルジハ・スメタナ）
- (2055) Dvorak（アントニン・ドヴォルザーク）
- (2073) ヤナーチェク（レオシュ・ヤナーチェク）
- (2205) グリンカ（ミハイル・グリンカ）
- (2266) Tchaikovsky（ピョートル・チャイコフスキー）
- (2375) ラデック（クティラト・コホーテク（英語版））
- (2420) チュルリョーニス（ミカロユス・チュルリョーニス）
- (2523) リバ（ヤクプ・シモン・ヤン・リバ）
- (2669) Shostakovich（ドミートリイ・ショスタコーヴィチ）
- (3081) マルティヌーボフ（ボフスラフ・マルティヌー）
- (3280) グレトリ（アンドレ＝エルネスト＝モデスト・グレトリ）
- (3457) Arnenordheim（アルネ・ノールヘイム）
- (3590) Holst（グスターヴ・ホルスト）
- (3592) Nedbal（オスカル・ネドバル）
- (3784) Chopin（フレデリック・ショパン）
- (3826) Handel（ゲオルク・フリードリヒ・ヘンデル）
- (3910) Liszt（フランツ・リスト）
- (3917) フランツ・シューベルト（フランツ・シューベルト）
- (3941) Haydn（フランツ・ヨーゼフ・ハイドン）
- (3954) Mendelssohn（フェリックス・メンデルスゾーン）
- (3955) Bruckner（アントン・ブルックナー）
- (3975) Verdi（ジュゼッペ・ヴェルディ）
- (3992) Wagner（リヒャルト・ワーグナー）
- (4003) Schumann（ロベルト・シューマン）
- (4040) Purcell（ヘンリー・パーセル）
- (4075) スヴィリードフ（ゲオルギー・スヴィリードフ）
- (4079) ブリテン（ベンジャミン・ブリテン）
- (4081) ティペット（マイケル・ティペット）
- (4087) ペルト（アルヴォ・ペルト）
- (4132) バルトーク（バルトーク・ベーラ）
- (4134) Schutz（ハインリヒ・シュッツ）
- (4152) Weber（カール・マリア・フォン・ウェーバー）
- (4246) Telemann（ゲオルク・フィリップ・テレマン）
- (4274) Karamanov（アレムダール・カラマーノフ）
- (4306) Dunaevskij（イサーク・ドゥナエフスキー）
- (4330) Vivaldi（アントニオ・ヴィヴァルディ）
- (4344) Buxtehude（ディートリヒ・ブクステフーデ）
- (4345) Rachmaninoff（セルゲイ・ラフマニノフ）
- (4347) Reger（マックス・レーガー）
- (4382) Stravinsky（イーゴリ・ストラヴィンスキー）
- (4406) Mahler（グスタフ・マーラー）
- (4476) Bernstein（レナード・バーンスタイン）
- (4492) ドビュッシー（クロード・ドビュッシー）
- (4515) Khrennikov（ティホン・フレンニコフ）
- (4527) Schoenberg（アルノルト・シェーンベルク）
- (4528) Berg（アルバン・ベルク）
- (4529) Webern（アントン・ヴェーベルン）
- (4532) コープランド（アーロン・コープランド）
- (4534) Rimskij-Korsakov（ニコライ・リムスキー＝コルサコフ）
- (4546) Franck（セザール・フランク）
- (4559) Strauss（ヨハン・シュトラウス2世）
- (4579) Puccini（ジャコモ・プッチーニ）
- (4625) シチェドリン（ロディオン・シチェドリン）
- (4727) Ravel（モーリス・ラヴェル）
- (4734) Rameau（ジャン＝フィリップ・ラモー）
- (4785) Petrov（アンドレイ・ペトロフ）
- (4788) Simpson（ロバート・シンプソン）
- (4802) Khatchaturian（アラム・ハチャトゥリアン）
- (4818) Elgar（エドワード・エルガー）
- (4850) Palestrina（ジョヴァンニ・ダ・パレストリーナ）
- (4865) Sor（フェルナンド・ソル）
- (4872) Grieg（エドヴァルド・グリーグ）
- (4889) Praetorius（ミヒャエル・プレトリウス）
- (4972) Pachelbel（ヨハン・パッヘルベル）
- (4992) Kálmán（エメリッヒ・カールマン）
- (5004) Bruch（マックス・ブルッフ）
- (5058) Tarrega（フランシスコ・タレガ）
- (5063) モンテヴェルディ（クラウディオ・モンテヴェルディ）
- (5108) Lübeck（ヴィンツェント・リューベック）
- (5127) Bruhns（ニコラウス・ブルーンス）
- (5157) Hindemith（パウル・ヒンデミット）
- (5177) Hugowolf（フーゴ・ヴォルフ）
- (5210) Saint-Saens（カミーユ・サン＝サーンス）
- (5888) Ruders（ポウル・ルーザス）
- (5930) Zhiganov（ナジーブ・ジガーノフ）
- (6058) Carlnielsen（カール・ニールセン）
- (6116) Still（ウィリアム・グラント・スティル）
- (6294) Czerny（カール・チェルニー）
- (6480) スカルラッティ（アレッサンドロ・スカルラッティとドメニコ・スカルラッティ）
- (6549) Skryabin（アレクサンドル・スクリャービン）
- (6777) Balakirev（ミリイ・バラキレフ）
- (6780) Borodin（アレクサンドル・ボロディン）
- (6798) Couperin（フランソワ・クープラン）
- (6829) Charmawidor（シャルル＝マリー・ヴィドール）
- (7244) ヴィラ＝ロボス（エイトル・ヴィラ＝ロボス）
- (7343) オケゲム（ヨハネス・オケゲム）
- (7578) Georgböhm（ゲオルク・ベーム）
- (7587) Weckmann（マティアス・ヴェックマン）
- (7620) Willaert（アドリアン・ヴィラールト）
- (7621) Sweelinck（ヤン・ピーテルスゾーン・スウェーリンク）
- (7622) Pergolesi（ジョヴァンニ・バッティスタ・ペルゴレージ）
- (7623) Stamitz（ヨハン・シュターミッツ）
- (7624) Gluck（クリストフ・ヴィリバルト・グルック）
- (7625) Louisspohr（ルイ・シュポーア）
- (7661) Reincken（ヨハン・アダム・ラインケン）
- (7670) Kabeláč（ミロスラフ・カベラーチ）
- (7871) Tunder（フランツ・トゥーンダー）
- (7903) アルビノーニ（トマゾ・アルビノーニ）
- (8181) ロッシーニ（ジョアキーノ・ロッシーニ）
- (8249) Gershwin（ジョージ・ガーシュウィン）
- (8583) Froberger（ヨハン・ヤーコプ・フローベルガー）
- (8676) Lully（ジャン＝バティスト・リュリ）
- (8685) Fauré（ガブリエル・フォーレ）
- (8877) Rentaro（滝廉太郎）
- (9017) ババジャニアン（アルノ・ババジャニアン）
- (9329) Nikolaimedtner（ニコライ・メトネル）
- (9331) Fannyhensel（ファニー・メンデルスゾーン＝ヘンゼル）
- (9438) Satie（エリック・サティ）
- (9445) シャルパンティエ（マルカントワーヌ・シャルパンティエ）
- (9493) Enescu（ジョルジェ・エネスク）
- (9626) スタンリー（ジョン・スタンリー）
- (9863) Reichardt（ヨハン・フリードリヒ・ライヒャルト）
- (9911) Quantz（ヨハン・ヨアヒム・クヴァンツ）
- (9912) Donizetti（ガエターノ・ドニゼッティ）
- (9913) Humperdinck（エンゲルベルト・フンパーディンク）
- (10055) ジルヒャー（フリードリヒ・ジルヒャー）
- (10095) Carlloewe（カール・レーヴェ）
- (10116) Robertfranz（ローベルト・フランツ）
- (10186) アルベニス（イサーク・アルベニス）
- (10380) ベルワルド（フランツ・アドルフ・ベルワルド）
- (10504) ドガ（イェフゲニー・ドガ（英語版））
- (10734) ヴィーク（クララ・シューマンの旧姓）
- (10820) Offenbach（ジャック・オッフェンバック）
- (10874) Locatelli（ピエトロ・ロカテッリ）
- (10875) Veracini（フランチェスコ・マリア・ヴェラチーニ）
- (10918) Kodaly（コダーイ・ゾルターン）
- (11019) Hansrott（ハンス・ロット）
- (11037) Distler（フーゴー・ディストラー）
- (11043) Pepping（エルンスト・ペッピング）
- (11050) Messiaën（オリヴィエ・メシアン）
- (11289) Frescobaldi（ジローラモ・フレスコバルディ）
- (11325) Slavický（クレメント・スラヴィツキー）
- (11524) Pleyel（イグナツ・プライエル）
- (11530) ダンディ（ヴァンサン・ダンディ）
- (11585) Orlandelassus（オルランド・ディ・ラッソ）
- (11899) Weill（クルト・ヴァイル）
- (12102) Piazzolla（アストル・ピアソラ）
- (12363) Marinmarais（マラン・マレー）
- (12895) バルバトル（クロード＝ベニーニュ・バルバトル）
- (13011) Loeillet（ジャン＝バティスト・ルイエ・ド・ロンドル）
- (13602) Pierreboulez（ピエール・ブーレーズ）
- (14403) de Machault（ギヨーム・ド・マショー）
- (14411) Clérambault（ルイ＝ニコラ・クレランボー）
- (15239) Stenhammar（ヴィルヘルム・ステーンハンマル）
- (15363) Ysaye（ウジェーヌ・イザイ）
- (15808) Zelter（カール・フリードリヒ・ツェルター）
- (16398) フンメル（ヨハン・ネポムク・フンメル）
- (16418) Lortzing（アルベルト・ロルツィング）
- (16513) Vasks（ペトリス・ヴァスクス）
- (16590) Brunowalter（ブルーノ・ワルター）
- (16703) Richardstrauss（リヒャルト・シュトラウス）
- (17431) サント＝コロンブ（サント＝コロンブ）
- (17509) Ikumadan（團伊玖磨）
- (17702) Kryštofharant（クリシュトフ・ハラント）
- (18381) Massenet（ジュール・マスネ）
- (18509) Bellini（ヴィンチェンツォ・ベッリーニ）
- (21059) ペンデレツキ（クシシュトフ・ペンデレツキ）
- (21125) Orff（カール・オルフ）
- (21219) Mascagni（ピエトロ・マスカーニ）
- (22341) Francispoulenc（フランシス・プーランク）
- (23937) Delibes（レオ・ドリーブ）
- (24671) Frankmartin（フランク・マルタン）
- (24681) Granados（エンリケ・グラナドス）
- (53159) Myslivecek（ヨゼフ・ミスリヴェチェク）
- (55223) Akiraifukube（伊福部昭）
- (69288) Berlioz（エクトル・ベルリオーズ）

#### その他
- (218) ビアンカ（ビアンカ・ビアンキ（英語版）、オペラ歌手）
- (677) アールチェ（アールチェ・ノールデウィール＝レディンギウス（英語版）、ソプラノ歌手）
- (1799) クーセヴィツキー（セルゲイ・クーセヴィツキー、指揮者）
- (2562) Chaliapin（フョードル・シャリアピン、オペラ歌手）
- (2859) Paganini（ニコロ・パガニーニ、ヴァイオリニスト）
- (3534) Sax（アドルフ・サックス、楽器製作者）
- (3738) Ots（ゲオルグ・オッツ、オペラ歌手）
- (3822) セゴビア（アンドレス・セゴビア、ギター奏者）
- (3943) Silbermann（ゴットフリート・ジルバーマン、オルガン製作者）
- (4135) Svetlanov（エフゲニー・スヴェトラーノフ、指揮者）
- (4361) ネジダーノヴァ（アントニーナ・ネジダーノヴァ、オペラ歌手）
- (4561) Lemeshev（セルゲイ・レメシェフ、オペラ歌手）
- (4571) グリュミオー（アルテュール・グリュミオー、ヴァイオリニスト）
- (4623) Obraztsova（エレーナ・オブラスツォワ、オペラ歌手）
- (4918) Rostropovich（ムスティスラフ・ロストロポーヴィチ、チェリスト、指揮者）
- (4919) Vishnevskaya（ガリーナ・ヴィシネフスカヤ、オペラ歌手）
- (4944) Kozlovskij（イワン・コズロフスキー、オペラ歌手）
- (5184) Cavaillé-Coll（アリスティド・カヴァイエ＝コル、オルガン製作者）
- (5203) パヴァロッティ（ルチアーノ・パヴァロッティ、オペラ歌手）
- (5230) 朝比奈（朝比奈隆、指揮者）
- (5410) スピヴァコフ（ウラディーミル・スピヴァコフ、ヴァイオリニスト、指揮者）
- (5824) 稲垣（稲垣稔、ギター奏者）
- (5856) Peluk（ペーター＝ルーカス・グラーフ、フルート奏者、指揮者）
- (6432) Temirkanov（ユーリ・テミルカーノフ、指揮者）
- (6583) Destinn（エマ・デスティノヴァー（英語版）、オペラ歌手）
- (6755) Solov'yanenko（アナトリー・ソロヴィアネンコ、オペラ歌手）
- (6783) Gulyaev（ユーリー・グリャーエフ、オペラ歌手）
- (6973) カラヤン（ヘルベルト・フォン・カラヤン、指揮者）
- (6974) ショルティ（ゲオルク・ショルティ、指揮者）
- (7163) Barenboim（ダニエル・バレンボイム、ピアニスト、指揮者）
- (7387) Malbil（マルコム・ビルソン、鍵盤楽器奏者）
- (7741) Fedoseev（ウラジーミル・フェドセーエフ、指揮者）
- (7902) ハンフ（ヨハン・ニコラウス・ハンフ（英語版）、オルガン奏者）
- (7995) Khvorostovsky（ディミトリー・ホロストフスキー、オペラ歌手）
- (7996) Vedernikov（アレクサンドル・ヴェデルニコフ、オペラ歌手）
- (8994) カシュカシャン（キム・カシュカシャン、ヴィオラ奏者）
- (9014) Svyatorichter（スヴャトスラフ・リヒテル、ピアニスト）
- (9737) Dudarova（ヴェロニカ・ドゥダロワ、指揮者）
- (9902) Kirkpatrick（ラルフ・カークパトリック、チェンバロ奏者、音楽学者）
- (9903) Leonhardt（グスタフ・レオンハルト、チェンバロ奏者、オルガン奏者）
- (9973) Szpilman（ウワディスワフ・シュピルマン、ピアニスト）
- (10856) Bechstein（カール・ベヒシュタイン、ピアノ製作者）
- (10857) Blüthner（ユリウス・ブリュートナー、ピアノ製作者）
- (11201) Talich（ヴァーツラフ・ターリヒ、指揮者）
- (11445) Fedotov（ヴィクトル・フェドートフ、指揮者）
- (12567) Herreweghe（フィリップ・ヘレヴェッヘ、指揮者）
- (12637) Gustavleonhardt（グスタフ・レオンハルト、チェンバロ奏者、オルガン奏者）
- (12638) Fransbrüggen（フランス・ブリュッヘン、リコーダー奏者、指揮者）
- (12639) Tonkoopman（トン・コープマン、オルガン奏者、チェンバロ奏者、指揮者）
- (15003) Midori（五嶋みどり、ヴァイオリニスト）
- (18379) Josévandam（ジョゼ・ヴァン・ダム、オペラ歌手）
- (18460) Peckova（ダグマール・ペツコヴァー（英語版）、オペラ歌手）
- (19081) Mravinskij（エフゲニー・ムラヴィンスキー、指揮者）
- (19183) Amati（アマティ一族、弦楽器製作者）
- (19185) Guarneri（グァルネリ一族、弦楽器製作者）
- (19189) Stradivari（アントニオ・ストラディバリ、弦楽器製作者）
- (21801) Ancerl（カレル・アンチェル、指揮者）
- (21804) ヴァーツラフ・ノイマン（ヴァーツラフ・ノイマン、指揮者）
- (21891) Andreabocelli（アンドレア・ボチェッリ、テノール歌手）
- (21985) Šejna（カレル・シェイナ、コントラバス奏者、指揮者）
- (23688) Josephjoachim（ヨーゼフ・ヨアヒム、ヴァイオリニスト）
- (36226) Mackerras（チャールズ・マッケラス、指揮者）

## エンターテイメント

### ポピュラー音楽
- (2519) アンナ・ゲルマン（アンナ・ゲルマン）
- (2620) Santana（カルロス・サンタナ）
- (2644) ビクトル・ハラ（ビクトル・ハラ）
- (2740) ツォイ（ヴィクトル・ツォイ）
- (3149) オクジャワ（ブラート・オクジャワ）
- (3156) Ellington（デューク・エリントン）
- (3665) フィッツジェラルド（エラ・フィッツジェラルド）
- (3772) ピアフ（エディット・ピアフ）
- (3834) Zappafrank（フランク・ザッパ）
- (3918) ブレル（ジャック・ブレル）
- ビートルズメンバー
  - (4147) レノン（ジョン・レノン）
  - (4148) マッカートニー（ポール・マッカートニー）
  - (4149) ハリスン（ジョージ・ハリスン）
  - (4150) スター（リンゴ・スター）
  - (8749) ビートルズ
- (4214) Veralynn（ヴェラ・リン）
- (4229) Plevitskaya（ナジェージダ・プレヴィツカヤ）
- (4305) クラプトン（エリック・クラプトン）
- (4422) Jarre（モーリス・ジャールとジャン・ミッシェル・ジャール）
- (4442) ガルシア（ジェリー・ガルシア）
- (4479) Charlieparker（チャーリー・パーカー）
- (4738) Jimihendrix（ジミ・ヘンドリックス）
- (4749) Ledzeppelin（レッド・ツェッペリン）
- (4810) Ruslanova（リディヤ・ルスラノヴァ）
- (4879) Zykina（リュドミラ・ズィキナ）
- (4980) マゴマエフ（ムスリム・マゴマエフ）
- (5062) グレン・ミラー（グレン・ミラー）
- (5079) ブルーベック（デイヴ・ブルーベック）
- (5212) Celiacruz（セリア・クルス）
- (5656) Oldfield（マイク・オールドフィールド）
- (5831) ディジー（ディジー・ガレスピー）
- (5840) Raybrown（レイ・ブラウン）
- (5892) Milesdavis（マイルス・デイヴィス）
- (5893) コルトレーン（ジョン・コルトレーン）
- (5945) Roachapproach（スティーヴ・ローチ（英語版））
- (6007) ビル・エヴァンス（ビル・エヴァンス）
- (6114) ダッラ＝デグレゴーリ（ルーチョ・ダッラとフランチェスコ・デ・グレゴーリ（英語版））
- (6354) ヴァンゲリス（ヴァンゲリス）
- (6380) ガルデル（カルロス・ガルデル）
- (6433) エンヤ（エンヤ）
- (6587) Brassens（ジョルジュ・ブラッサンス）
- (6598) Modugno（ドメニコ・モドゥーニョ）
- (6697) Celentano（アドリアーノ・チェレンターノ）
- (6700) Kubišová（マルタ・クビショヴァー）
- (6880) 早見優（早見優）
- (6908) Kunimoto（国本佳宏、作曲家・シンセサイザー奏者）
- (6980) 坂本九（坂本九）
- (7226) Kryl（カレル・クリル（英語版））
- (7707) イエス（イエス）
- (7934) Sinatra（フランク・シナトラ）
- (8147) Colemanhawkins（コールマン・ホーキンス）
- (8306) Shoko（沢田聖子）
- (8940) Yakushimaru（薬師丸ひろ子）
- (9179) Satchmo（ルイ・アームストロングの愛称）
- (9788) Yagami（八神純子）
- (10026) Sophiexeon（ソフィー・ジオン）
- (10313) ヴァネッサ・メイ（ヴァネッサ・メイ）
- (10426) Charlierouse（チャーリー・ラウズ）
- (10505) Johnnycash（ジョニー・キャッシュ）
- (10566) ZABADAK（ZABADAK）
- (10731) Dollyparton（ドリー・パートン）
- (10803) Caleyo（ホセ・カレヨ (Jose M. Caréyo)、キューバの作曲家・サックス奏者。池谷・関彗星を参照）
- (11091) セロニアス（セロニアス・モンク）
- (11322) Aquamarine（アクアマリン）
- (11532) Gullin（ラーシュ・グリン）
- (12272) Geddylee（ゲディー・リー）
- (13079) トゥーツ（トゥーツ・シールマンス）
- (13644) Lynnanderson（リン・アンダーソン）
- (14024) プロコル・ハルム（プロコル・ハルム）
- (14401) Reikoyukawa（湯川れい子）
- (14600) Gainsbourg（セルジュ・ゲンスブール）
- (15092) ビージーズ（ビージーズ）
- (15231) Ehdita（エディタ・ピエーハ）
- (16155) Buddy（バディ・ホリー）
- (17059) Elvis（エルヴィス・プレスリー）
- (17473) Freddiemercury（フレディ・マーキュリー）
- (18125) Brianwilson（ブライアン・ウィルソン）
- (18132) Spector（フィル・スペクター）
- (18125) Brianwilson（ブライアン・ウィルソン）
- (18556) Battiato（フランコ・バッティアート）
- (19155) Lifeson（アレックス・ライフソン）
- (19367) Pink Floyd（ピンク・フロイド）
- (19383) ローリング・ストーンズ（ローリング・ストーンズ）
- (19398) Creedence（クリーデンス・クリアウォーター・リバイバル）
- (20014) Annalisa（アンナリーザ）
- (22521) ZZ Top（ZZトップ）
- (23457) Beiderbecke（ビックス・バイダーベック）
- (23469) Neilpeart（ニール・パート）
- (23990) Springsteen（ブルース・スプリングスティーン）
- (24732) Leonardcohen（レナード・コーエン）
- (24997) Petergabriel（ピーター・ガブリエル）
- (25131) Katiemelua（ケイティ・メルア）
- (27003) 加藤いづみ（加藤いづみ）
- Kalafinaメンバー
  - (40248) Yukikajiura（梶浦由記）
  - (40775) Kalafina
  - (41199) Wakanaootaki（大滝若菜）
  - (42271) Keikokubota（窪田啓子）
  - (44475) Hikarumasai（Hikaru）
  - (47466) Mayatoyoshima（Maya、元メンバー）
- (42295) Teresateng（テレサ・テン）
- (44016) Jimmypage（ジミー・ペイジ）
- (55319) Takanashi（高梨康治、アニメ・特撮・映画の作曲家）
- (79896) ビル・ヘイリー（ビル・ヘイリー）
- (110393) ラムシュタイン（ラムシュタイン）

### 映画、テレビ、演劇
- (967) ヘリオナーペ（俳優アドルフ・フォン・ゾンネンタール（英語版）の姓のギリシア語直訳）
- (1010) マレーネ（マレーネ・ディートリヒ、女優、歌手）
- (1041) アスタ（アスタ・ニールセン、女優）
- (2328) Robeson（ポール・ロブスン、俳優、歌手、活動家）
- (2374) Vladvysotskij（ヴラジーミル・ヴィソツキー、歌手、詩人、俳優）
- (2480) パパノフ（アナトリー・パパノフ（英語版）、俳優）
- (2712) キートン（バスター・キートン、コメディアン）
- (2777) Shukshin（ワシーリー・シュクシン、俳優、脚本家、映画監督）
- (2816) ピエン（アルマン・ピエン（英語版）、天気予報キャスター）
- (2825) Crosby（ビング・クロスビー、俳優、歌手）
- (2829) ボブ・ホープ（ボブ・ホープ、コメディアン）
- ローレル&ハーディ（コメディアン）
  - (2865) ローレル（スタン・ローレル）
  - (2866) ハーディ（オリヴァー・ハーディ）
- (2899) Runrun Shaw（邵逸夫、映画プロデューサー）
- (3252) Johnny（ジョニー・カーソン、トークショー司会者）
- (3345) Tarkovskij（アンドレイ・タルコフスキー、映画監督）
- (3346) Gerla（ガートルード・ローレンス、女優）
- (3623) Chaplin（チャールズ・チャップリン、コメディアン）
- (3624) Mironov（アンドレイ・ミローノフ、俳優）
- (3768) モンロー（マリリン・モンロー、女優）
- (3852) グレン・フォード（グレン・フォード、俳優）
- (3963) Paradzhanov（セルゲイ・パラジャーノフ、映画監督）
- (4017) ディズニヤ（ウォルト・ディズニー、アニメーター）
- (4053) Cherkasov（ニコライ・チェルカーソフ、俳優）
- (4238) オードリー（オードリー・ヘプバーン、女優）
- (4258) Ryazanov（エリダール・リャザーノフ、映画監督、脚本家）
- (4321) ゼロ（ゼロ・モステル、コメディアン、俳優）
- (4389) Durbin（ディアナ・ダービン、女優、歌手）
- (4434) Nikulin（ユーリー・ニクーリン、俳優）
- (4520) Dovzhenko（オレクサンドル・ドヴジェンコ、映画監督、脚本家）
- (4535) Adamcarolla（アダム・カローラ（英語版）、コメディアン、テレビ・ラジオ司会者）
- (4536) Drewpinsky（ドリュー・ピンスキー（英語版）、医師、医学番組司会者）
- (4616) バタロフ（アレクセイ・バタロフ（英語版）、俳優）
- (4659) Roddenberry（ジーン・ロッデンベリー、『宇宙大作戦』プロデューサー）
- (4864) Nimoy（レナード・ニモイ、俳優）
- (4901) Ó Briain（ダラ・オブリエン、コメディアン）
- (4921) Volonté（ジャン・マリア・ヴォロンテ、俳優）
- (4926) スモクトゥノフスキー（インノケンティ・スモクトゥノフスキー、俳優）
- (5107) Laurenbacall（ローレン・バコール、女優）
- (5150) フェリーニ（フェデリコ・フェリーニ、映画監督）
- (5154) Leonov（エフゲニー・レオーノフ、俳優）
- (5190) Fry（スティーヴン・フライ、俳優、コメディアン、司会者）
- (5412) ロウ（アレクサンドル・ロウ（英語版）、俳優、映画監督）
- (5559) Beategordon（ベアテ・シロタ・ゴードン、舞台芸術監督）
- (5608) オルモス（エドワード・ジェームズ・オルモス、俳優）
- (5634) Victorborge（ヴィクター・ボーグ、コメディアン、ピアニスト）
- (5940) Feliksobolev（フェリックス・ソボレフ、映画監督）
- (6207) Bourvil（ブールヴィル、コメディアン、俳優）
- (6249) Jennifer（ジェニファー・ジョーンズ、女優）
- (6318) Cronkite（ウォルター・クロンカイト、ニュースキャスター）
- (6377) Cagney（ジェームズ・キャグニー、俳優）
- (6546) Kaye（ダニー・ケイ、俳優、コメディアン）
- (6764) Kirillavrov（キリール・ラヴロフ、俳優）
- (7032) Hitchcock（アルフレッド・ヒッチコック、映画監督）
- (7037) Davidlean（デヴィッド・リーン、映画監督）
- (7040) ハーウッド（ロナルド・ハーウッド、劇作家、脚本家）
- (7307) Takei（ジョージ・タケイ、俳優）
- (7905) 伊丹十三（伊丹十三、映画監督）
- (7916) Gigiproietti（ジジ・プロイエッティ、俳優、声優、映画監督、脚本家）
- (8244) Mikolaichuk（イヴァーン・ムィコライチューク、俳優）
- (8299) Téaleoni（ティア・レオーニ、女優）
- (8353) メグ・ライアン（メグ・ライアン、女優）
- (8451) Gaidai（レオニード・ガイダイ、映画監督）
- 『ビッグバン★セオリー/ギークなボクらの恋愛法則』出演者
  - (8621) Jimparsons（ジム・パーソンズ、俳優）
  - (8622) Mayimbialik（メイム・ビアリク、女優）
  - (8623) Johnnygalecki（ジョニー・ガレッキ、俳優）
  - (8624) Kaleycuoco（ケイリー・クオコ、女優）
  - (8625) Simonhelberg（サイモン・ヘルバーク、俳優、コメディアン）
  - (8626) Melissarauch（メリッサ・ラウシュ、女優）
  - (8627) Kunalnayyar（クナル・ネイヤー、俳優、コメディアン）
- (8883) 宮崎駿（宮崎駿、アニメーション監督）
- (9080) 高柳（高柳雄一、科学番組プロデューサー、解説委員）
- (9081) 庵野秀明（庵野秀明、アニメーション監督）
- (9141) Kapur（シェーカル・カプール、映画監督）
- (9339) Kimnovak（キム・ノヴァク、女優）
- (9340) Williamholden（ウィリアム・ホールデン、俳優）
- (9341) Gracekelly（グレース・ケリー、女優）
- (9342) Carygrant（ケーリー・グラント、俳優）
- (9346) Fernandel（フェルナンデル、コメディアン）
- モンティ・パイソンメンバー
  - (9617) グレアム・チャップマン（グレアム・チャップマン）
  - (9618) ジョン・クリーズ（ジョン・クリーズ）
  - (9619) テリー・ギリアム（テリー・ギリアム）
  - (9620) エリック・アイドル（エリック・アイドル）
  - (9621) マイケル・ペイリン（マイケル・ペイリン）
  - (9622) テリー・ジョーンズ（テリー・ジョーンズ）
  - (13681) モンティ・パイソン
- (9745) 和田信賢（和田信賢、アナウンサー）
- (9974) Brody（エイドリアン・ブロディ、俳優）
- (10054) Solomin（ユーリー・ソローミン、俳優）
- (10221) Kubrick（スタンリー・キューブリック、映画監督）
- (10306) Pagnol（マルセル・パニョル、映画監督、脚本家）
- (10378) Ingmarbergman（イングマール・ベルイマン、映画監督）
- (11333) フォアマン（ミロシュ・フォアマン、映画監督）
- (11548) Jerrylewis（ジェリー・ルイス、コメディアン、俳優）
- (12379) Thulin（イングリッド・チューリン、女優）
- (12408) Fujioka（藤岡弘、俳優）
- (12561) Howard（ロン・ハワード、映画監督、映画プロデューサー、俳優）
- (12562) Briangrazer（ブライアン・グレイザー、映画プロデューサー）
- (12818) トム・ハンクス（トム・ハンクス、俳優）
- (12820) Robinwilliams（ロビン・ウィリアムズ、俳優、コメディアン）
- (13070) ショーン・コネリー（ショーン・コネリー、俳優）
- (13133) Jandecleir（ヤン・デクレール、俳優）
- (13212) Jayleno（ジェイ・レノ、コメディアン、テレビ司会者）
- (13952) Nykvist（スヴェン・ニクヴィスト、撮影監督）
- (14105) Nakadai（仲代達矢、俳優）
- (14349) Nikitamikhalkov（ニキータ・ミハルコフ、映画監督、脚本家、俳優）
- (14555) Shinohara（篠原ともえ、女優、歌手、デザイナー）
- (14621) Tati（ジャック・タチ、映画監督、俳優）
- (15131) Alanalda（アラン・アルダ、俳優、脚本家）
- (15495) Bogie（ハンフリー・ボガート、俳優）
- (15762) Rühmann（ハインツ・リューマン、俳優）
- (15947) Milligan（スパイク・ミリガン、コメディアン）
- (16705) Reinhardt（マックス・ラインハルト、俳優、舞台監督、映画監督）
- (17062) Bardot（ブリジット・バルドー、女優、歌手）
- (17078) Sellers（ピーター・セラーズ、コメディアン、俳優）
- (17283) Ustinov（ピーター・ユスティノフ、俳優）
- (17516) 古賀ゆきひと（古賀ゆきひと、アナウンサー）
- (17744) Jodiefoster（ジョディ・フォスター、女優）
- (19291) Karelzeman（カレル・ゼマン、人形アニメーション作家）
- (19535) Rowanatkinson（ローワン・アトキンソン、コメディアン）
- (19578) Kirkdouglas（カーク・ダグラス、俳優）
- (19695) Billnye（ビル・ナイ、科学教育者、テレビ司会者）
- (19998) Binoche（ジュリエット・ビノシュ、女優）
- (19999) Depardieu（ジェラール・ドパルデューとギョーム・ドパルデュー、俳優）
- (20469) Dudleymoore（ダドリー・ムーア、コメディアン、俳優）
- (21110) Karlvalentin（カール・ヴァレンティン、コメディアン）
- (21662) Benigni（ロベルト・ベニーニ、俳優、コメディアン、映画監督）
- (22903) Georgeclooney（ジョージ・クルーニー、俳優、映画監督、脚本家、映画プロデューサー）
- (23258) Tsuihark（ツイ・ハーク、映画監督、脚本家、映画プロデューサー）
- (25589) Danicamckellar（ダニカ・マッケラー、女優、声優、脚本家、プロデューサー）
- (25930) Spielberg（スティーヴン・スピルバーグ、映画監督、映画プロデューサー）
- (26733) Nanavisitor（ナナ・ヴィジター、女優）
- (26734) テリー・ファレル（テリー・ファレル、女優）
- (26858) Misterrogers（フレッド・ロジャース、子供番組司会者）
- (26937) Makimiyamoto（宮本真希、女優）
- (31061) Tamao（中村玉緒、女優）
- (31671) Masatoshi（中村雅俊、俳優、歌手）
- (38461) Jiritrnka（イジー・トルンカ、人形アニメーション作家）
- (55222) 新海誠（新海誠、アニメ監督）
- (68410) Nichols（ニシェル・ニコルズ、女優）
- (71000) Hughdowns（ヒュー・ダウンズ（英語版）、テレビ・ラジオ司会者）
- (79333) 優作（松田優作、俳優）
- (116939) Jonstewart（ジョン・スチュワート、コメディアン、テレビ司会者）

### スポーツ
- (1740) パーヴォ・ヌルミ（パーヴォ・ヌルミ、中長距離走）
- (1909) Alekhin（アレクサンドル・アレヒン、チェス）
- (2472) ブラッドマン（ドナルド・ブラッドマン、クリケット）
- (3027) Shavarsh（シャヴァルシュ・カラペチャン（英語版）、フィンスイミング）
- (3231) Mila（リュドミラ・パホモワ、アイスダンス）
- (3442) ヤシン（レフ・ヤシン、サッカー）
- (3767) ディマジオ（ジョー・ディマジオ、野球）
- (4319) Jackierobinson（ジャッキー・ロビンソン、野球）
- (4538) Vishyanand（ヴィスワナータン・アーナンド、チェス）
- (5413) スミスロフ（ワシリー・スミスロフ、チェス）
- (5441) Andymurray（アンディ・マリー、テニス）
- (5891) Gehrig（ルー・ゲーリッグ、野球）
- (5910) ザトペック（エミール・ザトペック、長距離走）
- (6128) Lasorda（トミー・ラソーダ、野球）
- (6417) Liberati（リベロ・リベラーティ、オートバイ）
- (6543) Senna（アイルトン・セナ、カーレース）
- (6581) Sobers（ガーフィールド・ソバーズ、クリケット）
- (6758) Jesseowens（ジェシー・オーエンス、短距離走・跳躍）
- (7826) Kinugasa（衣笠祥雄、野球）
- (7835) Myroncope（マイロン・コープ（英語版）、スポーツキャスター）
- (8217) Dominikhasek（ドミニク・ハシェック、アイスホッケー）
- (8432) 玉春日（玉春日良二、相撲）
- (8806) Fetisov（ヴャチェスラフ・フェティソフ、アイスホッケー）
- (9224) Zelezny（ヤン・ゼレズニー、槍投げ）
- (9518) Robbynaish（ロビー・ナッシュ、ウィンドサーフィン）
- (9870) Maehata（前畑秀子、水泳）
- (10322) Mayuminarita（成田真由美、水泳）
- (10634) Pepibican（ヨーゼフ・ビカンの愛称、サッカー）
- (10675) Kharlamov（ワレリー・ハルラモフ、アイスホッケー）
- (11947) Kimclijsters（キム・クライシュテルス、テニス）
- (11948) Justinehénin（ジュスティーヌ・エナン、テニス）
- (12373) Lancearmstrong（ランス・アームストロング、自転車）
- (12413) ジョニー・ウィアー（ジョニー・ウィアー、フィギュアスケート）
- (12414) Bure（パーヴェル・ブレ、アイスホッケー）
- (12542) Laver（ロッド・レーバー、テニス）
- (13553) Masaakikoyama（小山正明、野球）
- (14282) Cruijff（ヨハン・クライフ、サッカー）
- (15716) Narahara（奈良原浩、野球）
- (15761) Schumi（ミハエル・シューマッハの愛称、カーレース）
- (16046) Gregnorman（グレッグ・ノーマン、ゴルフ）
- (18321) Bobrov（フセヴォロド・ボブロフ、サッカー、アイスホッケー）
- (20019) 田中幸雄（田中幸雄、野球）
- (22010) Kuzmina（アナスタシア・クズミナ、バイアスロン）
- (22168) Weissflog（イェンス・バイスフロク、スキージャンプ）
- (22517) Alexzanardi（アレッサンドロ・ザナルディ、カーレース、自転車）
- (23774) Herbelliott（ハーブ・エリオット、中距離走）
- (25058) Shanegould（シェーン・グールド、水泳）
- (25937) Malysz（アダム・マリシュ、スキージャンプ）
- (25938) Stoch（カミル・ストッフ、スキージャンプ）
- (26986) チャスラフスカ（ベラ・チャスラフスカ、体操）
- (35441) 恭子（岩崎恭子、水泳）
- (61189) 王貞治（王貞治、野球）
- (65775) Reikotosa（土佐礼子、長距離走）
- (67853) Iwamura（岩村明憲、野球）
- (79254) 津田（津田恒実、野球）
- (82656) Puskas（フェレンツ・プスカシュ、サッカー）
- (128036) ラファエル・ナダル（ラファエル・ナダル、テニス）

### その他の芸能人
- (3163) ランディ（ジェームズ・ランディ、奇術師、懐疑主義者）
- (6330) 小ゑん（柳家小ゑん、落語家、アマチュア天文家）
- (12769) 神田紅（神田紅、講談師）

## その他

### 天文学者の家族や知人
- (153) ヒルダ（テオドール・オッポルツァーの娘）
- (154) ベルタ（ベルタ・マーティン＝フラマリオン、カミーユ・フラマリオンの妹）
- (169) ゼリア（カミーユ・フラマリオンの姪）
- (170) マリア（アントニオ・アベッティの姉妹）
- (207) ヘッダ（ヘドウィグ、フリードリヒ・ヴィネッケの妻）
- (225) アンリエッタ（ピエール・ジャンサンの妻）
- (228) アガーテ（テオドール・オッポルツァーの娘）
- (229) アデリンダ（エトムント・ヴァイスの妻）
- (237) セレスティーナ（テオドール・オッポルツァーの妻）
- (251) ソフィア（フーゴ・フォン・ゼーリガーの妻）
- (253) マティルド（モーリス・ローイの妻）
- (254) アウグスタ（アウグステ・フォン・リットロー（英語版）、カール・リットロー（英語版）の妻）
- (265) アンナ（アニー、エトムント・ヴァイスの娘）
- (266) アリーネ（リンダ、エトムント・ヴァイスの娘）
- (304) オルガ（発見者（ヨハン・パリサ）の姪）
- (320) カタリナ（発見者（ヨハン・パリサ）の母）
- (321) フロレンティーナ（発見者（ヨハン・パリサ）の娘）
- (352) ギーゼラ（発見者（マックス・ヴォルフ）の妻）
- (406) エルナ（Friedrich Bidschofの娘）
- (412) エリザベータ（発見者（マックス・ヴォルフ）の母）
- (468) リーナ（発見者（マックス・ヴォルフ）の家政婦）
- (473) ノーリ（発見者（マックス・ヴォルフ）の家族の小さな子供の愛称）
- (476) ヘドウィグ（エリス・ストレームグレンの妻）
- (495) オイラリア（発見者（マックス・ヴォルフ）の義理の祖母）
- (497) イヴァ（イヴァ・ショアーズ、発見者（レイモンド・ドゥーガン）の大家の娘）
- (503) イヴリン（イヴリン・スミス・ドゥーガン、発見者（レイモンド・ドゥーガン）の母）
- (506) マリオン（Marion Orcutt、発見者（レイモンド・ドゥーガン）のいとこ）
- (510) メイベラ（メイベル・ルーミス・トッド（英語版）、デイヴィッド・ペック・トッドの妻）
- (517) イーディス（イーディス・ドゥーガン、発見者（レイモンド・ドゥーガン）の姉妹）
- (523) エイダ（エイダ・ヘルム、発見者（レイモンド・ドゥーガン）の学友）
- (533) セーラ（発見者（レイモンド・ドゥーガン）の友人）
- (538) フリーデリーケ（発見者（パウル・ゲッツ）の友人）
- (542) スザンナ（発見者（パウル・ゲッツ）の友人）
- (543) シャルロッテ（発見者（パウル・ゲッツ）の友人）
- (576) エマヌエラ（発見者（パウル・ゲッツ）の友人）
- (583) クロチルデ（エトムント・ヴァイスの娘）
- (596) シャイラ（発見者（アウグスト・コプフ）の友人）
- (607) イェニー（イェニー・アドルフィーネ・ケスラー、発見者（アウグスト・コプフ）の友人）
- (608) アドルフィーネ（同上）
- (631) フィリッピナ（フィリップ・ケスラー、発見者（アウグスト・コプフ）の友人）
- (634) ウーテ（ウーテ・ケスラー、発見者（アウグスト・コプフ）の友人）
- (642) クララ（発見者（マックス・ヴォルフ）の家政婦）
- (668) ドーラ（発見者（アウグスト・コプフ）の友人の妻）
- (674) ラケーレ（軌道計算者（エミリオ・ビアンキ（英語版））の妻）
- (696) レオノーラ（マリー・レオノーラ・スノウ、軌道計算者（アーサー・スノウ）の妻）
- (698) エルネスティナ（エルンスト・ヴォルフ、発見者（マックス・ヴォルフ）の息子）
- (710) ゲルトルート（ガートルード・レーデン、発見者（マックス・ヴォルフ）の孫娘）
- (718) エリーダ（アーミン・ロイシュナーの娘）
- (722) フリーダ（カール・ヒレブラント（ドイツ語版）の娘）
- (725) アマンダ（リヒャルト・ショールの妻）
- (733) モッキア（ヴェルナー・“モック”・ヴォルフ、発見者（マックス・ヴォルフ）の息子）
- (734) ベンダ（アンナ・ベンダ、発見者（ヨハン・パリサ）の妻）
- (735) マルクハンナ（マルガレーテ・フォークトとハンナ、発見者（ハインリヒ・フォークト）のそれぞれ母と親戚）
- (746) マールー（マリー・ルイーズ・カイザー、発見者（フランツ・カイザー）の娘）
- (751) ファイナ（ファイナ・ミハイロヴナ・ネウイミナ、発見者（グリゴリー・ネウイミン）の最初の妻）
- (756) リリアナ（ハーロー・シャプレーの姉妹）
- (771) リベラ（発見者（ヨーゼフ・レーデン）の友人）
- (778) テオバルダ（テオバルド・カイザー、発見者（フランツ・カイザー）の父）
- (779) ニーナ（ニーナ・ニコラエヴナ・ネウイミナ、発見者（グリゴリー・ネウイミン）の姉妹）
- (789) レナ（エレナ・ペトロヴナ・ネウイミナ、発見者（グリゴリー・ネウイミン）の母）
- (794) イレナエア（イレーヌ・ヒレブラント、エトムント・ヴァイスの娘）
- (801) ヘルヴェルティア（エリス・ヘルヴェルス＝ヴォルフ、発見者（マックス・ヴォルフ）の母）
- (805) ホルムーティア（ホルムス・コプフ、アウグスト・コプフの妻）
- (808) メルクシア（アーダルベルト・メルクス、発見者（ルイージ・カルネラ）の義父）
- (824) アナスタシア（アナスタシア・セメノフ、発見者（グリゴリー・ネウイミン）の娘の友人）
- (862) フランツィア（フランツ・ヴォルフ、発見者（マックス・ヴォルフ）の息子）
- (876) スコット（E・スコット、発見者（ヨハン・パリサ）の友人）
- (878) ミルドレッド（ミルドレッド・シャプレー・マシューズ（英語版）、ハーロー・シャプレーの娘）
- (907) ローダ（エドワード・エマーソン・バーナードの妻）
- (909) ウラ（発見者（カール・ラインムート）の友人の娘）
- (910) アンネリーゼ（ユリウス・ディックの友人）
- (915) コゼット（発見者（フランソワ・ゴネシア）の娘）
- (917) リュカ（発見者（グリゴリー・ネウイミン）の姉妹の友人）
- (933) スージー（カジミール・グラフ（英語版）の妻）
- (950) アーレンザ（アーレンス家、発見者（カール・ラインムート）の友人）
- (954) リー（リーナ・アルステーデ・ラインムート、発見者（カール・ラインムート）の妻）
- (955) アルステーデ（同上）
- (956) エリザ（エリザ・ラインムート、発見者（カール・ラインムート）の母）
- (959) アーネ（ブロール・アスプリンド（スウェーデン語版）の息子）
- (960) ビルギット（ブロール・アスプリンドの娘）
- (961) グニー（同上）
- (965) アンゲリカ（アンゲリカ・ハルトマン、発見者（ヨハネス・ハルトマン）の妻）
- (966) ムシー（発見者（ウォルター・バーデ）の妻のニックネーム）
- (976) ベンジャミーナ（発見者（ヴェニアミン・ジェコフスキー）の息子）
- (978) アイダミナ（アイダ・ミナイェーヴナ、発見者（セルゲイ・ベリャフスキー）の友人）
- (979) イルゼヴァ（イルゼ・ヴァルドルフ、発見者（カール・ラインムート）の知人）
- (984) グレーティア（アルブレヒト・カールシュテットの義姉妹）
- (986) アメリア（発見者（ホセ・コマス・ソラ）の妻）
- (1017) ジャクリーヌ（Jacqueline Zadoc-Kahn、発見者（ヴェニアミン・ジェコフスキー）の弟子）
- (1026) イングリット（アルブレヒト・カールシュテットの姪）
- (1028) リュディナ（発見者（ウラジーミル・アルビツキー）の妻）
- (1030) ヴィーチャ（ヴィクトル・ザスラフスキー、発見者（ウラジーミル・アルビツキー）の義兄弟の甥）
- (1033) シモーナ（シモーヌ・ファン・ビースブルック、発見者（ジョージ・ファン・ビースブルック）の娘）
- (1045) ミッチェラ（ミッチェリーヌ・ファン・ビースブルック、発見者（ジョージ・ファン・ビースブルック）の娘）
- (1046) エドウィン（エドウィン・ファン・ビースブルック、発見者（ジョージ・ファン・ビースブルック）の息子）
- (1055) ティンカ（発見者（エミル・ブハル（チェコ語版））の母）
- (1075) ヘリナ（ヘリー・グレゴリエヴィチ・ネウイミン、発見者（グリゴリー・ネウイミン）の息子）
- (1096) ルーナータ（テオドール・ルーナート、発見者（ハリー・エドウィン・ウッド）の友人）
- (1117) レギニータ（発見者（ホセ・コマス・ソラ）の姪）
- (1121) ナターシャ（ナターシャ・チホミロワ、グリゴリー・ネウイミンの娘）
- (1127) ミミ（ウジェーヌ・デルポルトの妻）
- (1136) メルセデス（発見者（ホセ・コマス・ソラ）の義姉妹）
- (1158) リューダ（発見者（グリゴリー・ネウイミン）の姉妹）
- (1165) インプリネッタ（発見者（ヘンドリク・ファン・ヘントの妻）
- (1194) アレッタ（発見者（シリル・ジャクソンの妻）
- (1209) プーマ（アルブレヒト・カールシュテットの姪のニックネーム）
- (1211) ブレソール（発見者（ルイ・ボワイエ）の甥）
- (1237) ジュヌヴィエーヴ（発見者（ギィ・レース（英語版））の娘）
- (1243) パメラ（発見者（シリル・ジャクソン）の娘）
- (1314) パウラ（発見者（シルヴァン・アラン）の妻）
- (1329) エリアーヌ（ポール・ブルジョワ（フランス語版）の娘）
- (1330) スピリドニア（スピリドン・ザスラフスキー、発見者（ウラジーミル・アルビツキー）の義兄弟）
- (1338) デュポンタ（マルク・デュポン、発見者（ルイ・ボワイエ）の甥）
- (1386) ストレリア（N・ワイマン・ストラー、軌道計算者の指導教官）
- (1461) ジャン＝ジャック（ジャン＝ジャック・ロージェ、発見者（マルグリット・ロージェ）の息子）
- (1493) シグリ（シグリ・ストレームグレン、ベンクト・ストレームグレンの妻）
- (1511) ダレラ（ポール・ダレラ、発見者（ルイ・ボワイエ）の友人）
- (1531) ハルトムート（ハルトムート・ネッケル、発見者（アルフレート・ボーアマン）の孫）
- (1563) ノエル（発見者（シルヴァン・アラン）の息子）
- (1568) エイスリーン（発見者（アーネスト・ジョンソン）の妻）
- (1592) マティユー（発見者（シルヴァン・アラン）の孫）
- (1644) ラフィタ（発見者（ラファエル・カラスコ（イタリア語版））の息子）
- (1685) トロ（サミュエル・ヘリック（英語版）の妻の旧姓）
- (1698) クリストフェ（ジョルジュ・ロラン（イタリア語版）の又甥）
- (1711) サンドリーヌ（ジョルジュ・ロランの又姪）
- (1727) メッテ（発見者（A・デイヴィッド・アンドリュース（英語版））の妻）
- (1744) ハリエット（ポール・ハーゲット（英語版）の妻）
- (1760) サンドラ（発見者（アーネスト・ジョンソン）の孫娘）
- (1838) ウルサ（ウルスラ・ヴィルトとウルス・ヴィルト、発見者（パウル・ヴィルト）の妻と息子）
- (1848) デルヴォー（ジネッテ・ローラン（フランス語版）の義妹）
- (1939) ロレッタ（ロレッタ・コワル、発見者（チャールズ・トーマス・コワル）の娘）
- (1944) ギュンター（ギュンター・ラインムート、発見者（カール・ラインムート）の息子）
- (1982) クライン（エドウィン・クライン、発見者（エレノア・ヘリン）の友人）
- (2017) ウェッソン（メアリー・ジョアン・ウェッソン・バードウェル、コンラッド・バードウェルの妻）
- (2056) ナンシー（ナンシー・ルー・ジゼル・マースデン、ブライアン・マースデンの妻）
- (2090) 瑞穂（発見者（浦田武）の娘）
- (2130) エフドキヤ（エフドキヤ・エフィモヴナ・シュチェロコーワ、発見者（リュドミーラ・ジュラヴリョーワ）の母）
- (2166) ハンダール（ヴァイオレット・ハンダール・グリーン、ダニエル・W・ E・グリーンの母）
- (2167) エリン（ジョージ・パンコの娘）
- (2276) ワルク（イヴリン・ワルク、発見者（ウジェーヌ・デルポルト）の孫娘）
- (2487) ユハニ（ユハニ・アリコスキ、発見者（ヘイッキ・アリコスキ）の息子）
- (2839) アネット（発見者（クライド・トンボー）の娘）
- (3005) ペル・ヴィクトル・アレックス（ペル・ヴィクトル・アレクサンデル・ラーゲルクヴィスト、発見者（クラエス＝イングヴァール・ラーゲルクヴィスト）の息子）
- (3044) Saltykov（ニキータ・サルティコフ、発見者（ナタリア・メトロワ（イタリア語版））の祖父）
- (3286) アナトーリヤ（アナトーリイ・ヴァシレヴィッチ・カラチキン、発見者（リュドミーラ・カラチキナ）の義兄弟）
- (3664) アンネレス（アンナ・テレジア・シュマーデル、ルッツ・D・シュマーデル（英語版）の妻）
- (3774) Megumi（発見者（小島卓雄）の妻）
- (3848) アナ・ルシア（アナ・ルシア・マルティン、発見者（アンリ・ドゥブオーニュ）の友人）
- (3916) メーヴァ（メーヴァ・ヴィトリ、パトリス・ヴィトリの姪）
- (3983) Sakiko（中野主一の妹）
- (4100) Sumiko（発見者（日置努）の妻）
- (4131) スタシック（ジョン・S・スタシック、発見者（アンドリュー・ノイマー（イタリア語版））の教師）
- (4441) 要恵（発見者（関勉）の母）
- (4641) 綾子（発見者（円舘金）の妻）
- (4786) タチアニーナ（タチアナ・アレクサンドロヴナ・スモワ、発見者（ニコライ・チェルヌイフ）の友人）
- (4930) レフィルティム（発見者（スティーブン・サルヤーズ）の3人の子供、レベッカ（Rebecca）、フィリップ（Philip）、ティモシー（Timothy）
- (5286) 向井春男（発見者（向井優）の弟）
- (5411) リーア（発見者（ニコライ・チェルヌイフ）の友人の妻）
- (5431) マキシン・ヘリン（マキシン・アン・ヘリン、発見者（エレノア・ヘリン）の義母）
- (5531) カロリーンチェ（カロリーネ・ファン・ハウテン、発見者（コルネーリス・ファン・ハウテン、イングリット・ファン・ハウテン＝フルーネフェルト）の孫娘）
- (5822) Masakichi（発見者（日置努）の父）
- (6094) Hisako（発見者（日置努）の母）
- (6155) 菅野洋子（発見者の友人（菅野松男）の妻）
- (6557) 野村陽子（発見者（野村敏郎）の妻）
- (6865) ダンカーリー（シャーロット・ハーシェル・ダンカーリー、ウィリアム・ハーシェルの子孫）
- (6877) ジアダ（ジアダ・カスッリ、発見者（ヴィンチェンツォ・スィルヴァーノ・カスッリ（英語版））の娘）
- (8344) バベット（バベット・ホイップル、フレッド・ホイップルの妻）
- (8549) アルチーデ（アルチーデ・ビッテシーニ、発見者（ルチアーノ・ビッテシーニ）の父）
- (9986) ひろくん（発見者（浦田武）の娘の婚約者）

### 科学コンテスト上位入賞者
2002年からリンカーン研究所とソサエティ・フォー・サイエンスが共同で行っているセレス・コネクションの一環として、国際学生科学技術フェア（ISEF）、リジェネロン・サイエンス・タレント・サーチ（STS）、ディスカバリーエデュケーション 3Mヤングサイエンティストチャレンジ（DCYSC）などの上位入賞者の名前がつけられている。
- (11695) アダム・カリー（アダム・マイケル・カリー、2002年ISEF）
- (11697) Estrella（アラン・ノリエル・エストレリャ、2002年ISEF）
- (12088) Macalintal（ヘリック・バリェス・マカリンタル、2002年ISEF）
- (12522) Rara（プレム・ビラス・フォルトラン・ララ、2002年ISEF）
- (13241) Biyo（ジョゼッテ・ビヨ（英語版）、2002年ISEF）
- (15584) 岡本優真（岡本優真、2019年ISEF）
- (15587) 塚本颯（塚本颯、2019年ISEF）
- (17092) シャランヤ（シャランヤ・S、2003年ISEF）
- (20780) Chanyikhei（陳易希（英語版）、2004年ISEF）
- (23238) Ocasio-Cortez（アレクサンドリア・オカシオ＝コルテス、2007年ISEF）
- (25075) 清本（清本大介、2008年ISEF）
- (25087) 谷口和（谷口和成、2008年ISEF）
- (25088) 吉村（吉村史也、2008年ISEF）
- 他多数

### その他の人物
- (156) クサンティッペ（クサンティッペ）
- (222) ルーツィア（グラフ・ウィルチェク（英語版）（探検家）の娘）
- (250) ベティーナ（ベッティーナ・カロリーネ・フォン・ロートシルト、アルベルト・フォン・ロートシルトの妻）
- (305) ゴードニア（ジェームズ・ゴードン・ベネット・ジュニア（英語版）、『ニューヨーク・ヘラルド』編集者）
- (350) オルナメンタ（Hornemann、フランス天文学会員）
- (409) アスパシア（アスパシア）
- (425) コルネリア（コルネリア・アフリカナ）
- (440) シオドーラ（ジュリアス・F・ストーン（篤志家）の娘）
- (445) エドナ（ジュリアス・F・ストーンの妻）
- (447) ヴァレンティーネ（アルベルト・フォン・ロートシルトの娘）
- (461) サスキア（サスキア・ファン・オイレンブルフ）
- (537) パウリ（マックス・パウリ、実業家、アマチュア光学者）
- (616) エリー（エリー・ベーム、カール・ベーム（ドイツ語版）（数学者）の妻）
- (644) コジマ（コジマ・ワーグナー）
- (654) ツェリンダ（ツェリンダ・ディニ、ウリッセ・ディニ（英語版）（数学者）の姉妹）
- (683) ランツィア（カール・ランツ（ドイツ語版）、実業家）
- (703) ノエミ（ヴァレンティーネ・ノエミ・フォン・ロートシルト、ジギスムント・フォン・シュプリンガー男爵の婚約者）
- (708) ラファエラ（ラファエル・ビショフスハイム（英語版）、銀行家）
- (719) アルベルト（アルベルト・フォン・ロートシルト、銀行家）
- (750) オスカー（オスカー・ルーベン・フォン・ロートシルト、アルベルト・フォン・ロートシルトの息子）
- (782) モンテフィオーレ（クラリス・セバーグ＝モンテフィオーレ、アルベルト・フォン・ロートシルトの息子の妻）
- (785) ツヴェタナ（ツヴェタナ・ポポワ、キリル・ポポフ（ブルガリア語版）（数学者）の娘）
- (846) リッペルタ（エドゥアルト・リッペルト（ドイツ語版）、実業家）
- (885) ウルリケ（ウルリーケ・フォン・レヴェツォー（英語版）、ヨハン・ヴォルフガング・フォン・ゲーテの想い人）
- (904) ロックフェリア（ジョン・ロックフェラー、実業家、慈善家）
- (922) シュルーティア（エドガー・シュルーバッハ（実業家）とヘンリー・ティアークス（銀行家））
- (941) マレー（ギルバート・マレー（英語版）、外交官）
- (977) フィリッパ（フィリップ・ド・ロチルド、実業家）
- (1018) アーノルダ（アルノルト・ベルリナー（英語版）、学術雑誌編集者）
- (1037) ダヴィッド・ヴェイラ（ダヴィッド・ヴェイル、科学アカデミー会員）
- (1038) タッキア（エドワード・タック（英語版）、篤志家）
- (1062) リューバ（リューバ・ベルリン、スカイダイビング中の事故で死亡した女性）
- (1086) ナタ（ナタ・バブシュキナ、スカイダイビング中の事故で死亡した女性）
- (1093) フレダ（フレッド・プレヴォー、大学院理学研究科の後援者）
- (1099) フィグネリア（ヴェーラ・フィグネル）
- (1236) タイス（タイス）
- (1291) Phryne（フリュネ）
- (1366) ピッコロ（ベルギーの新聞「ル・ソワール（英語版）」編集長Auguste Cauvinの筆名）
- (1462) ザメンホフ（ルドヴィコ・ザメンホフ、エスペラントの考案者）
- (1729) ベリル（ベリル・ポッター、インディアナ大学職員）
- (1962) Dunant（アンリ・デュナン、実業家、赤十字創設者）
- (2112) Ulyanov（アレクサンドル・ウリヤノフ）
- (2305) キング（マーティン・ルーサー・キング・ジュニア）
- (2345) Fučik（ユリウス・フチーク）
- (2349) クルチェンコ（ナデジダ・クルチェンコ、ハイジャック事件で犠牲になったスチュワーデス）
- (2579) Spartacus（スパルタクス）
- (2621) 五藤（五藤齊三、光学技術者、実業家）
- (2692) チカロフ（ヴァレリー・チカロフ、パイロット）
- (2754) エフィモフ（ミハイル・エフィモフ、パイロット）
- (2963) Chen Jiageng（陳嘉庚、実業家）
- (3018) ゴダイヴァ（ゴダイヴァ夫人）
- (3147) サマンサ（サマンサ・スミス）
- (3265) Fletcher（フレッチャー・クリスチャン）
- (3322) リディヤ（リディヤ・ズベレワ、パイロット）
- (3376) Armandhammer（アーマンド・ハマー）
- (3397) レイラ（Nancy Leyla Lohmiller、小惑星センターの管理アシスタントMuazzez Kumrucu Lohmillerの娘）
- (3652) Soros（ジョージ・ソロス）
- (3895) イアハート（アメリア・イアハート）
- (3925) Tret'yakov（パーヴェル・トレチャコフとセルゲイ・トレチャコフ（英語版）、美術蒐集家、篤志家）
- (4080) ガリンスキー（ニコライ・ガリンスキー、エンジニア）
- (4122) フェラーリ（エンツォ・フェラーリ、実業家）
- (4318) Baťa（トマーシュ・バチャ（英語版）、実業家）
- (4487) ポカホンタス（ポカホンタス）
- (4729) Mikhailmil'（ミハイル・ミーリ、航空技術者）
- (4841) Manjiro（ジョン万次郎）
- (4920) Gromov（ミハイル・グロモフ、パイロット）
- (5330) Senrikyu（千利休）
- (5349) Paulharris（ポール・ハリス、国際ロータリー設立者）
- (5420) Jancis（ジャンシス・ロビンソン、ワイン評論家）
- (5541) 晴明（安倍晴明）
- (5973) Takimoto（滝本大助、反核運動家）
- (6210) 賢燮（徐賢燮（スペイン語版）、外交官）
- (6235) Burney（ヴァニーシア・バーニー）
- (6437) Stroganov（ストロガノフ家）
- (6441) Milenajesenská（ミレナ・イェセンスカー）
- (6808) プランタン（クリストフ・プランタン）
- (6982) Cesarchavez（セサール・チャベス、労働運動家）
- (7381) Mamontov（サーヴァ・マモントフ、実業家）
- (7584) Ossietzky（カール・フォン・オシエツキー、ジャーナリスト、平和運動家）
- (7590) Aterui（アテルイ）
- (8022) Scottcrossfield（アルバート・スコット・クロスフィールド、パイロット）
- (8023) Josephwalker（ジョセフ・ウォーカー、パイロット）
- (8024) Robertwhite（ロバート・ホワイト、パイロット）
- (8115) Sakabe（坂部三次郎、実業家）
- (8187) Akiramisawa（三沢彰、造園家）
- (8700) Gevaert（リーフェン・ヘファールト、実業家、慈善家）
- (8731) Tejima（手島精一、教育者、官僚）
- (8732) Champion（フランク・チャンピオン、パイロット）
- (9239) ファン・リーベック（ヤン・ファン・リーベック）
- (9417) Jujiishii（石井十次、慈善家）
- (9481) Menchú（リゴベルタ・メンチュウ、人権活動家）
- (9969) ブライユ（ルイ・ブライユ）
- (10654) ボンテクー（ヴィレム・アイスブランツゾーン・ ボンテクー）
- (11073) Cavell（イーディス・キャヴェル、看護師）
- (11446) Betankur（アグスティン・デ・ベタンクル、都市計画家）
- (11778) Kingsford Smith（チャールズ・キングスフォード・スミス、パイロット）
- (11861) Teruhime（櫛橋光）
- (12412) 鞭幸枝（鞭幸枝、音楽教師）
- (14014) Münchhausen（ミュンヒハウゼン男爵）
- (14032) 愛（愛姫）
- (14310) Shuttleworth（マーク・シャトルワース、実業家）
- (15414) Pettirossi（シルビオ・ペッティロッシ、パイロット）
- (16357) Risanpei（李参平、陶工）
- (16397) Carlahayden（カーラ・ヘイデン、アメリカ議会図書館第14代館長）
- (16425) Chuckyeager（チャック・イェーガー、パイロット）
- (16624) Hoshizawa（星澤幸子、料理研究家）
- (17508) Takumadan（團琢磨、実業家）
- (17670) Liddell（アリス・リデル）
- (18291) Wani（王仁）
- (18403) あつひろ・たいせい（交通事故で死亡した生田敦弘・汰成兄弟）
- (19156) Heco（浜田彦蔵の洗礼名）
- (21016) 宮澤清六（宮澤清六、宮沢賢治の弟）
- (21236) Moneta（エルネスト・テオドロ・モネータ、平和運動家）
- (21619) Johnshopkins（ジョンズ・ホプキンズ、起業家、篤志家）
- (22453) 渋沢栄一（渋沢栄一、実業家）
- (23120) Paulallen（ポール・アレン、実業家）
- (26223) 江成（江成彰彦、日本最初のNASA教育プログラム「ARISSスクールコンタクト」のアマチュア・ラジオ・オペレーターを務めた人物）
- (61386) 浪越（浪越徳治郎、指圧療法の創始者）
- (69275) Wiesenthal（サイモン・ウィーゼンタール）
- (168126) 鄭崇華（鄭崇華（中国語版）、台湾、デルタ電子の創設者）
- (316201) Malala（マララ・ユスフザイ）
- (350173) 吉田直樹（吉田直樹、ゲームクリエイター）

### テーマ別の一覧
- 地名に由来する小惑星の一覧
- 生物名に由来する小惑星の一覧
- 日本神話に関する名を持つ小惑星の一覧
- フィクションの作品に因む名を持つ小惑星の一覧
- 特徴のある小惑星